# Bildtafel Suppen und Eintöpfe
Definition: Speisen und Gerichte als Suppen mit Einlage sowie Eintöpfe nach der mitteleuropäischen Küchentradition.

## Brühen mit Einlage

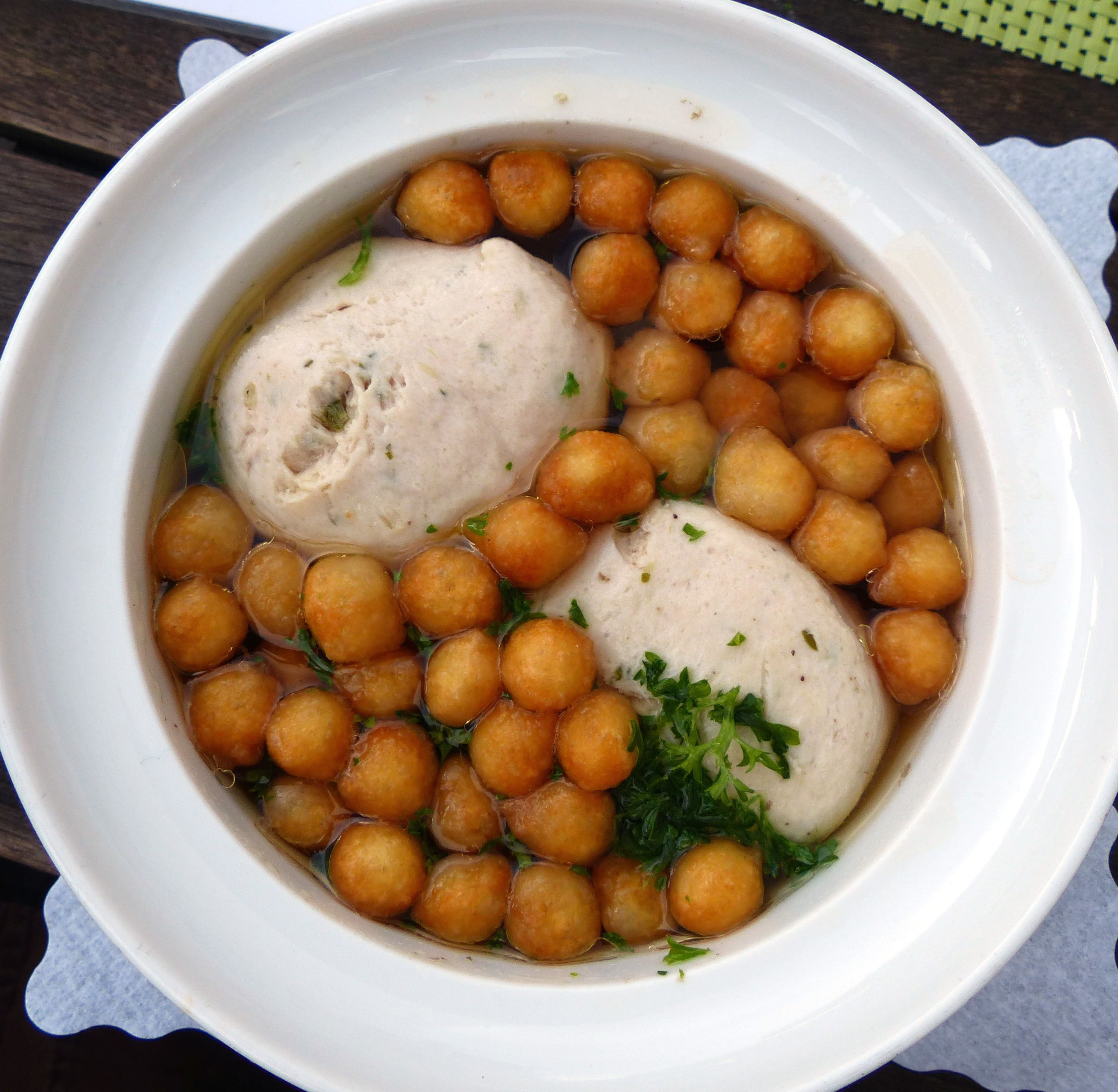
Brätknödelsuppe mit Backerbsen
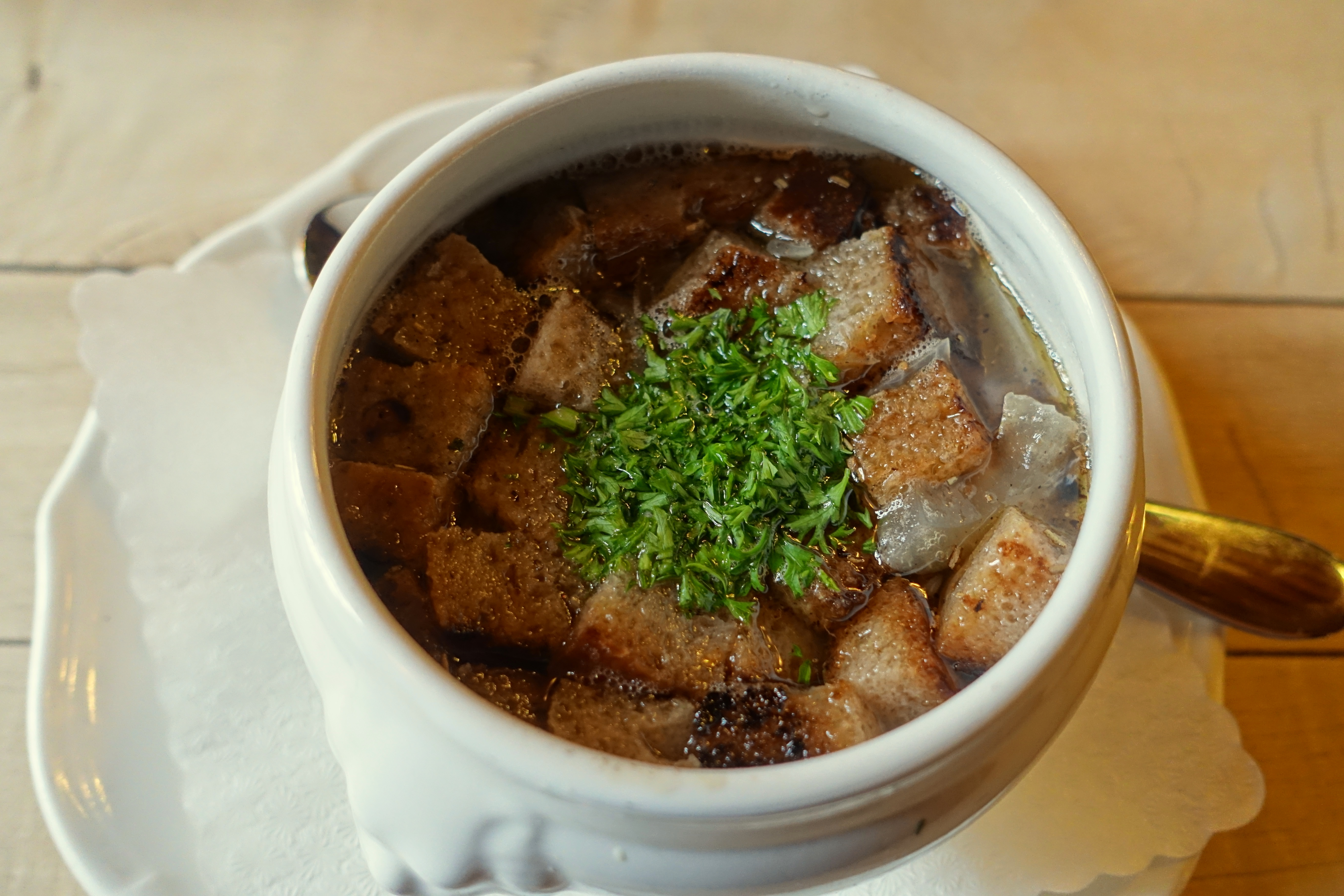
Brotsuppe
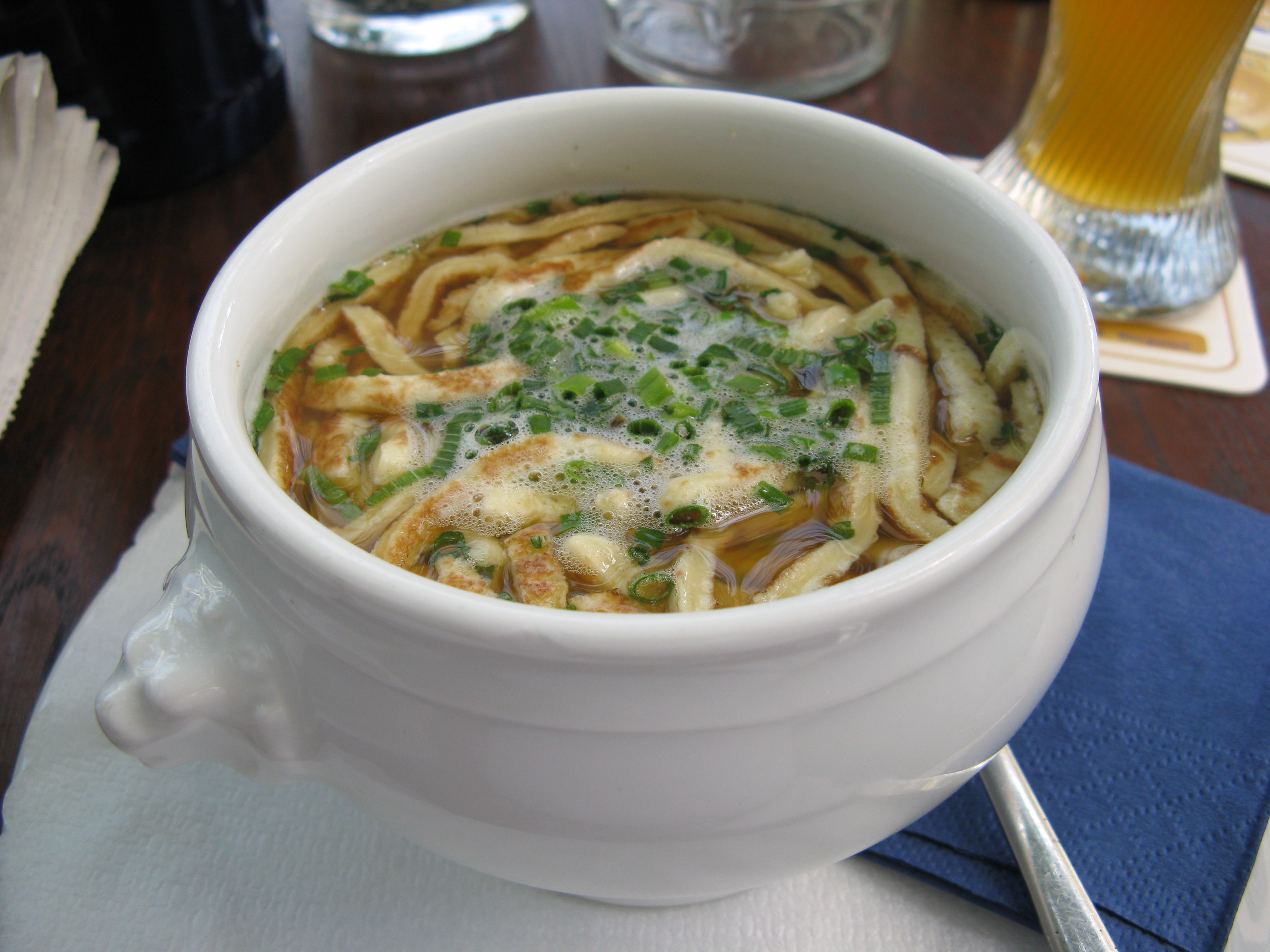
Frittatensuppe
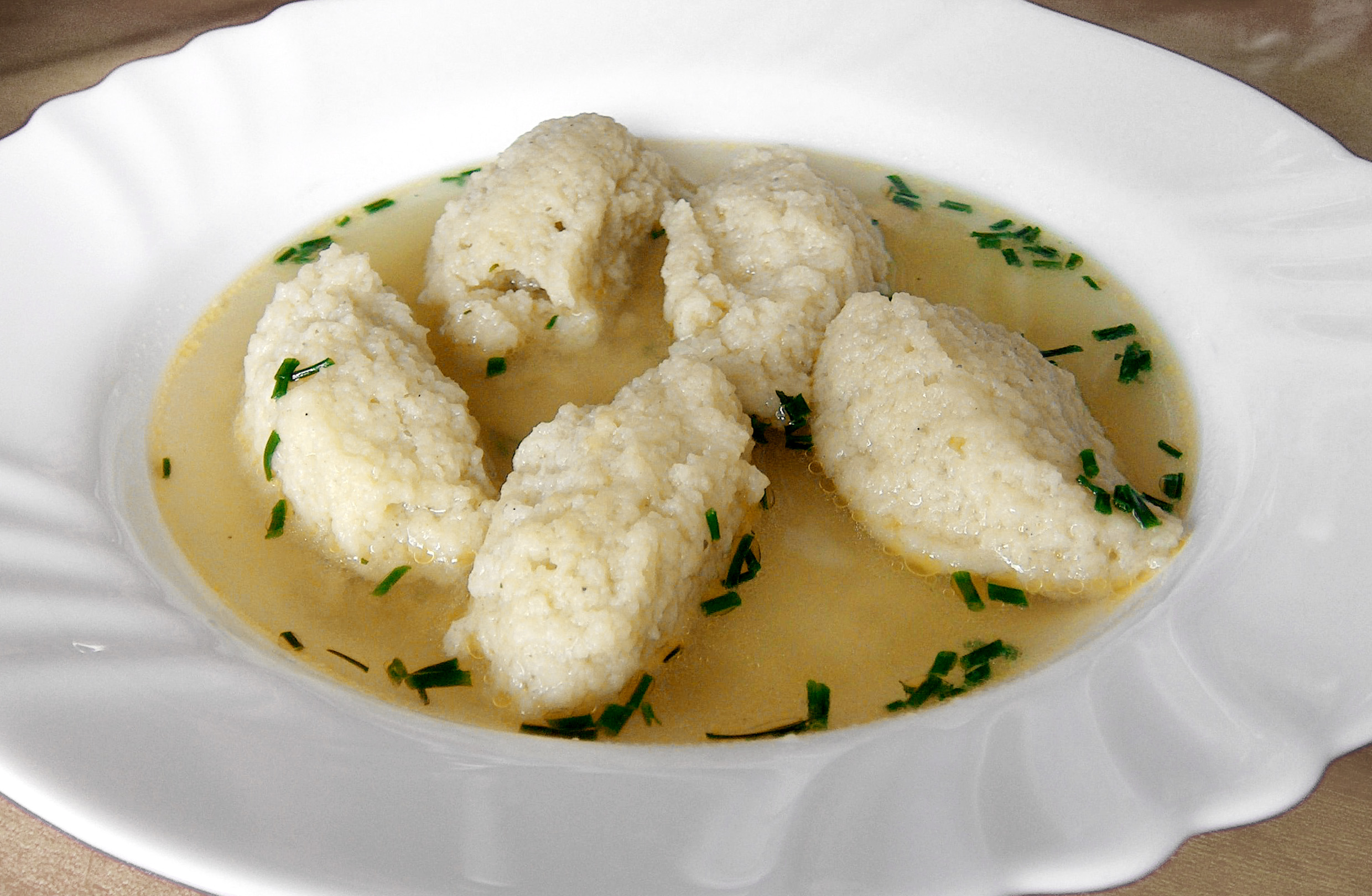
Grießklößchensuppe
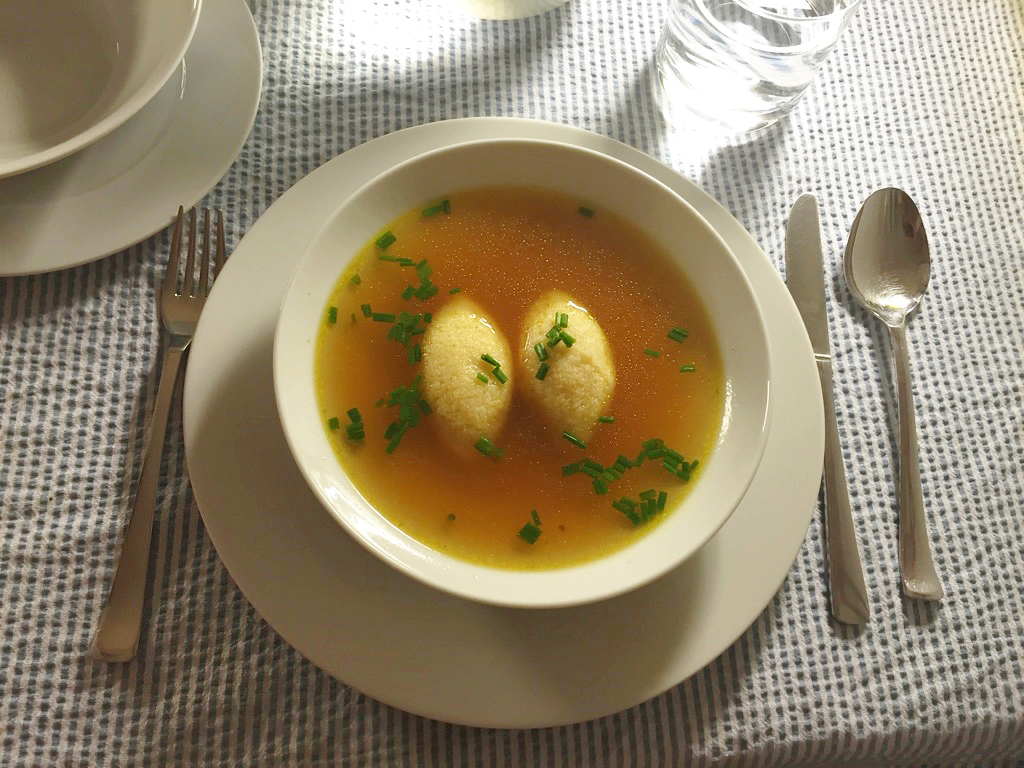
Grießnockerlsuppe aus Österreich
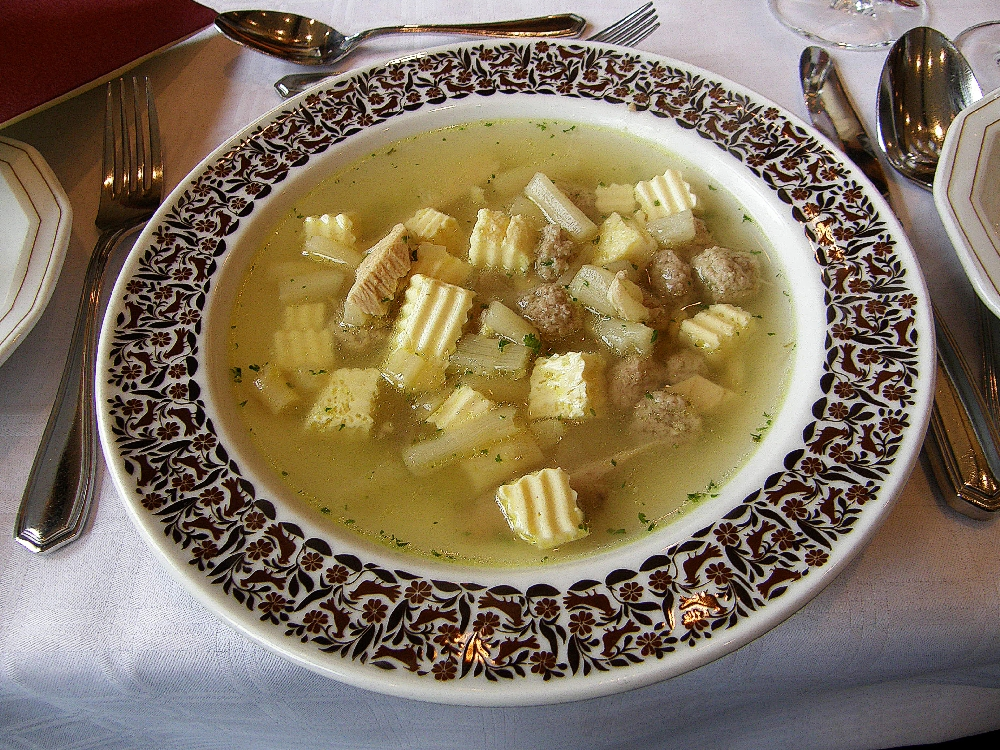
Hochzeitssuppe mit Eierstich
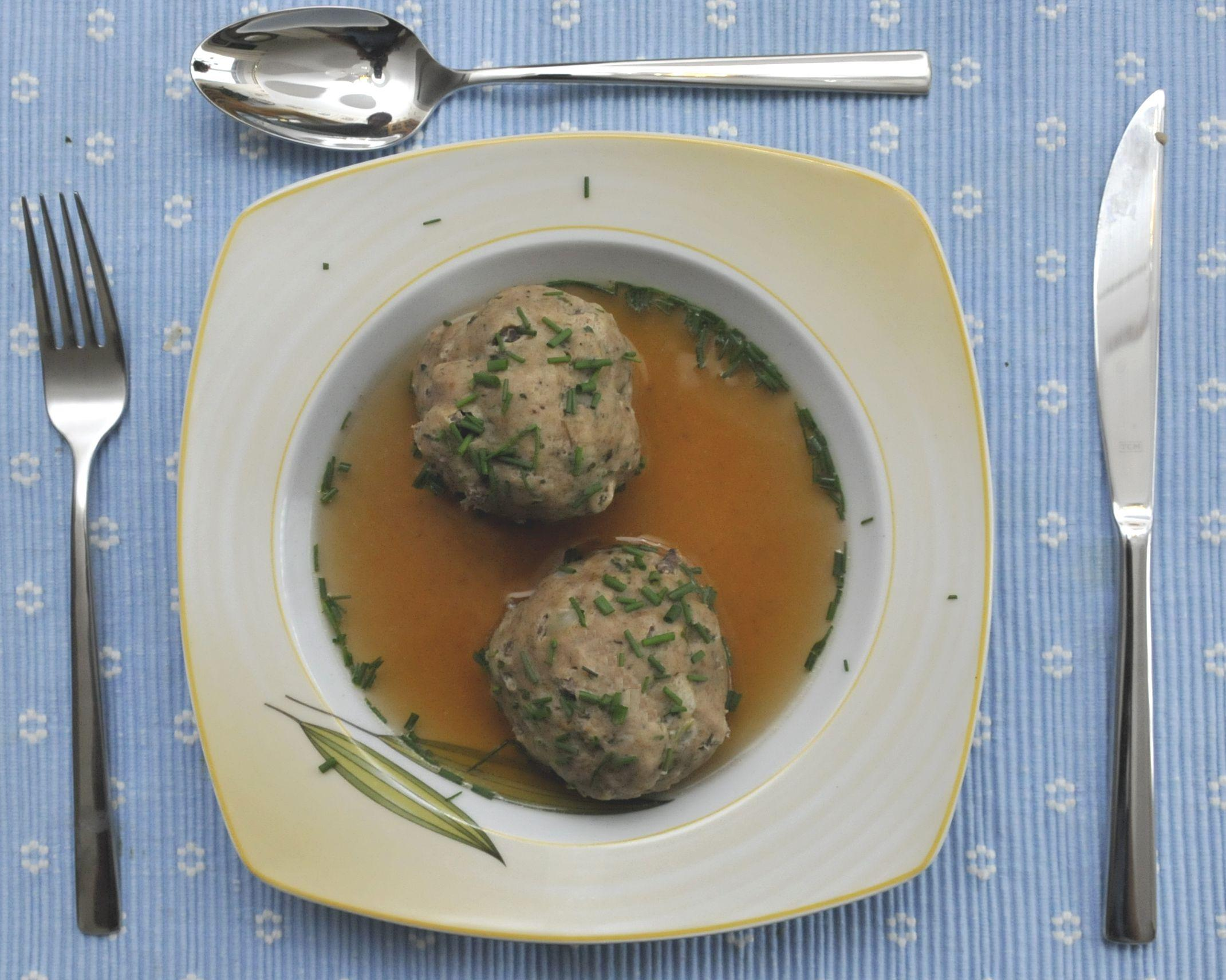
Leberknödelsuppe
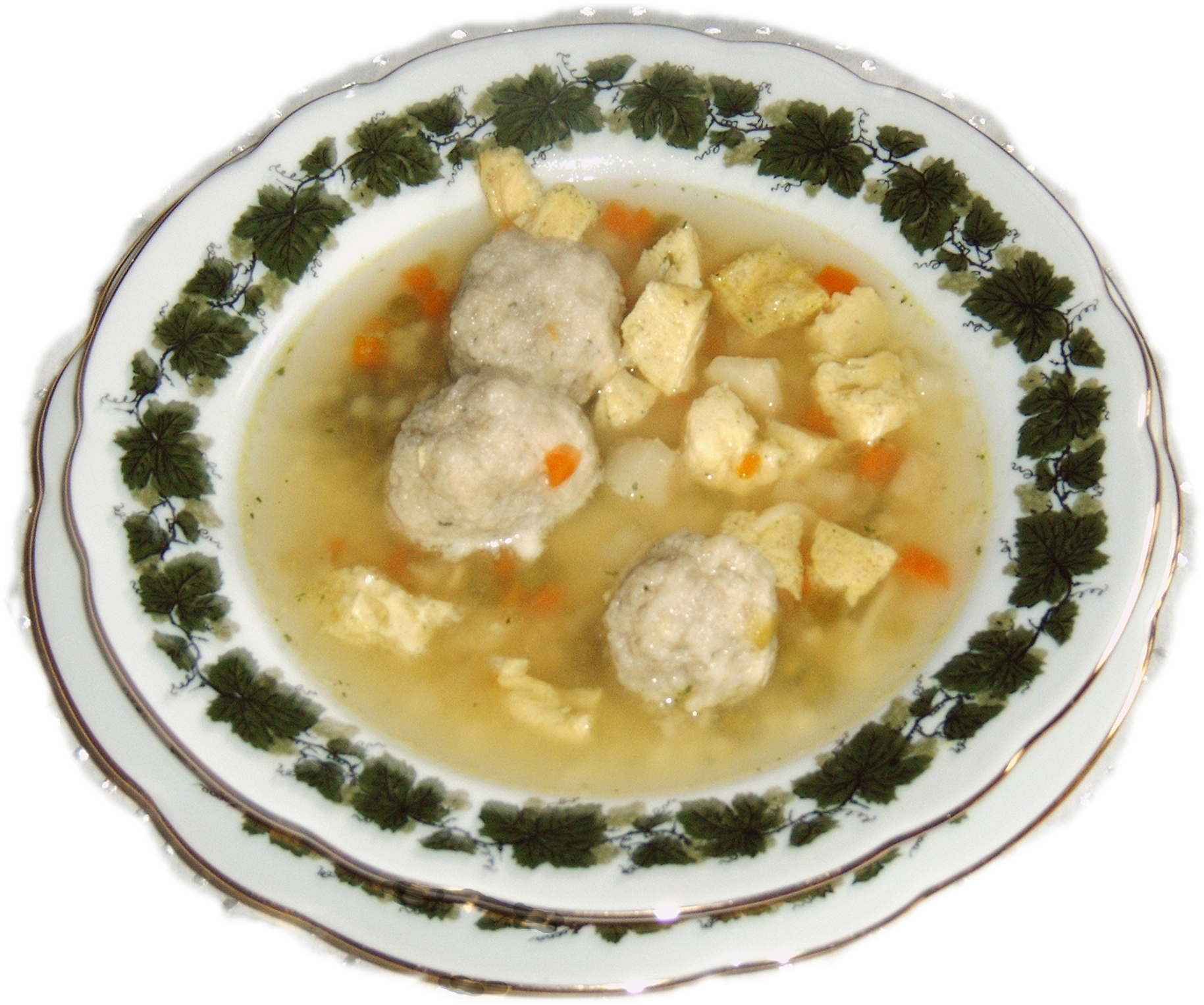
Markklößchensuppe
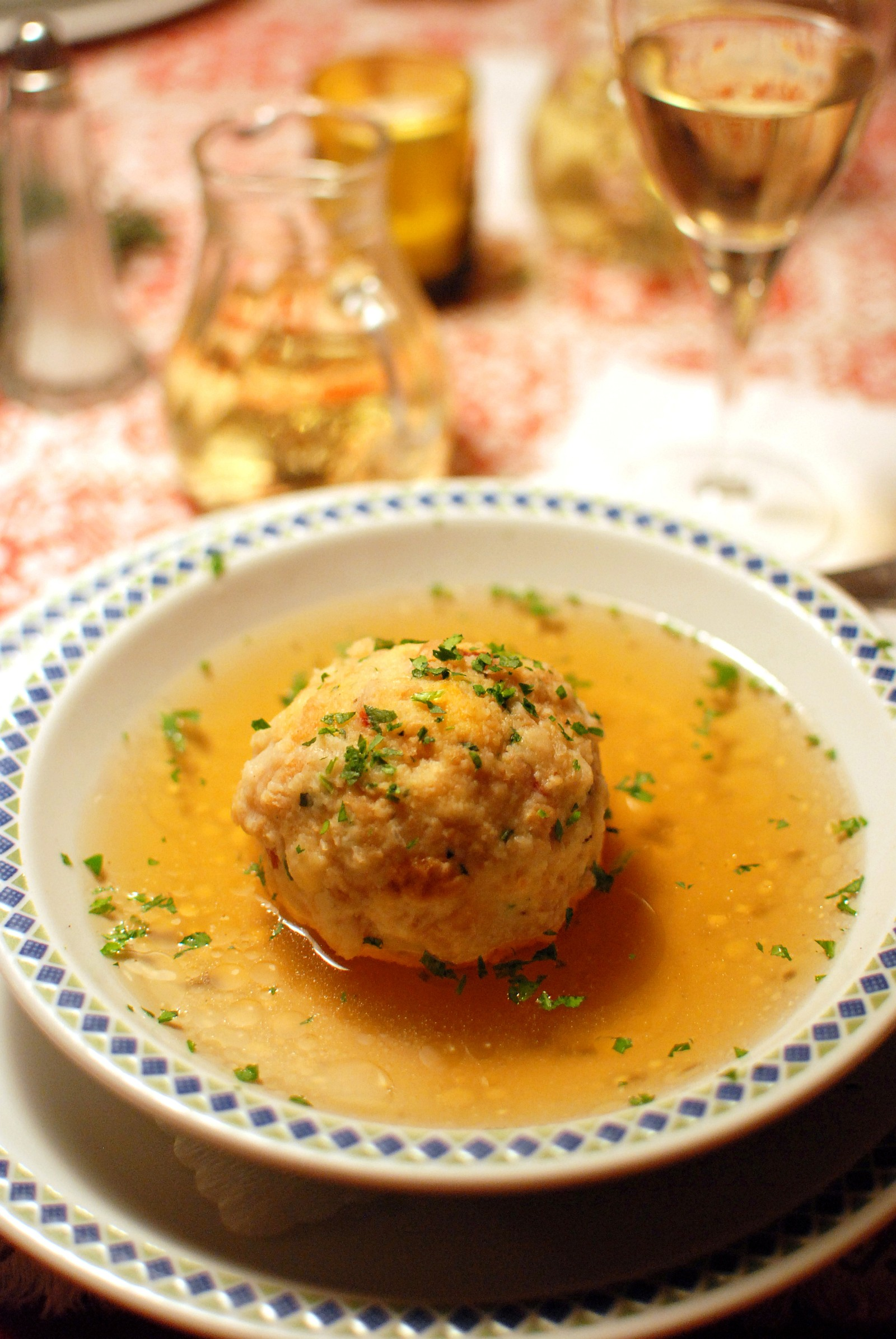
Speckknödelsuppe

## Suppen mit Hülsenfrüchten und Getreide

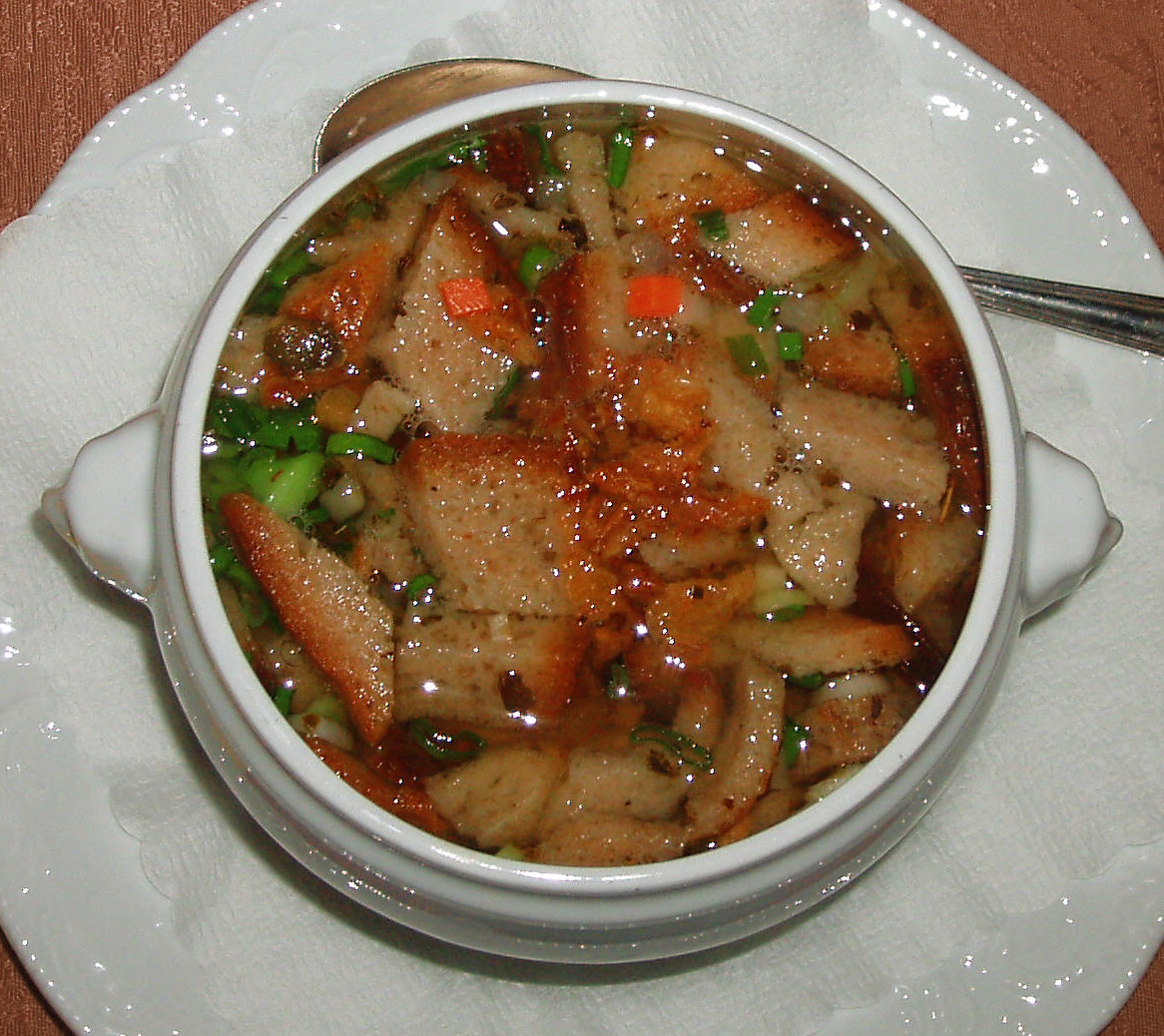
Brotsuppe
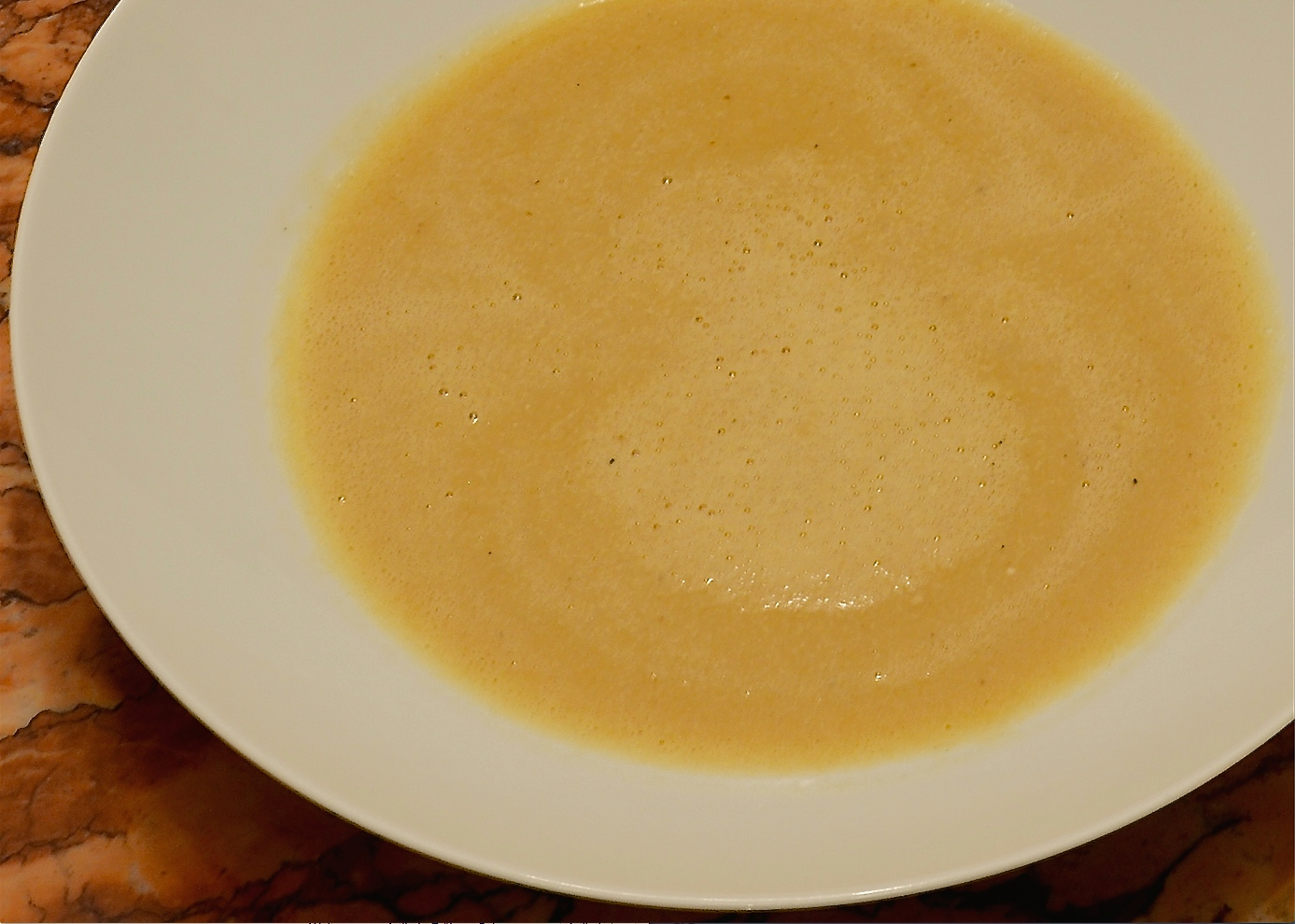
Brotsuppe, püriert
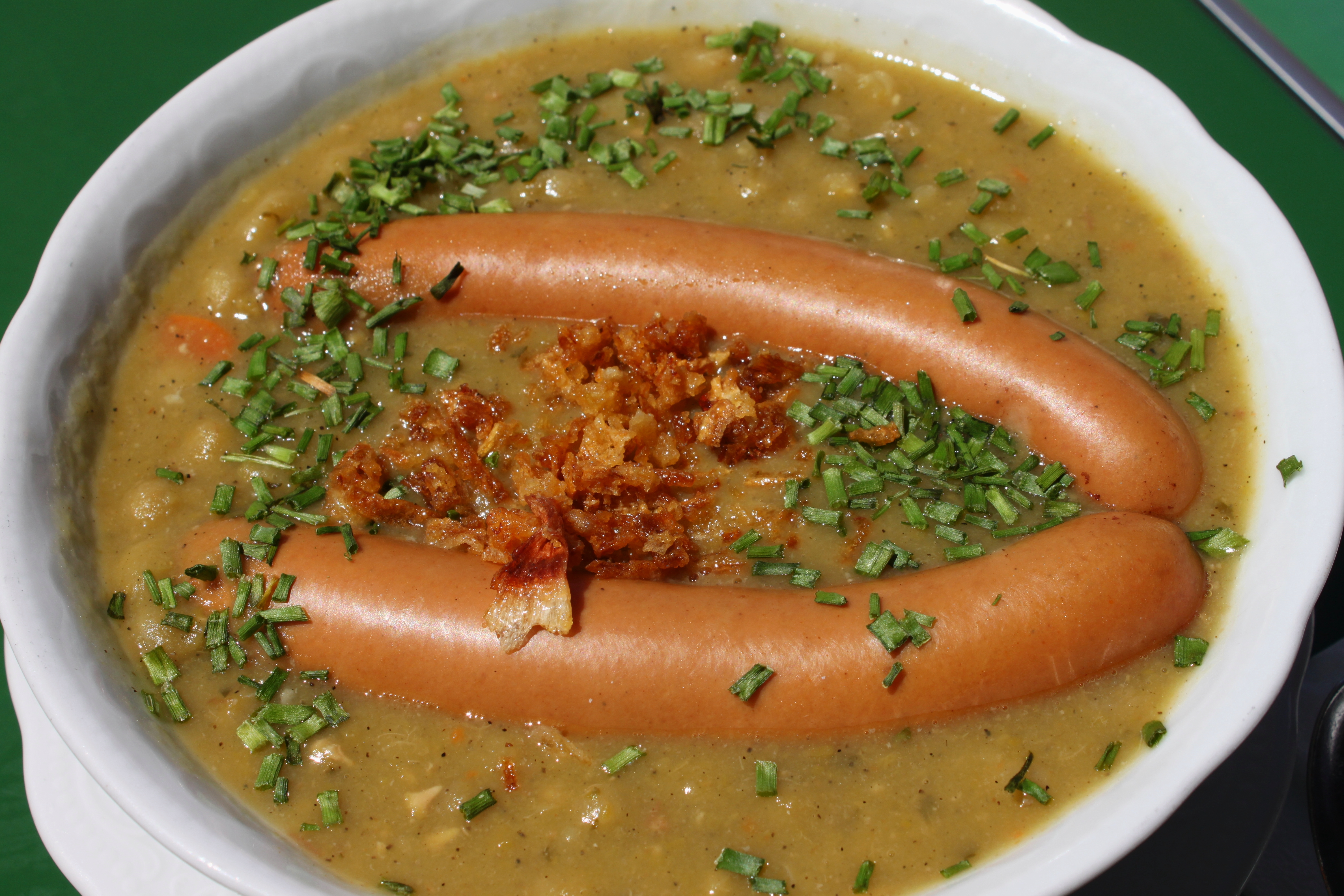
Erbsensuppe mit Würstchen
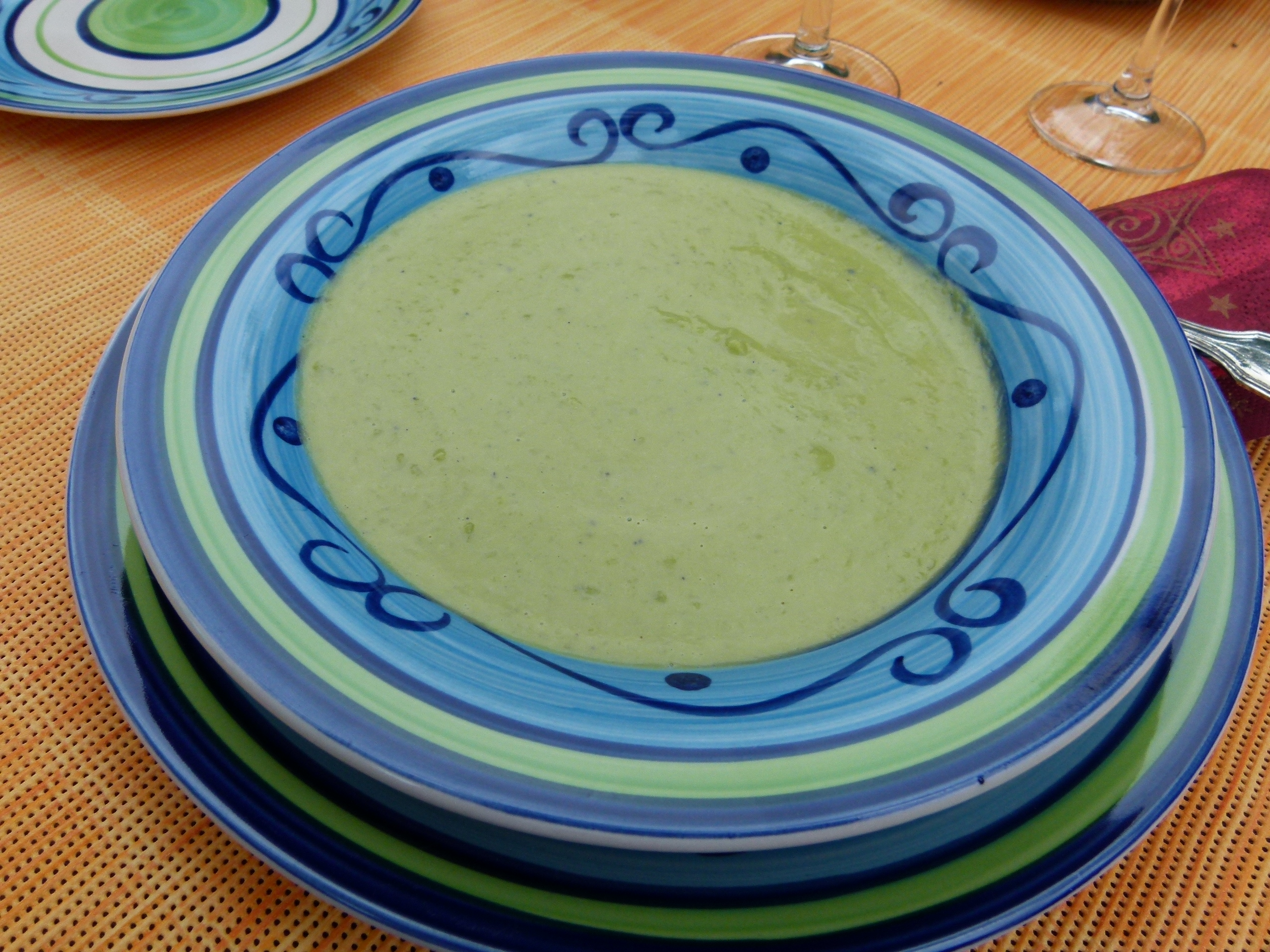
Erbsensuppe, püriert
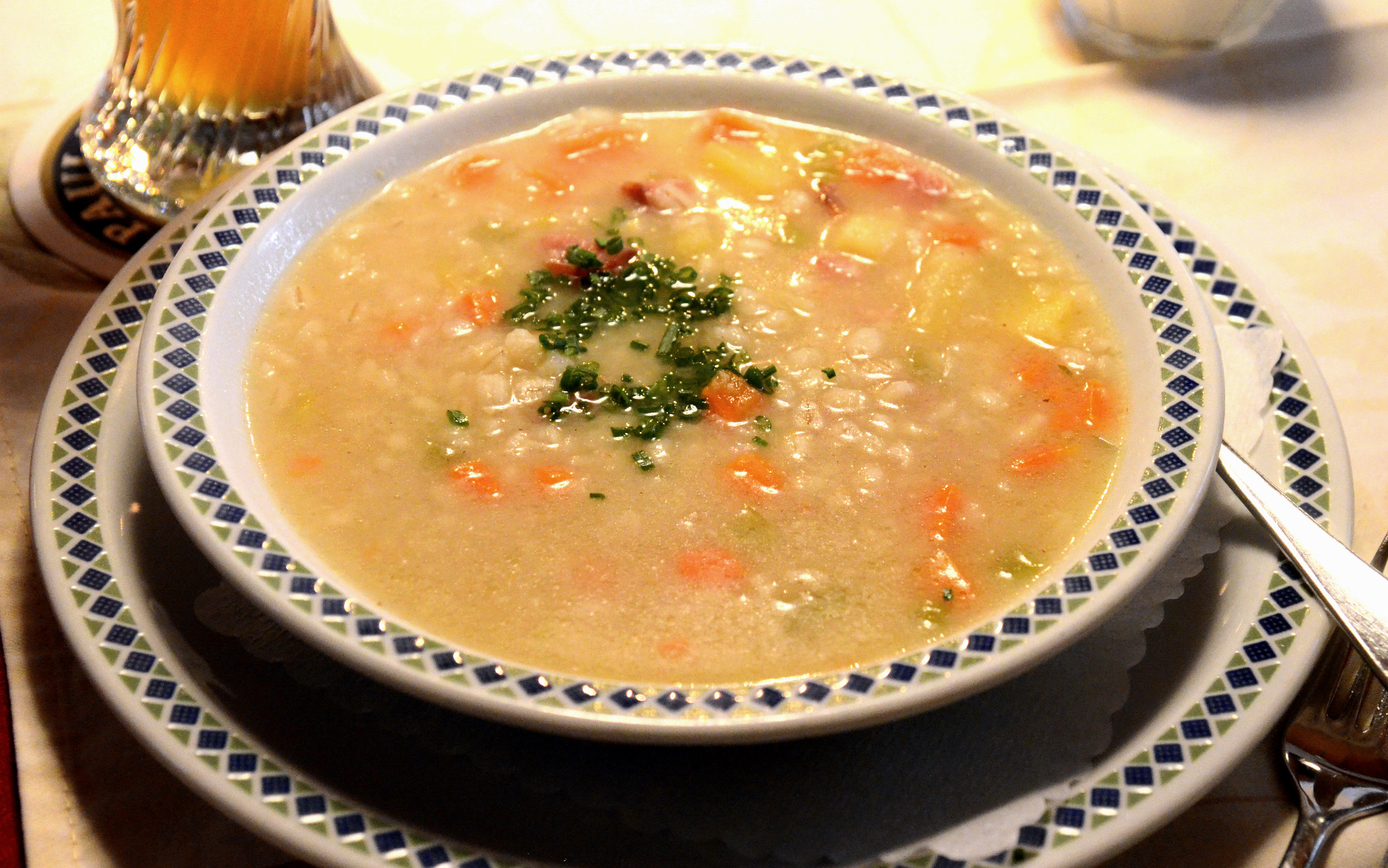
Gerstensuppe bzw. Graupensuppe
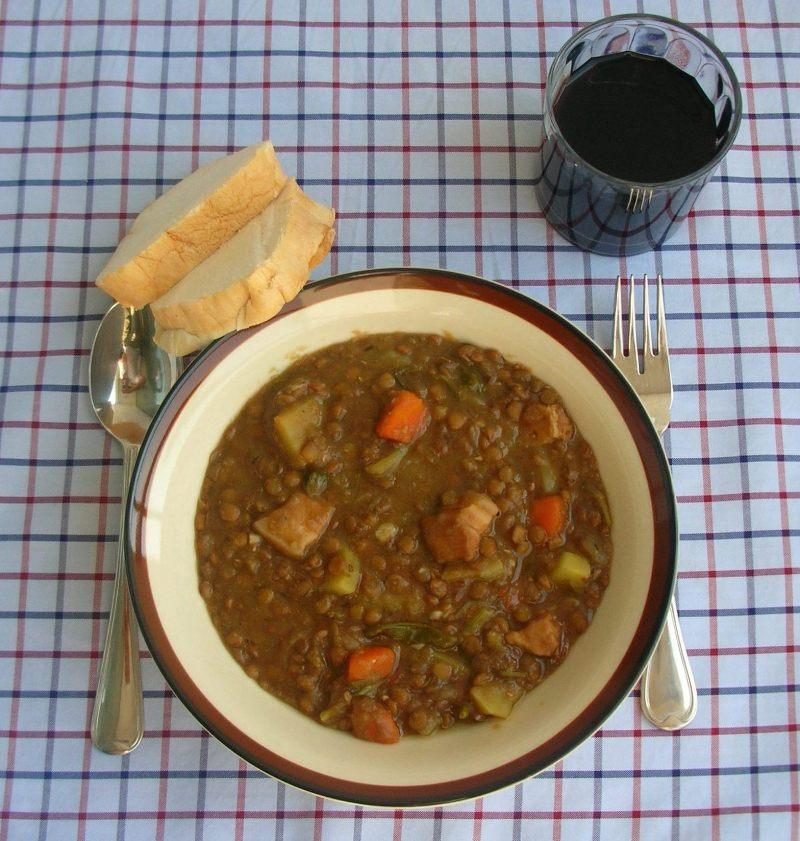
Linsensuppe
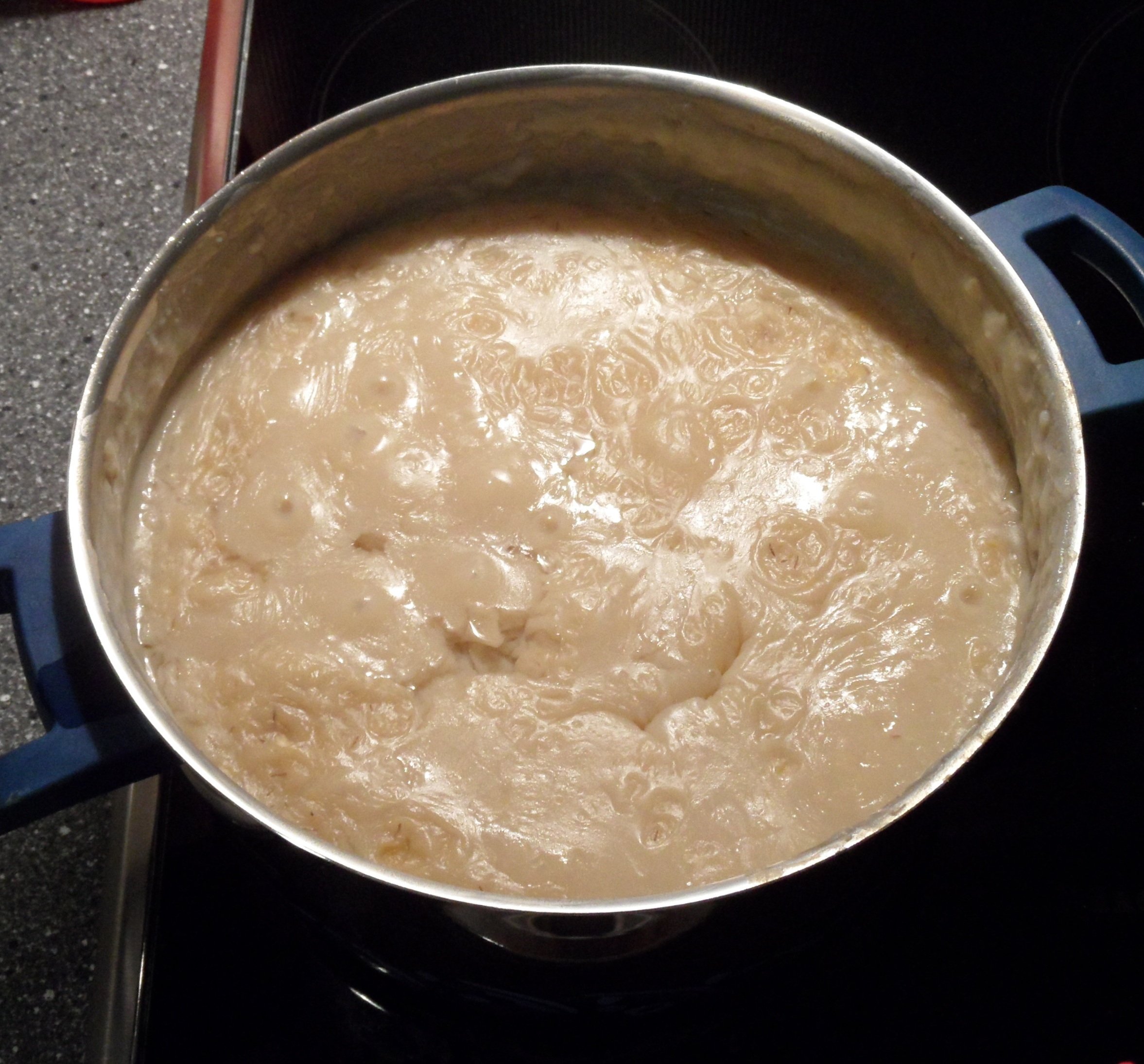
Rumfordsuppe

## Kartoffelsuppe

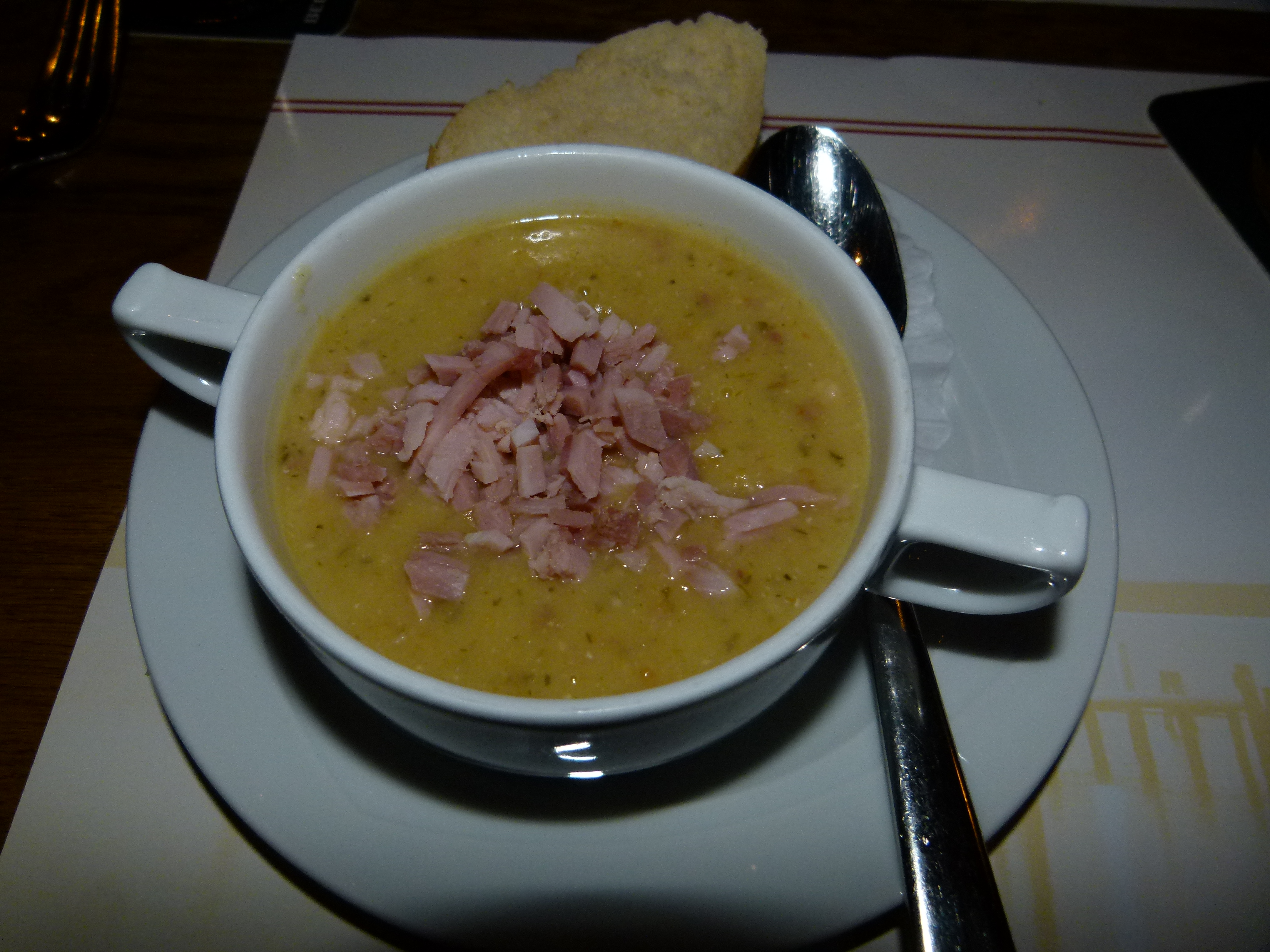
Bremer Kartoffelsuppe
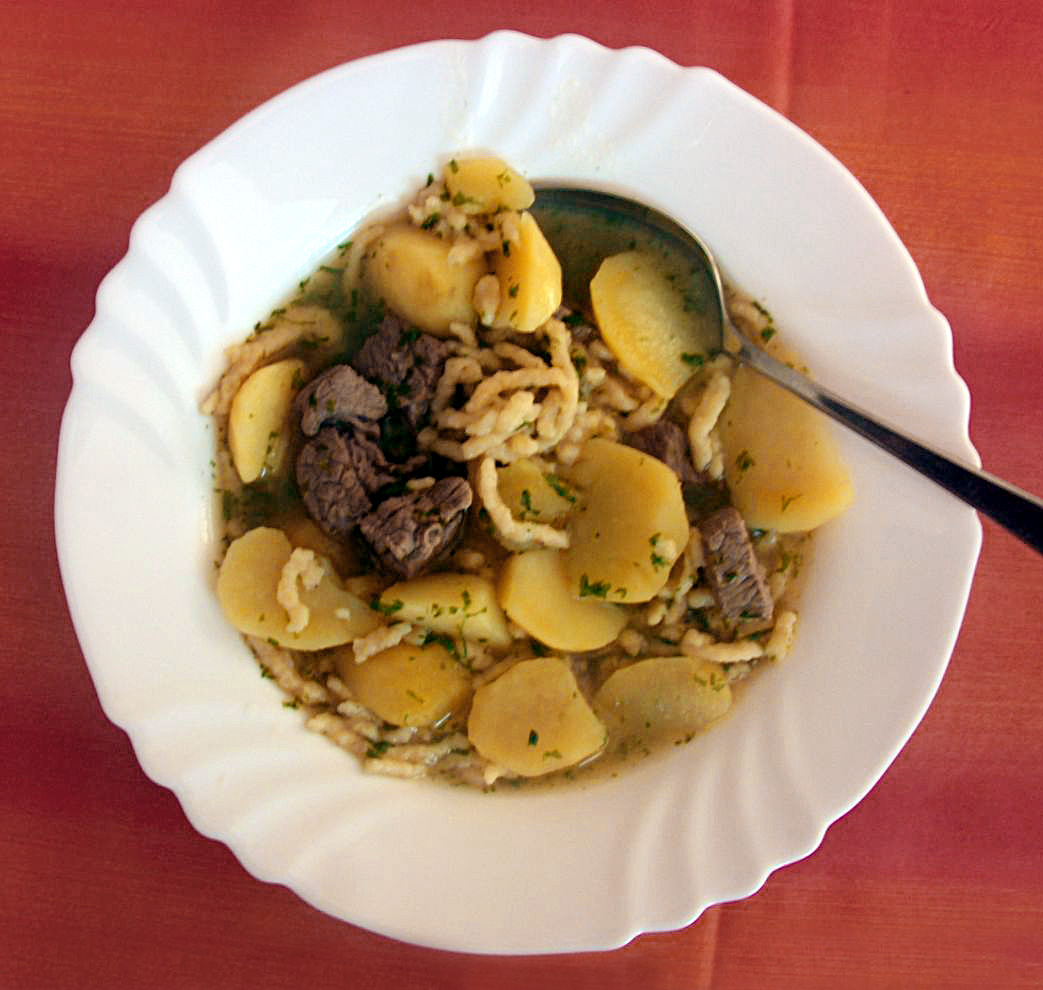
Gaisburger Marsch
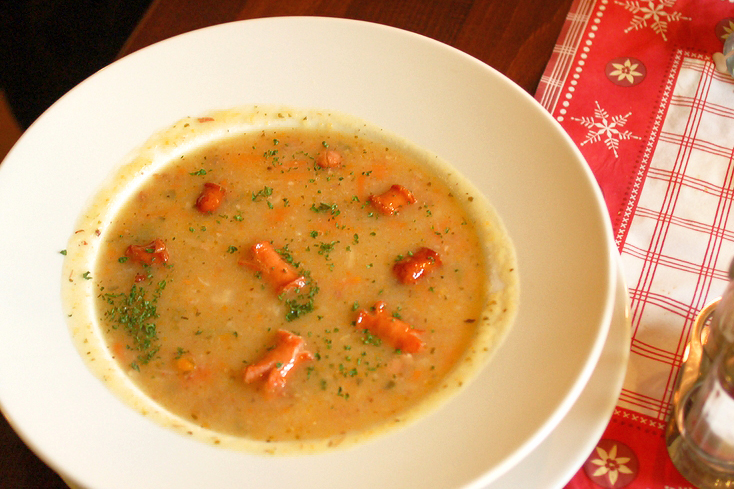
Sächsische Kartoffelsuppe

## Gemüsesuppen

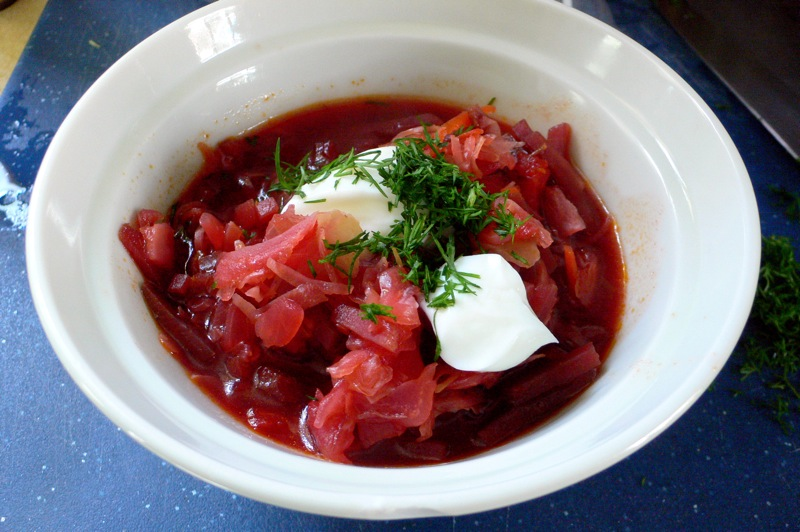
Borschtsch
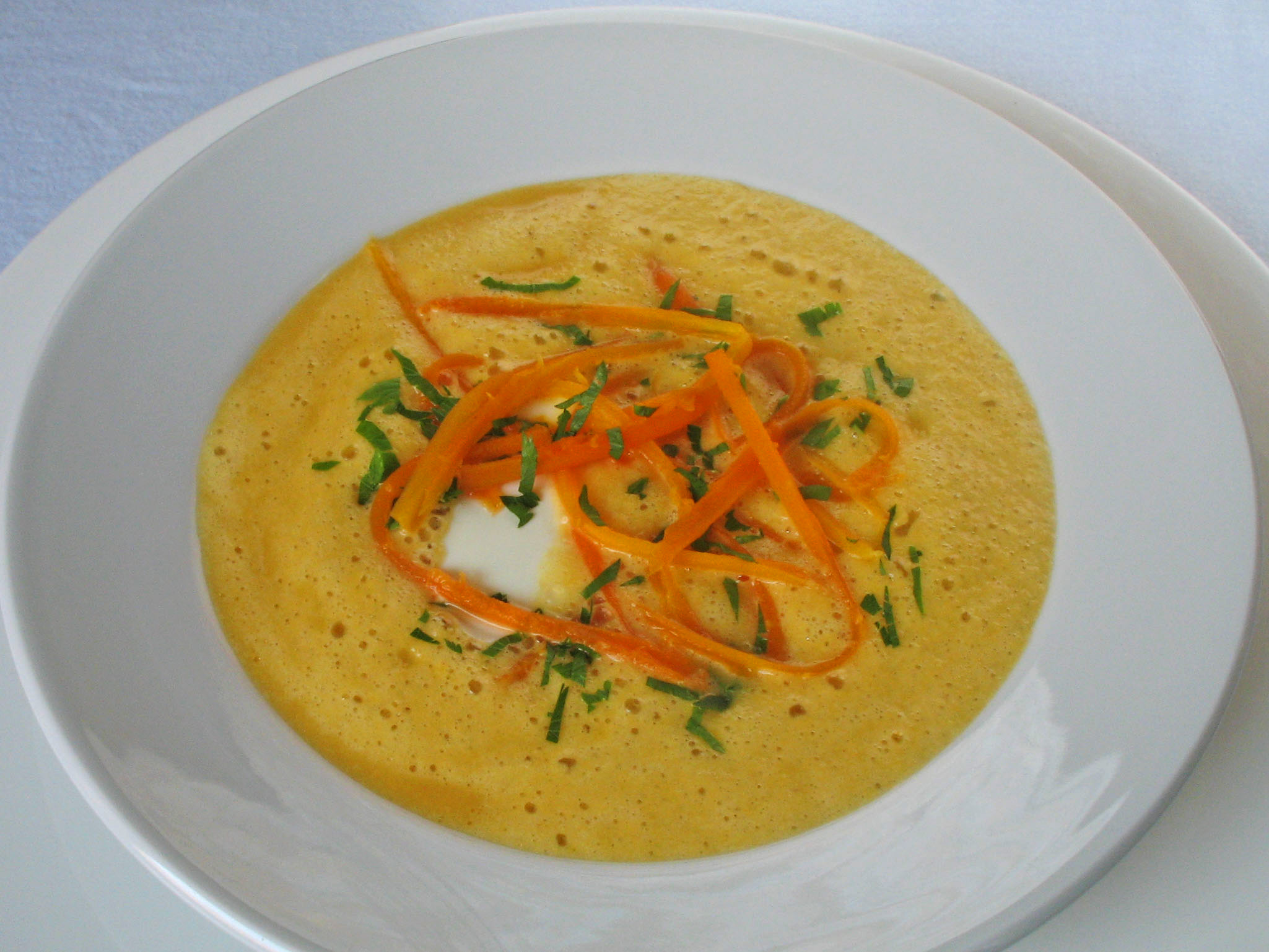
Gemüsecremesuppe
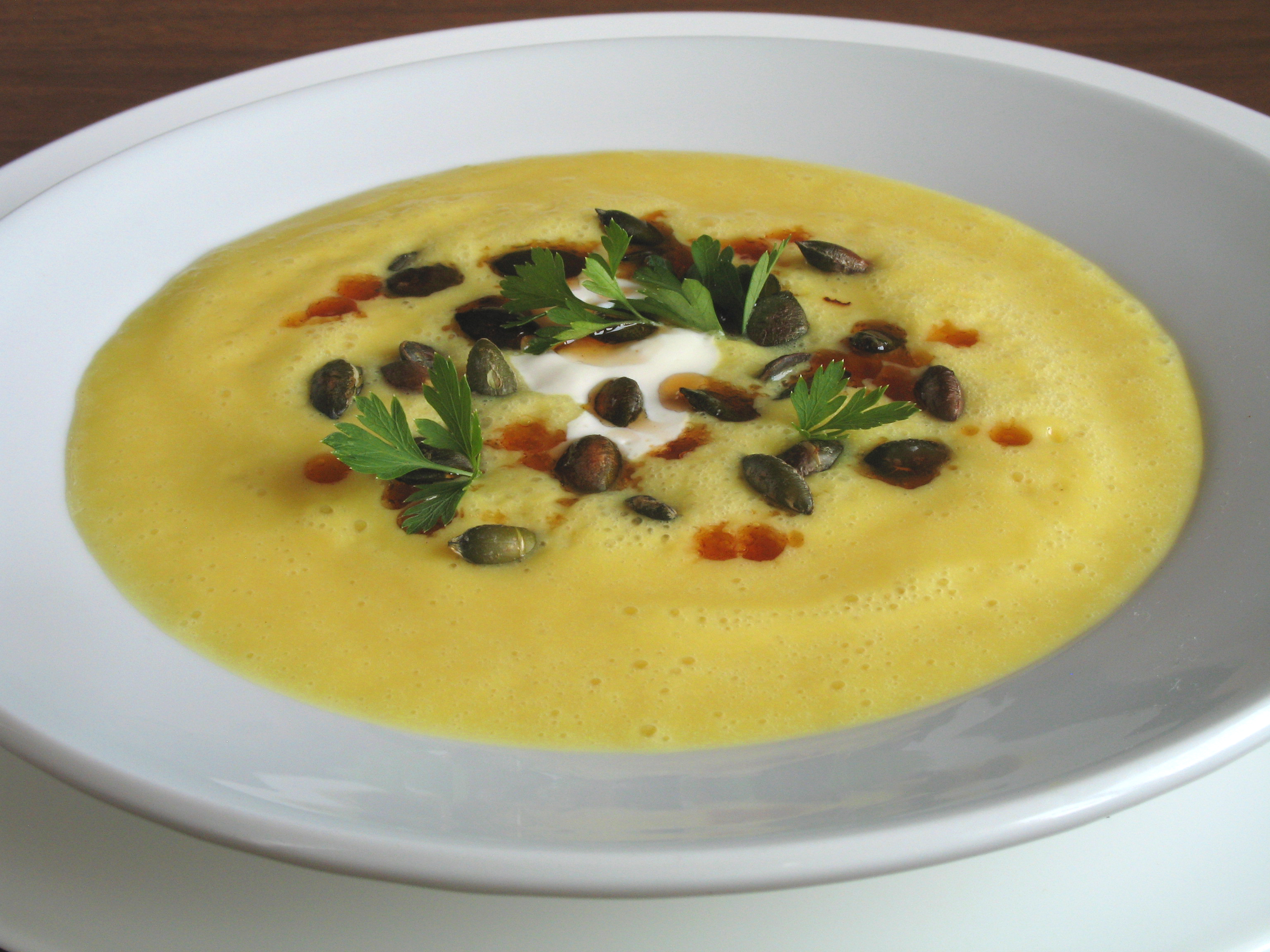
Kürbiscremesuppe
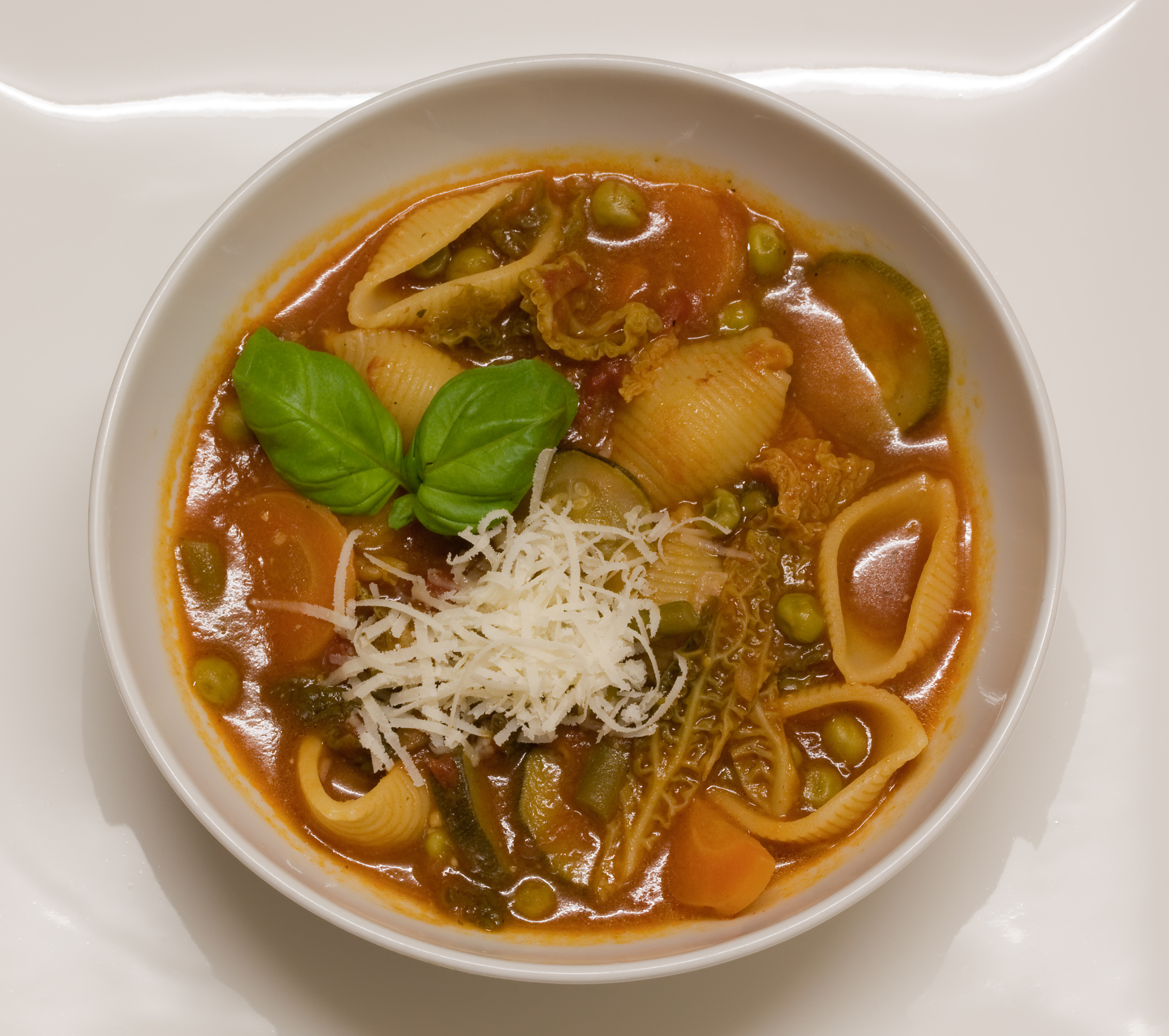
Minestrone
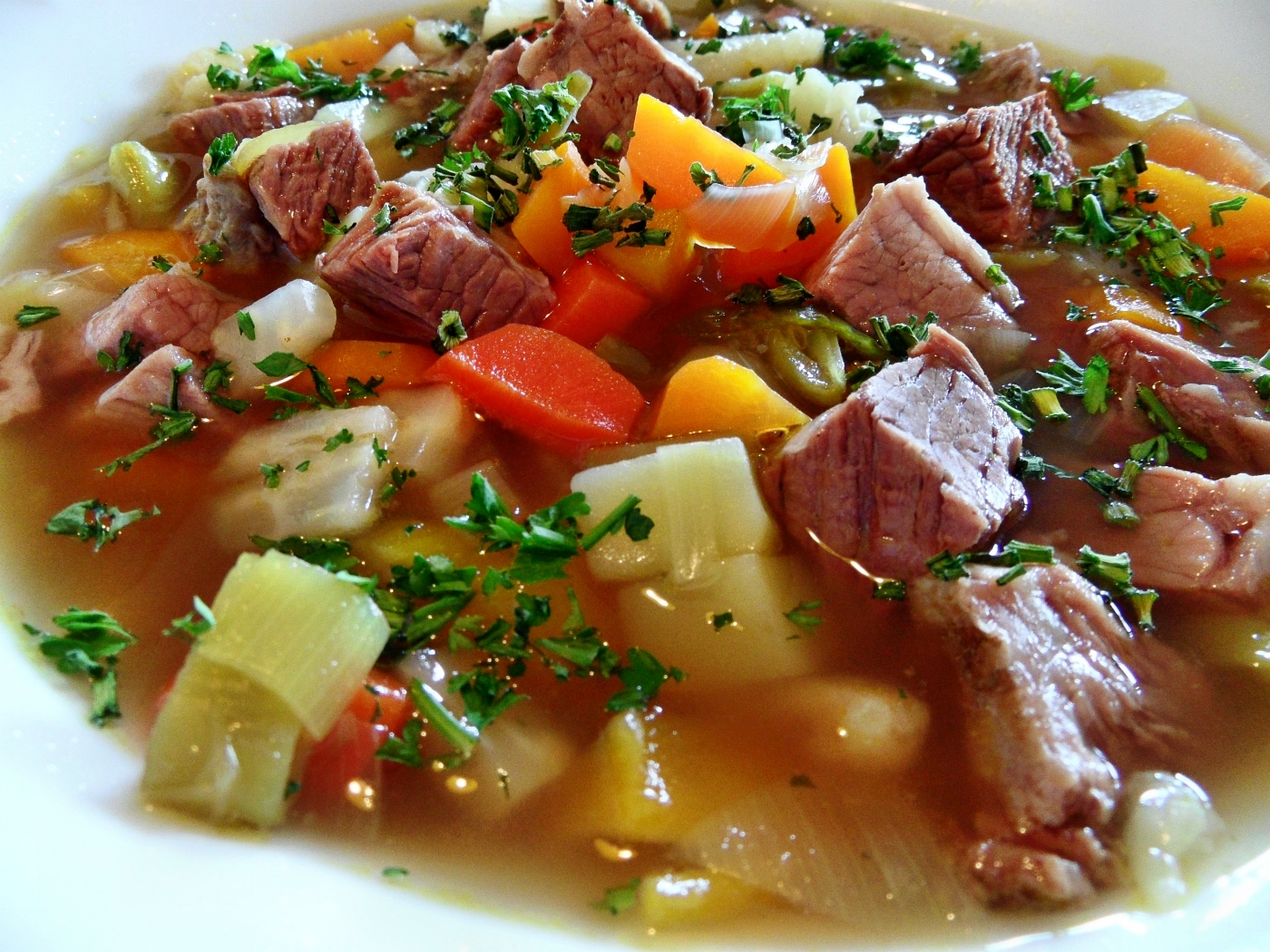
Pichelsteiner Eintopf
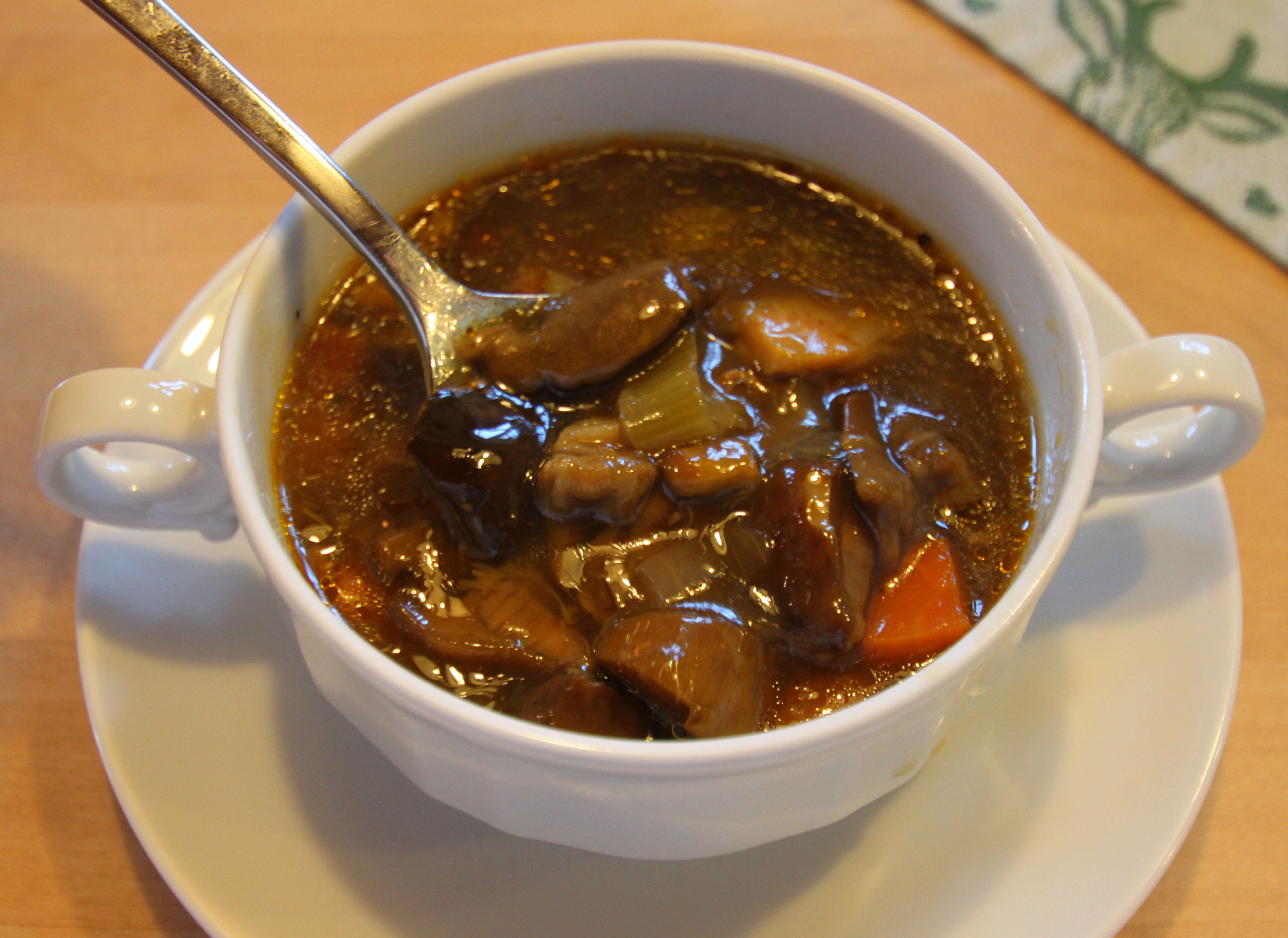
Schwammerlsuppe/Waldpilzsuppe
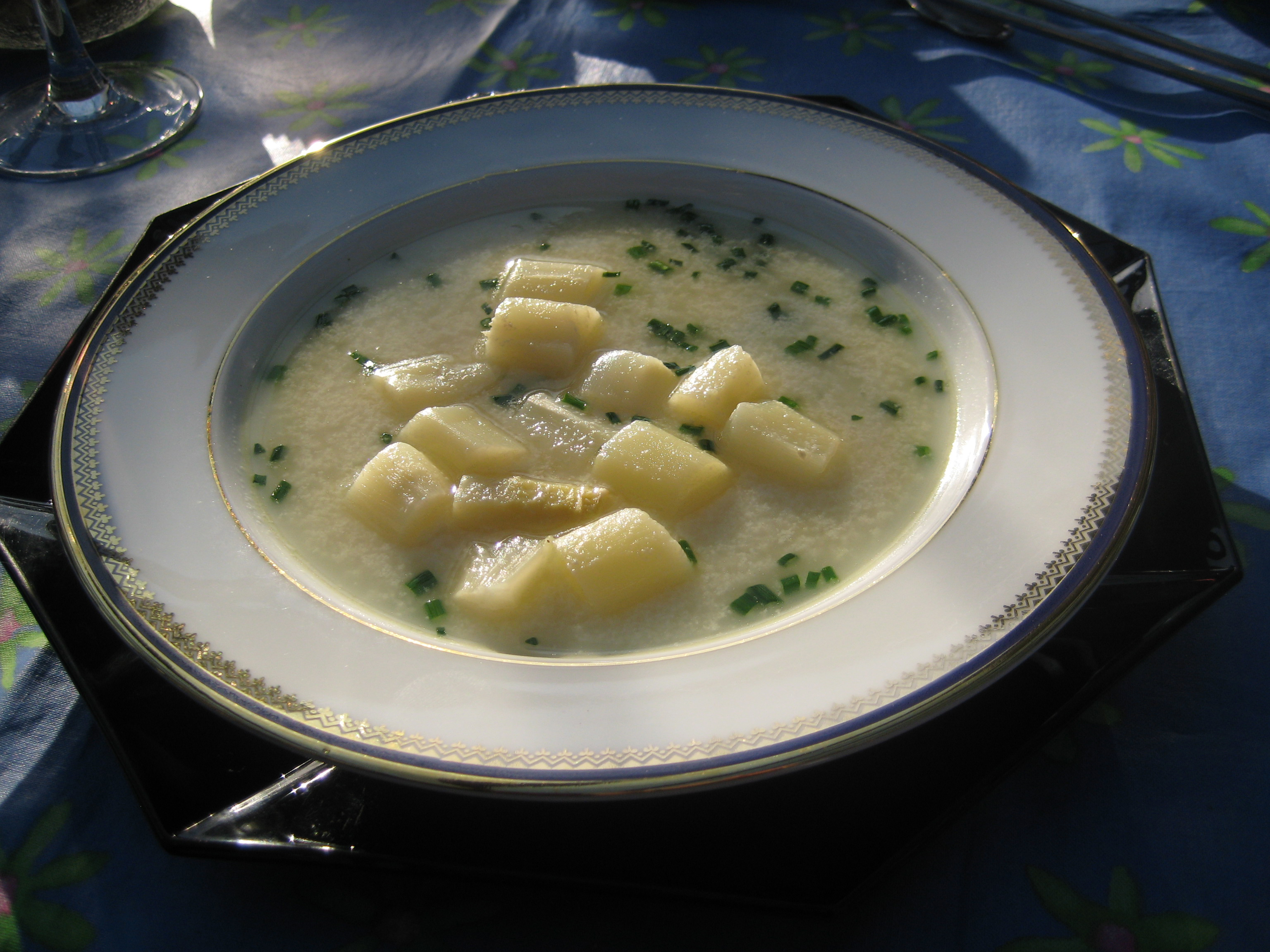
Spargelsuppe
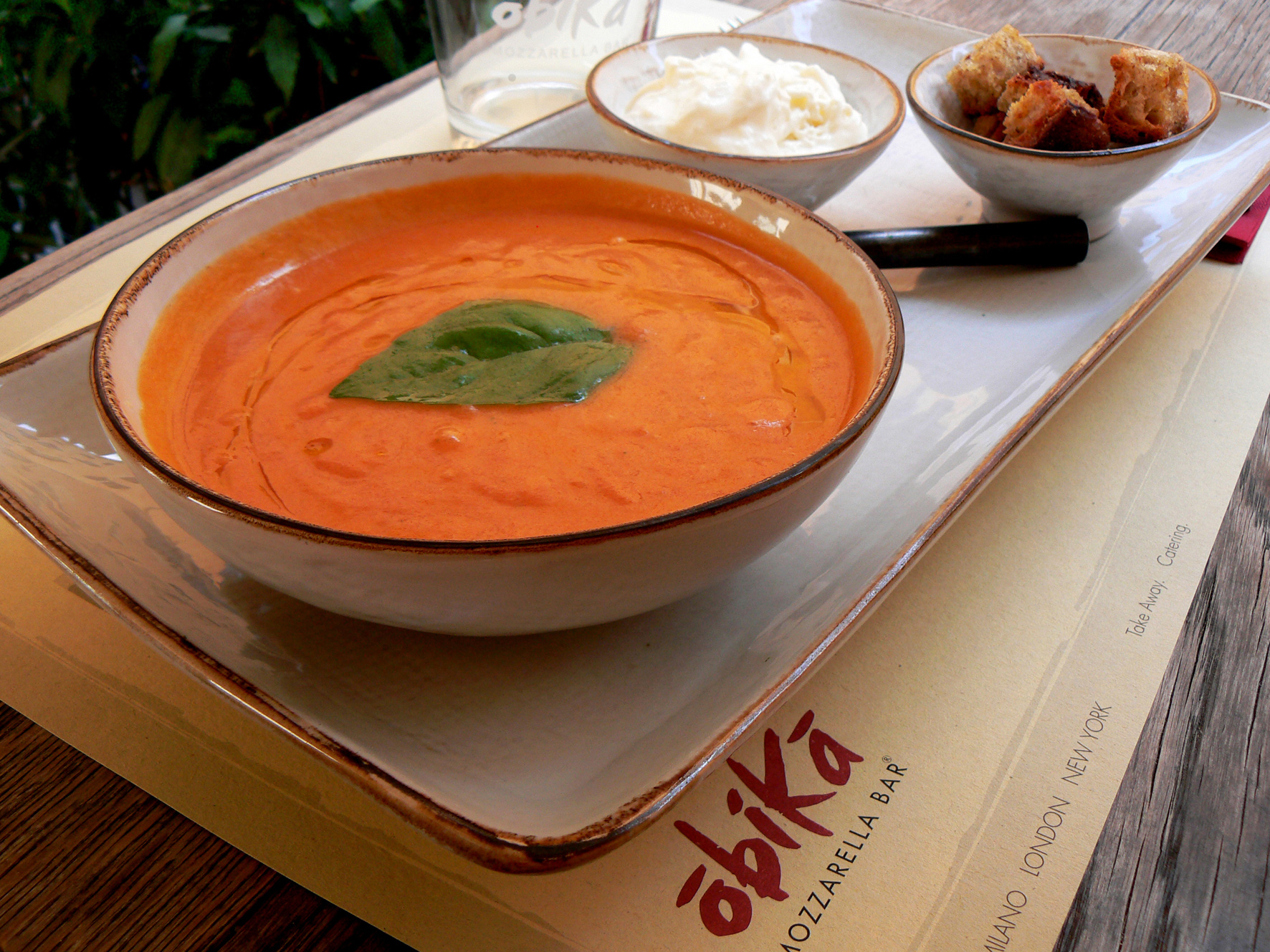
Tomatensuppe
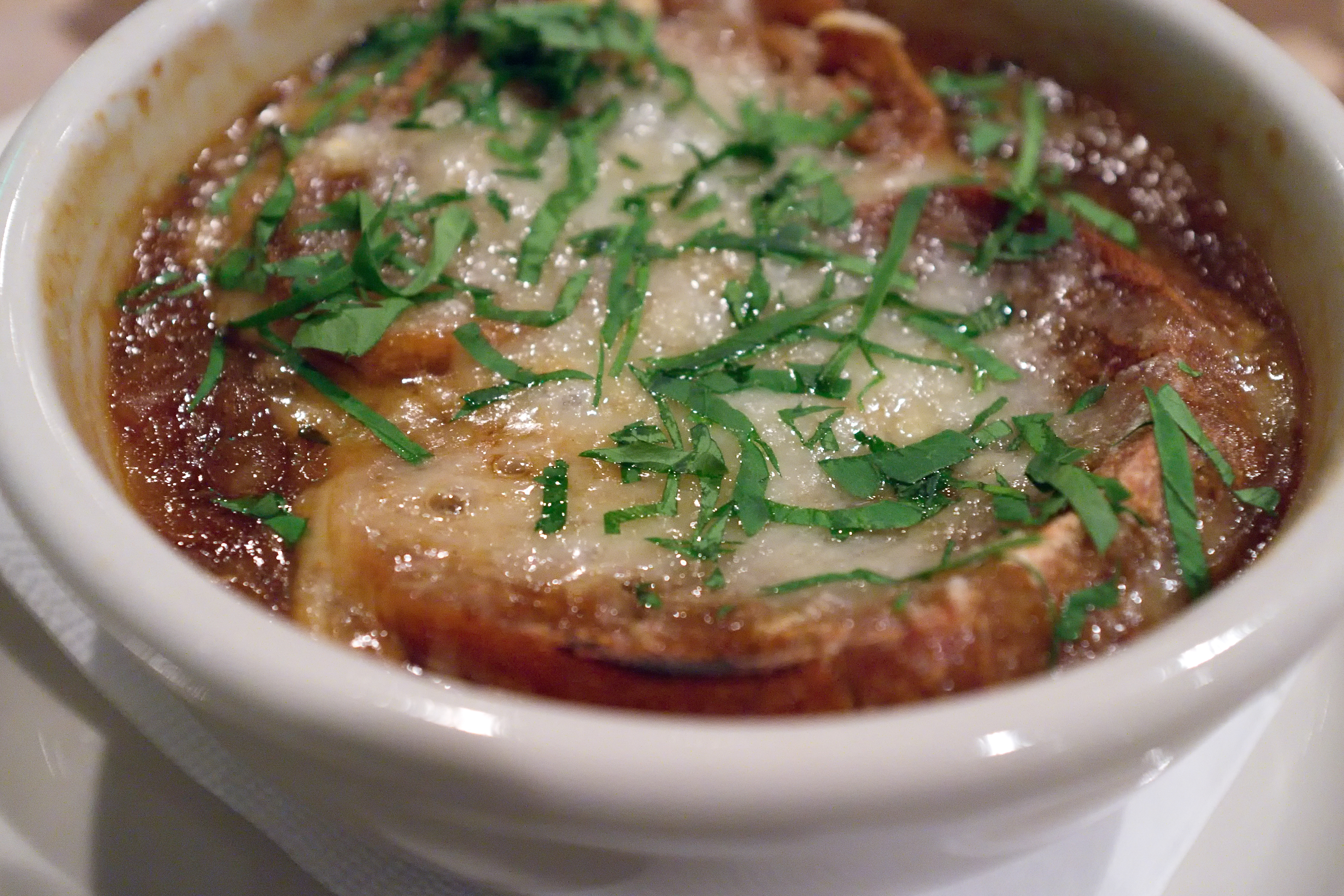
Zwiebelsuppe

## Cremesuppen

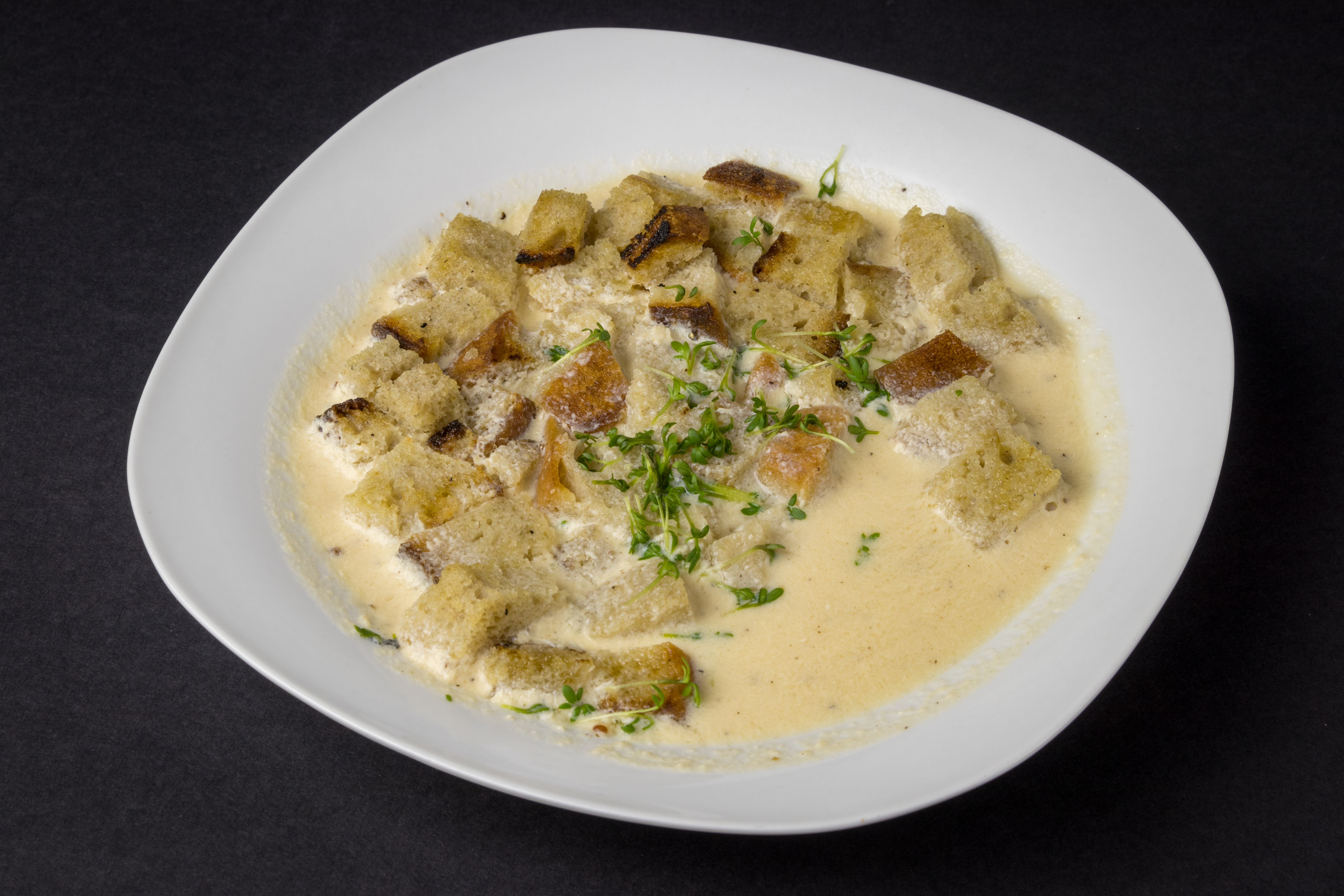
Biersuppe mit Brot
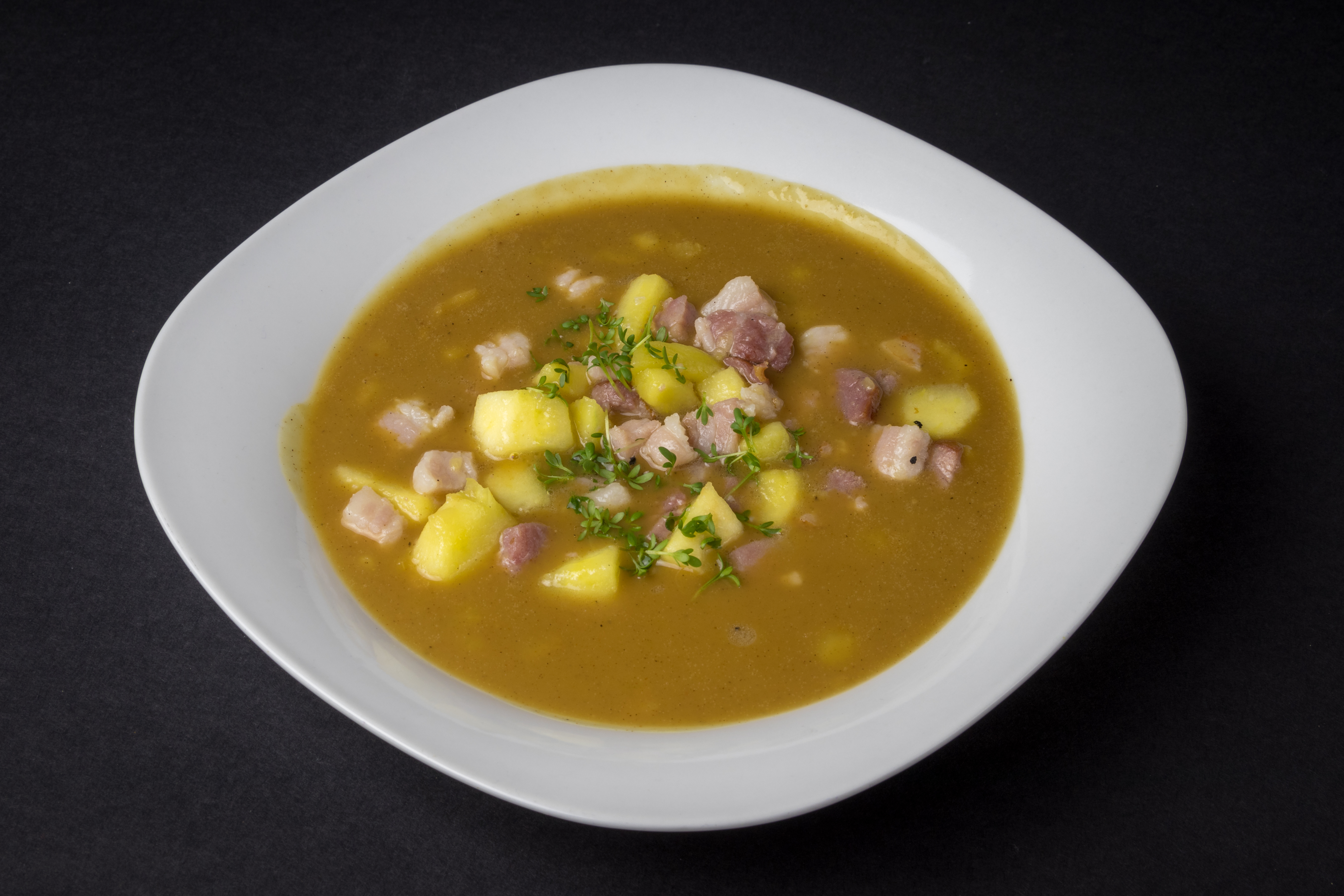
Biersuppe mit Speck und Apfel
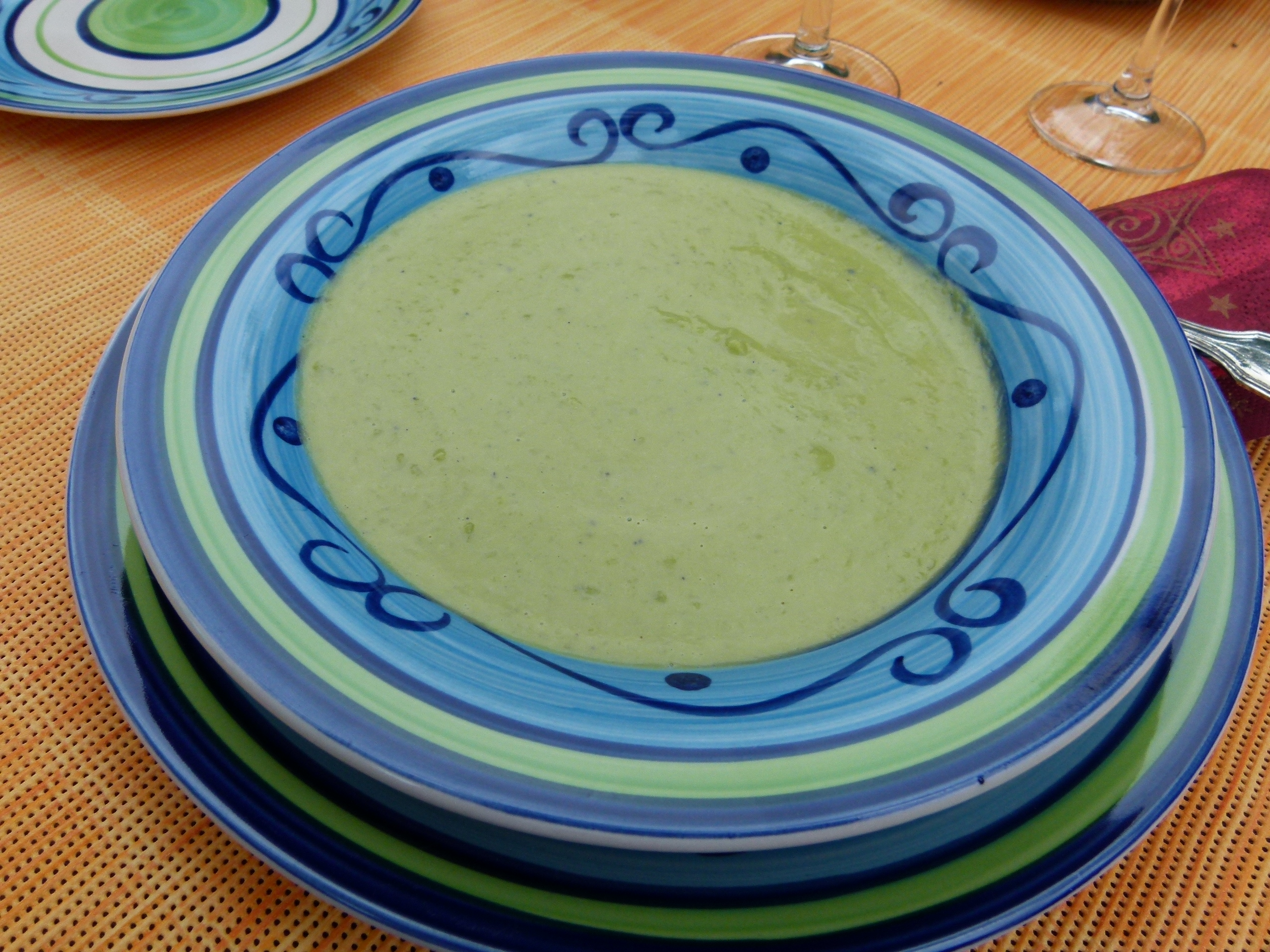
Erbsensuppe, pürriert
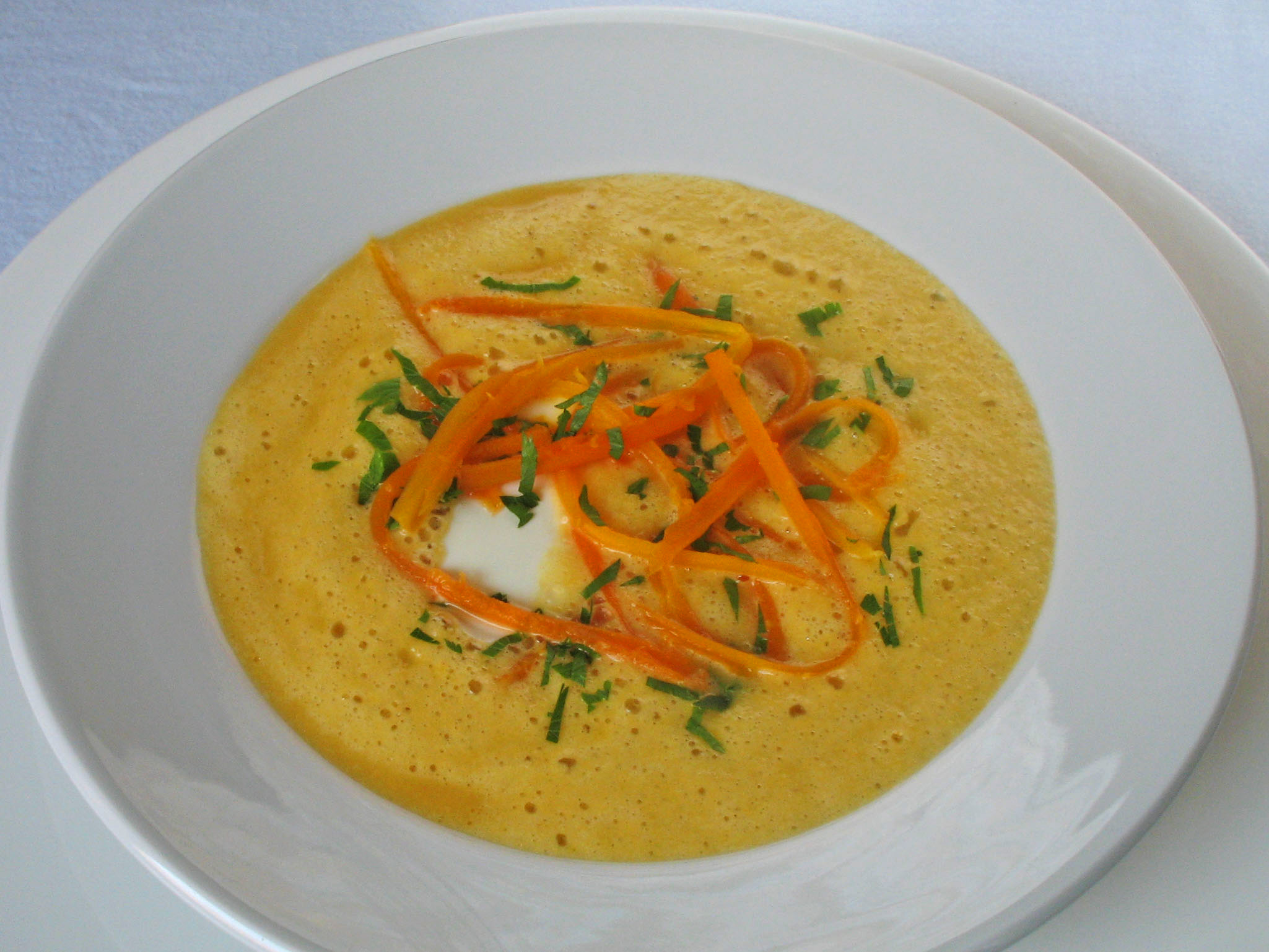
Gemüsecremesuppe
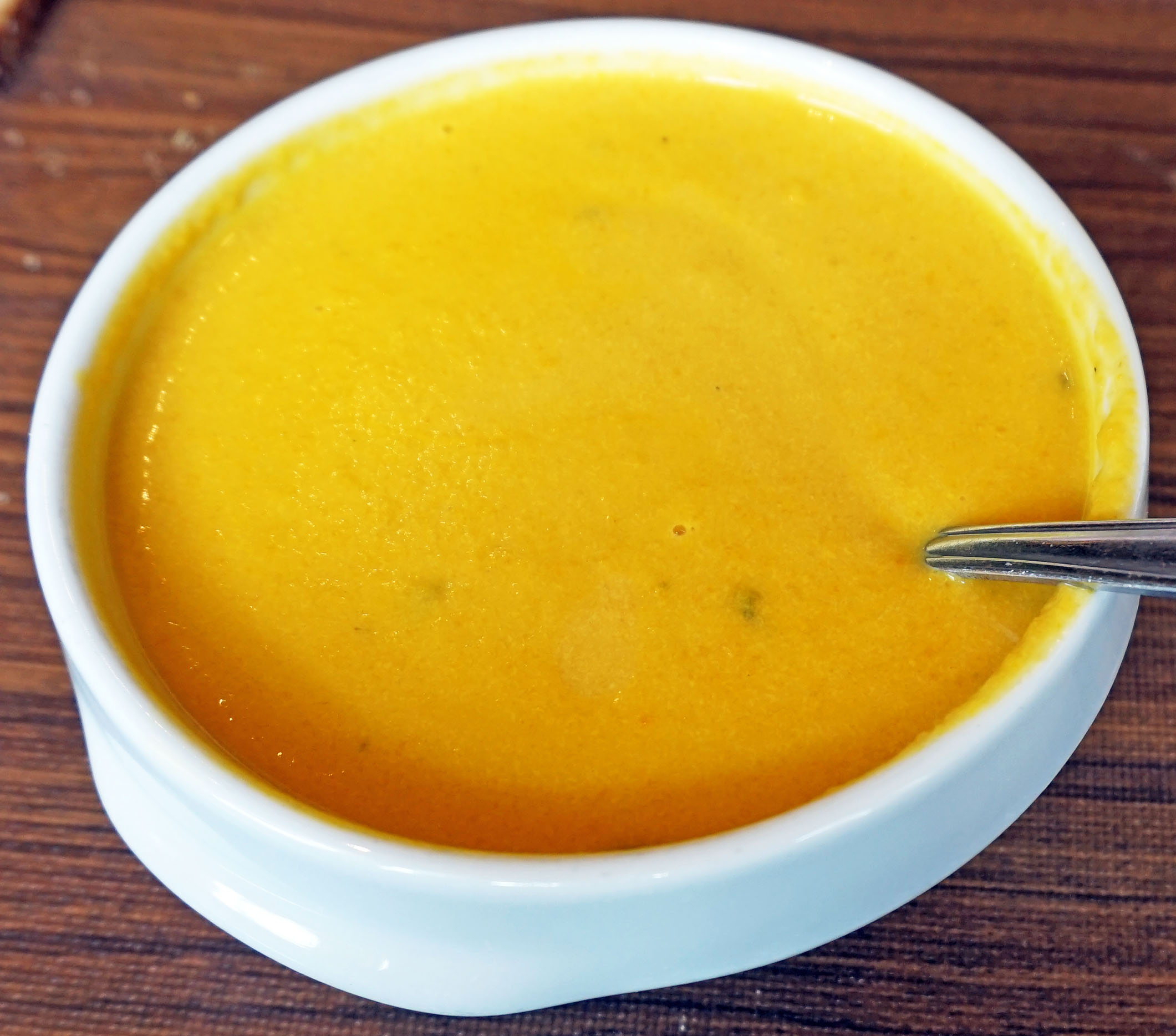
Karotten-Ingwer-Suppe
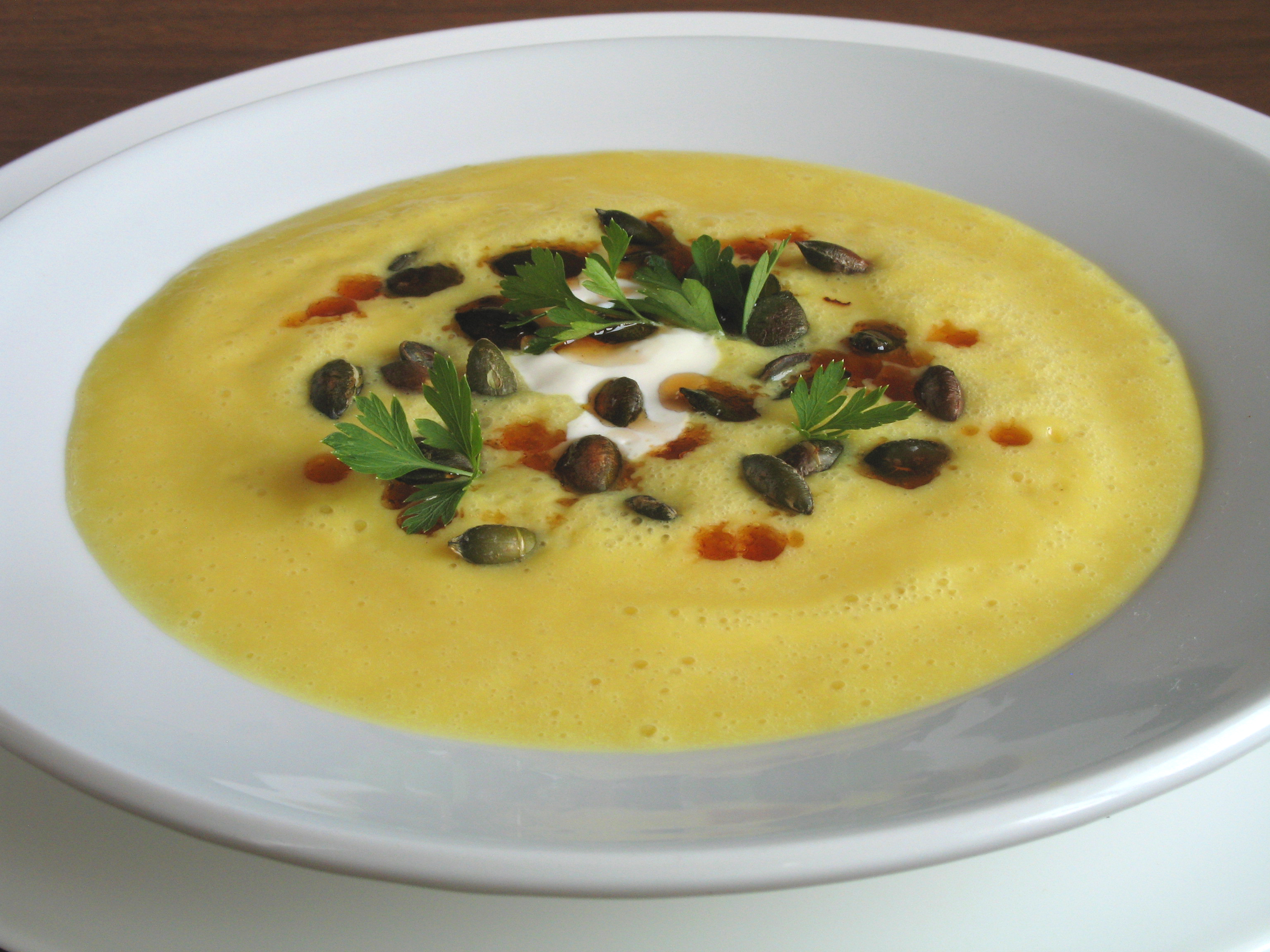
Kürbiscremesuppe
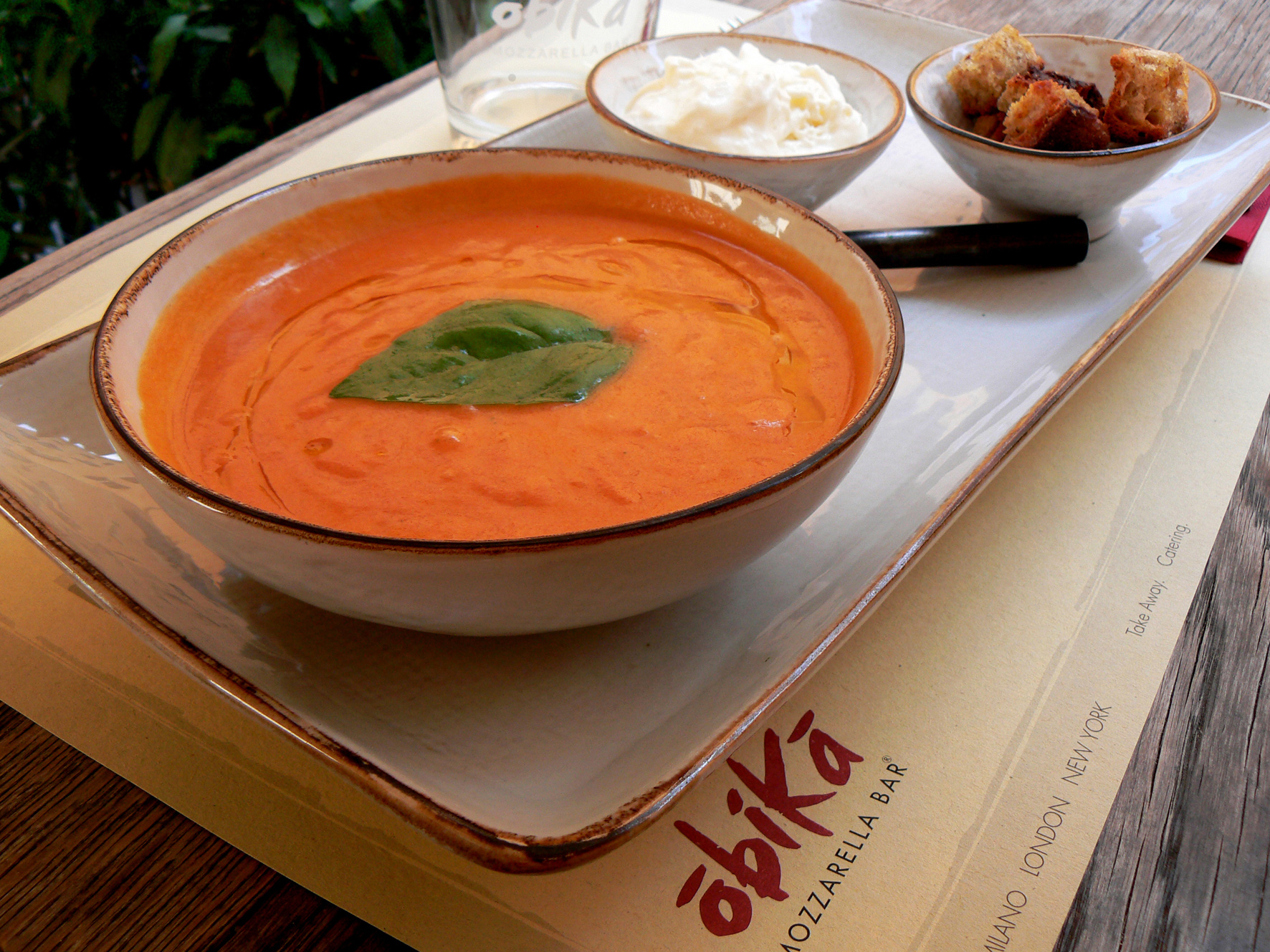
Tomatencremesuppe

## Suppen mit Fleisch

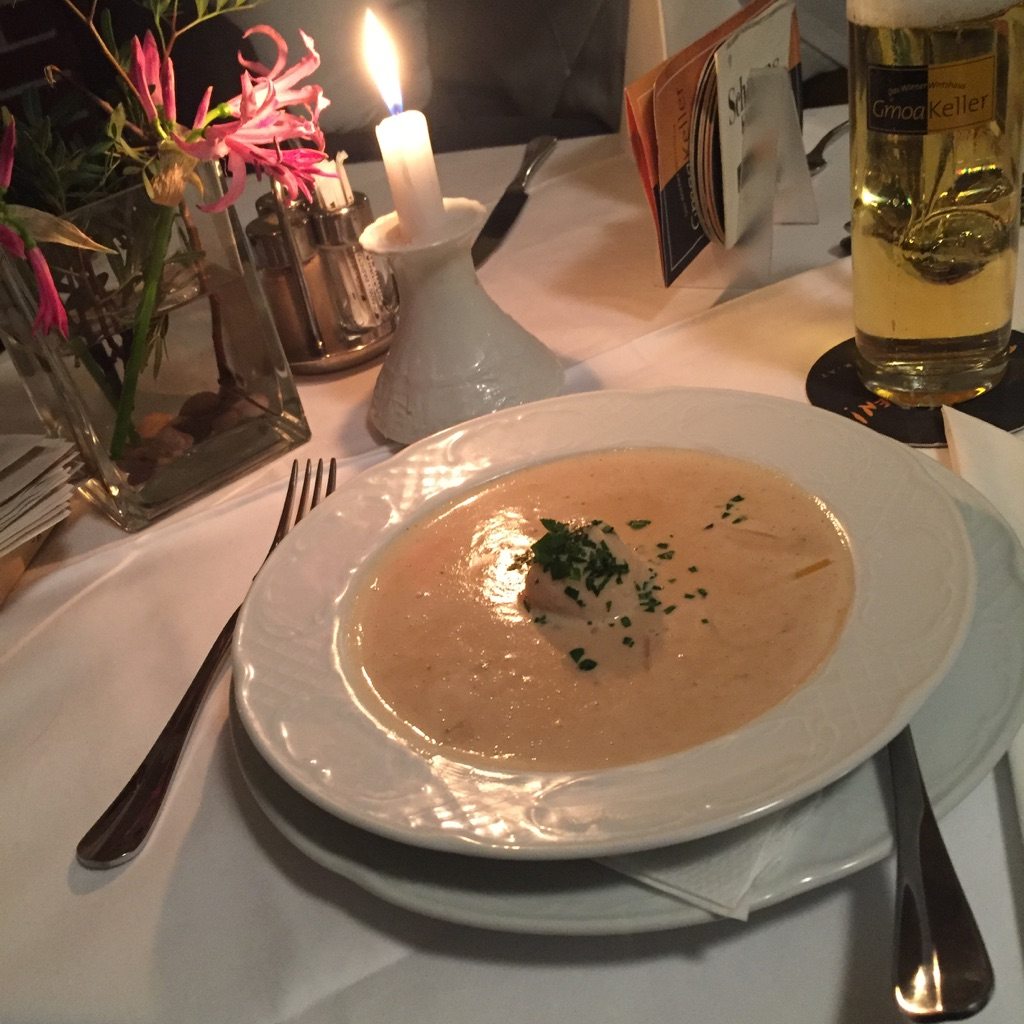
Gansleinmachsuppe
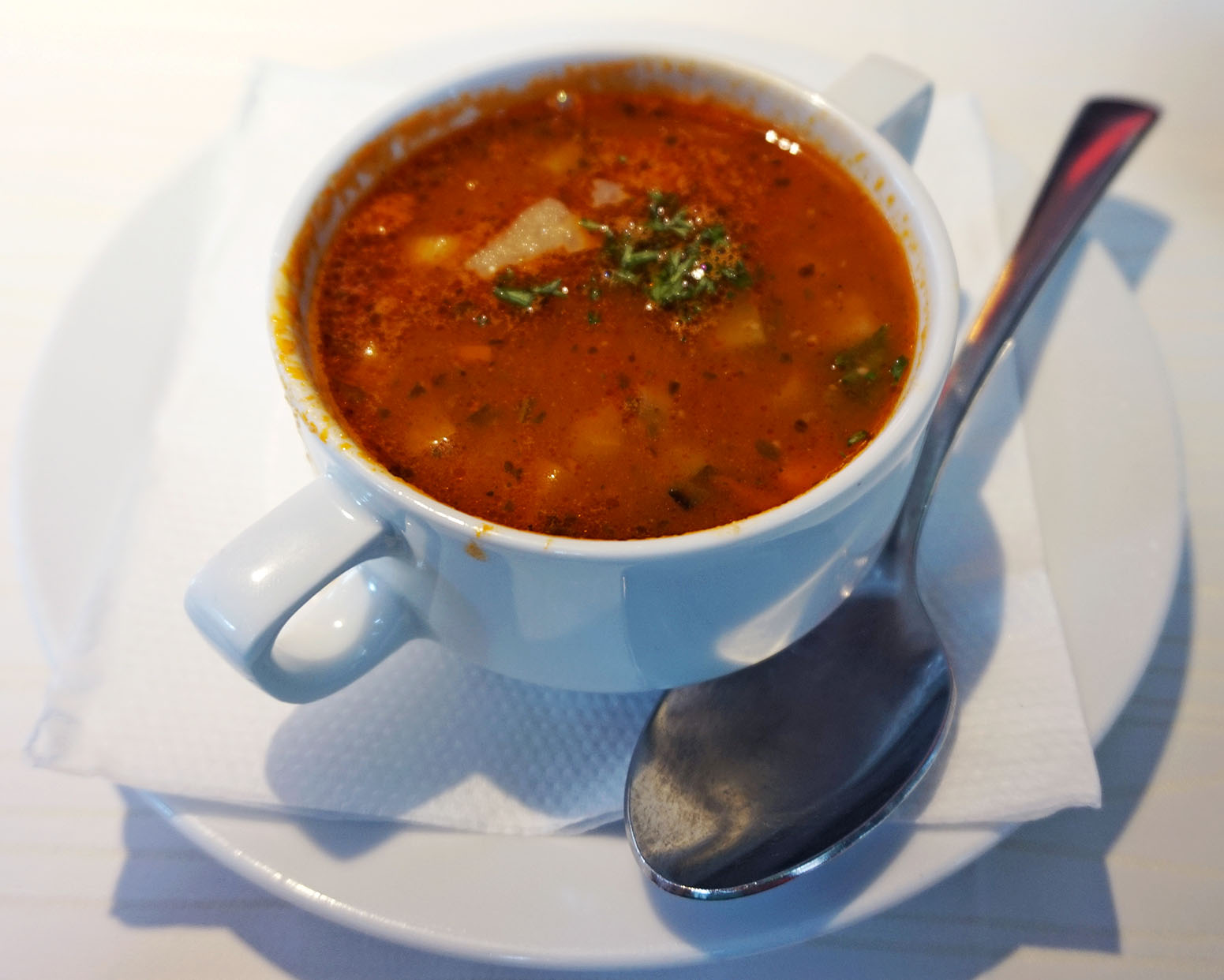
Gulaschsuppe
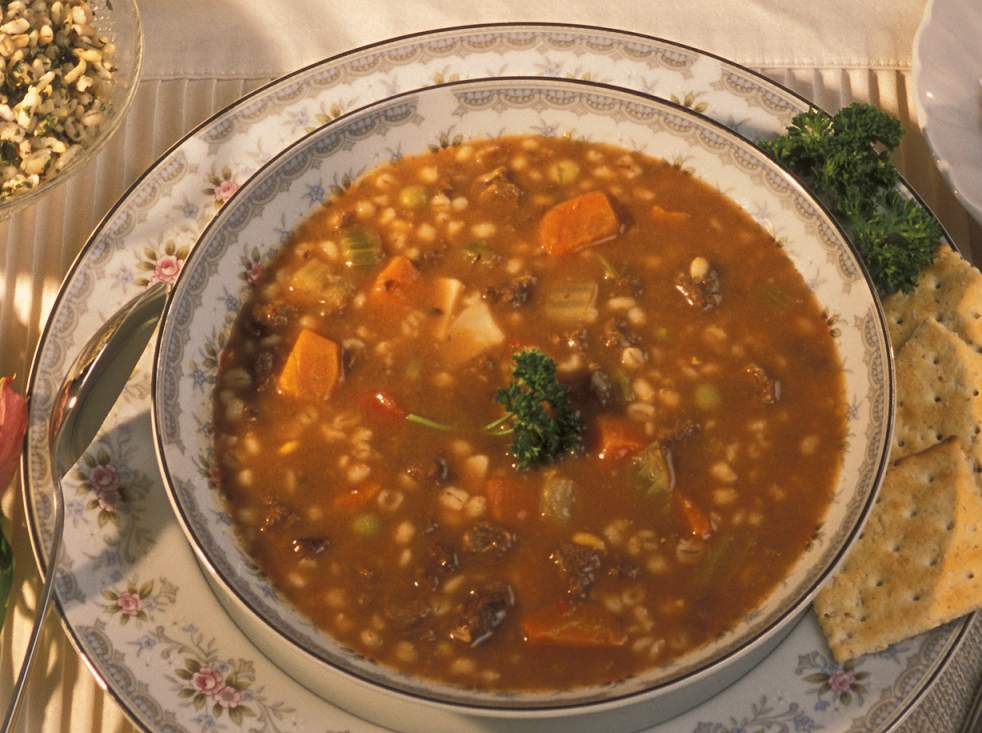
Suppe mit Rindfleisch, Gemüse und Gerste
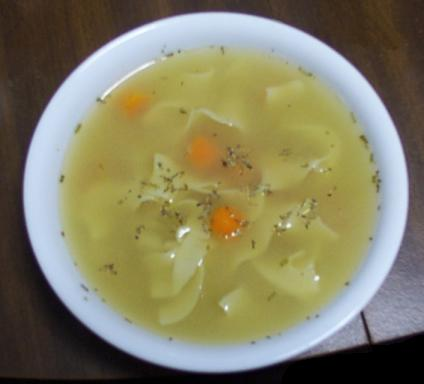
Hühnersuppe
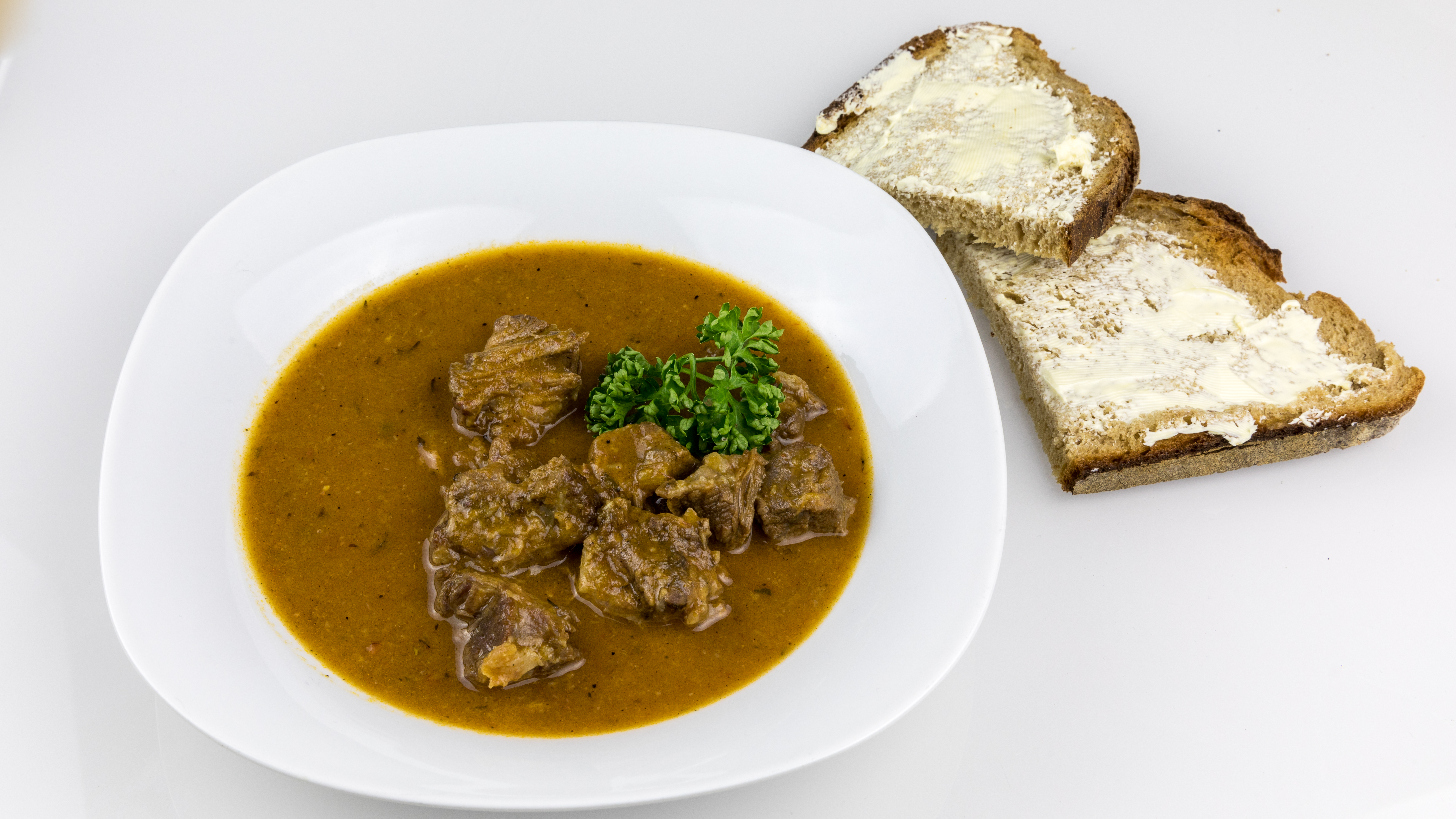
Ochsenschwanzsuppe
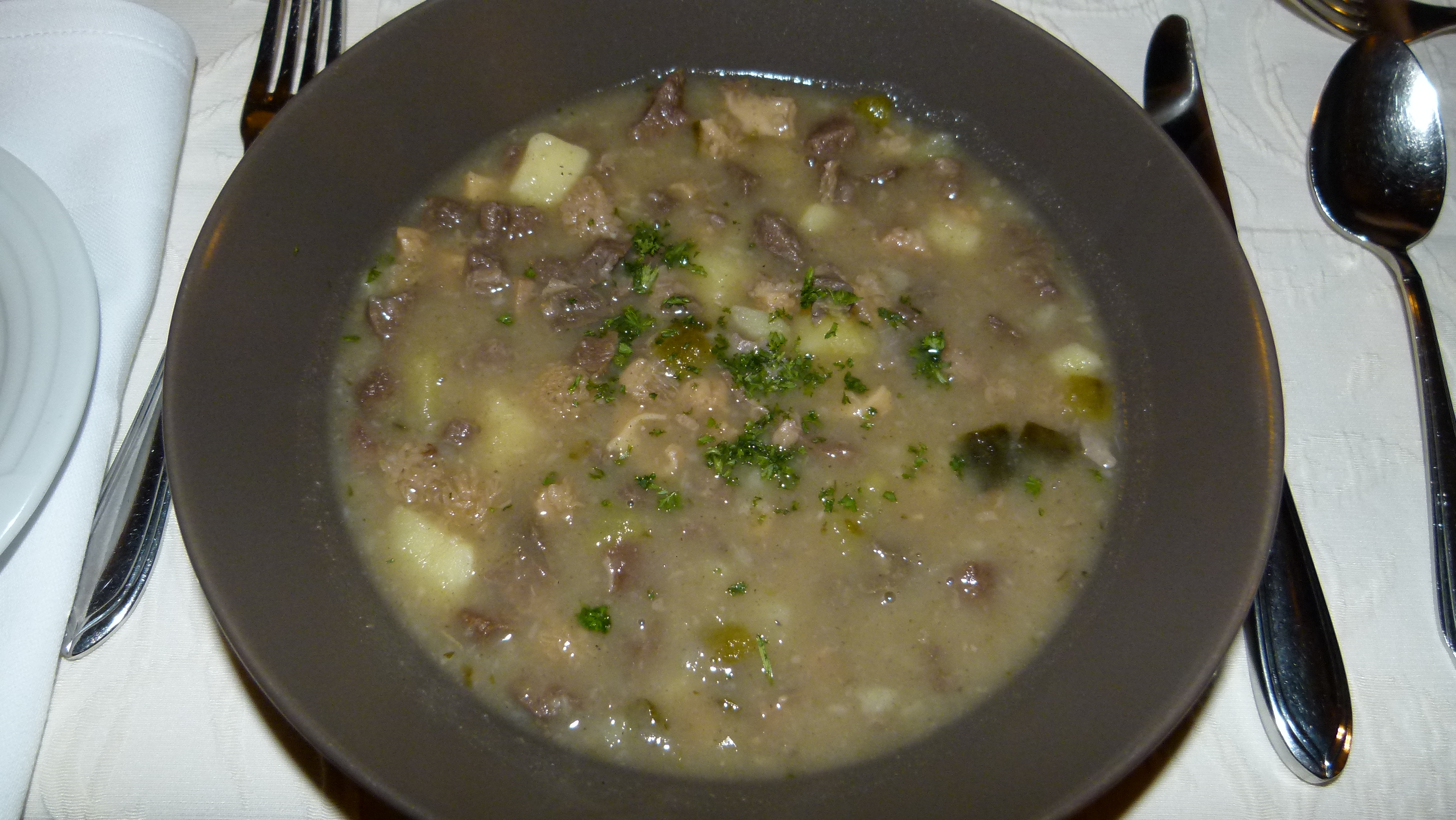
Kuttelsuppe bzw. Suppe mit Flecke
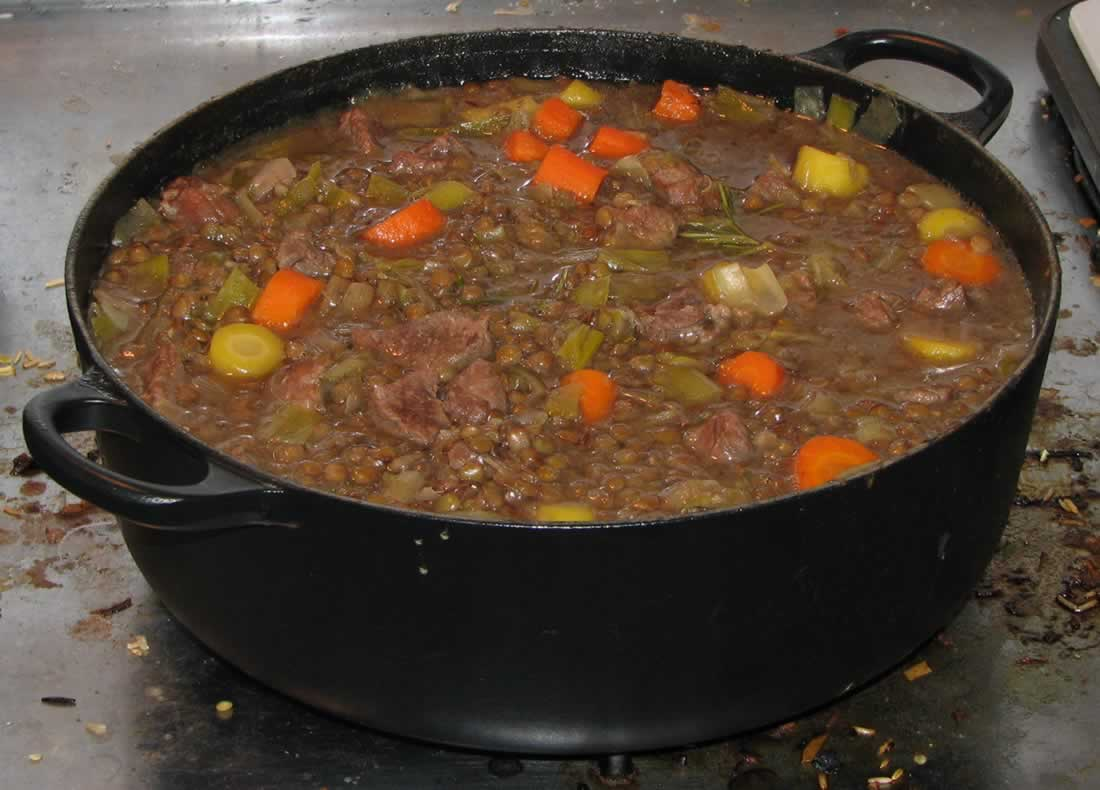
Lamb Stew, Linseneintopf mit Lammfleisch
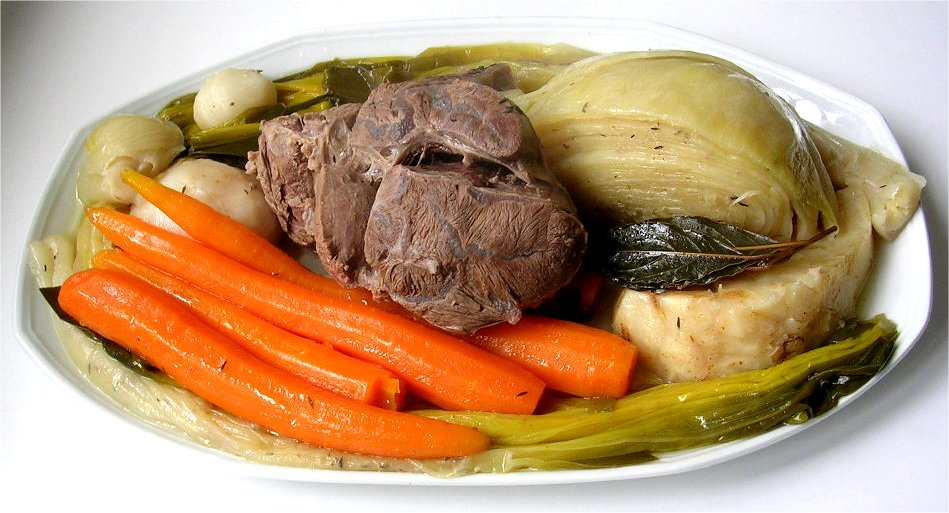
Pot-au-feu

## Suppen mit Fisch

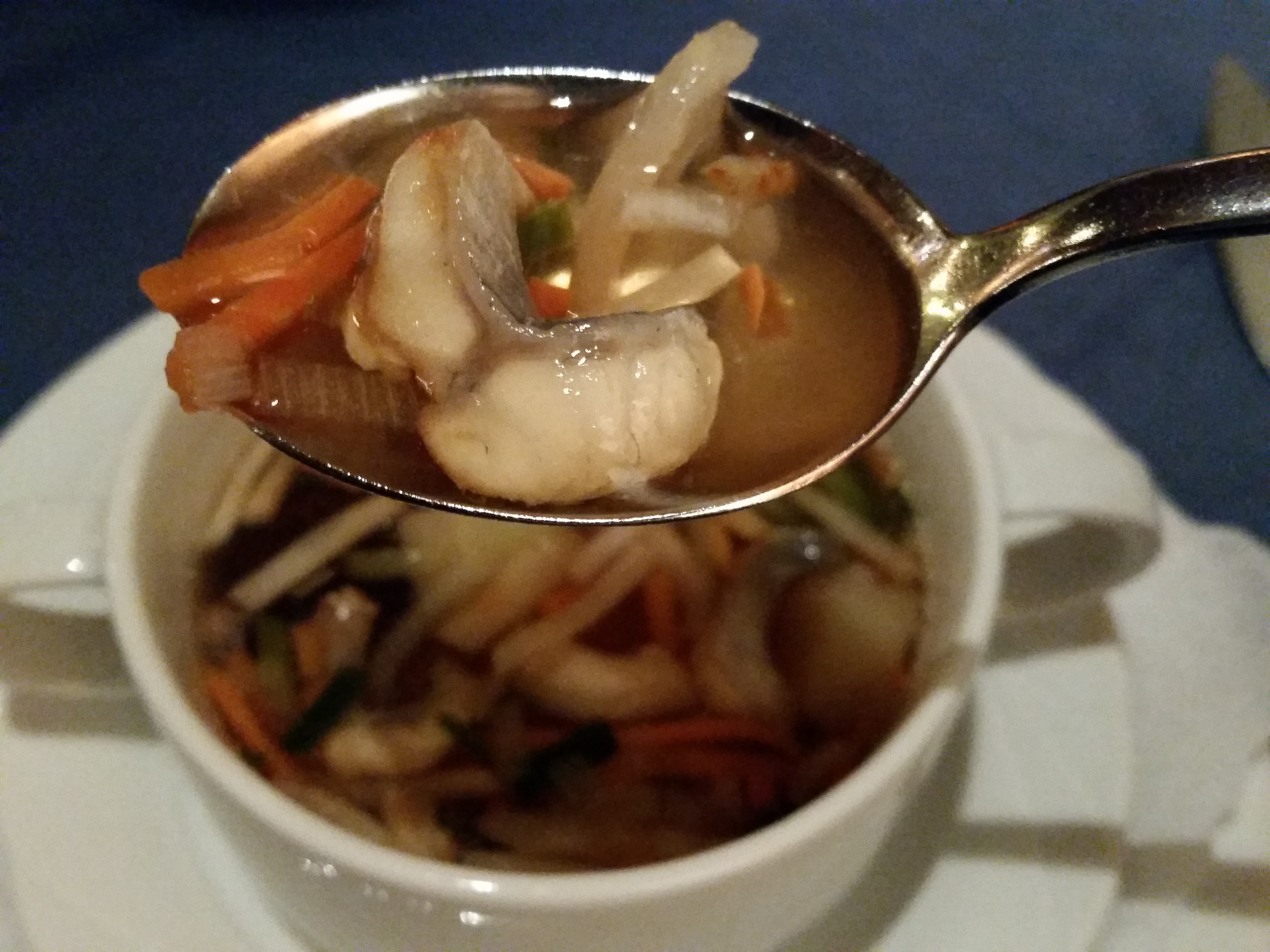
Aalsuppe
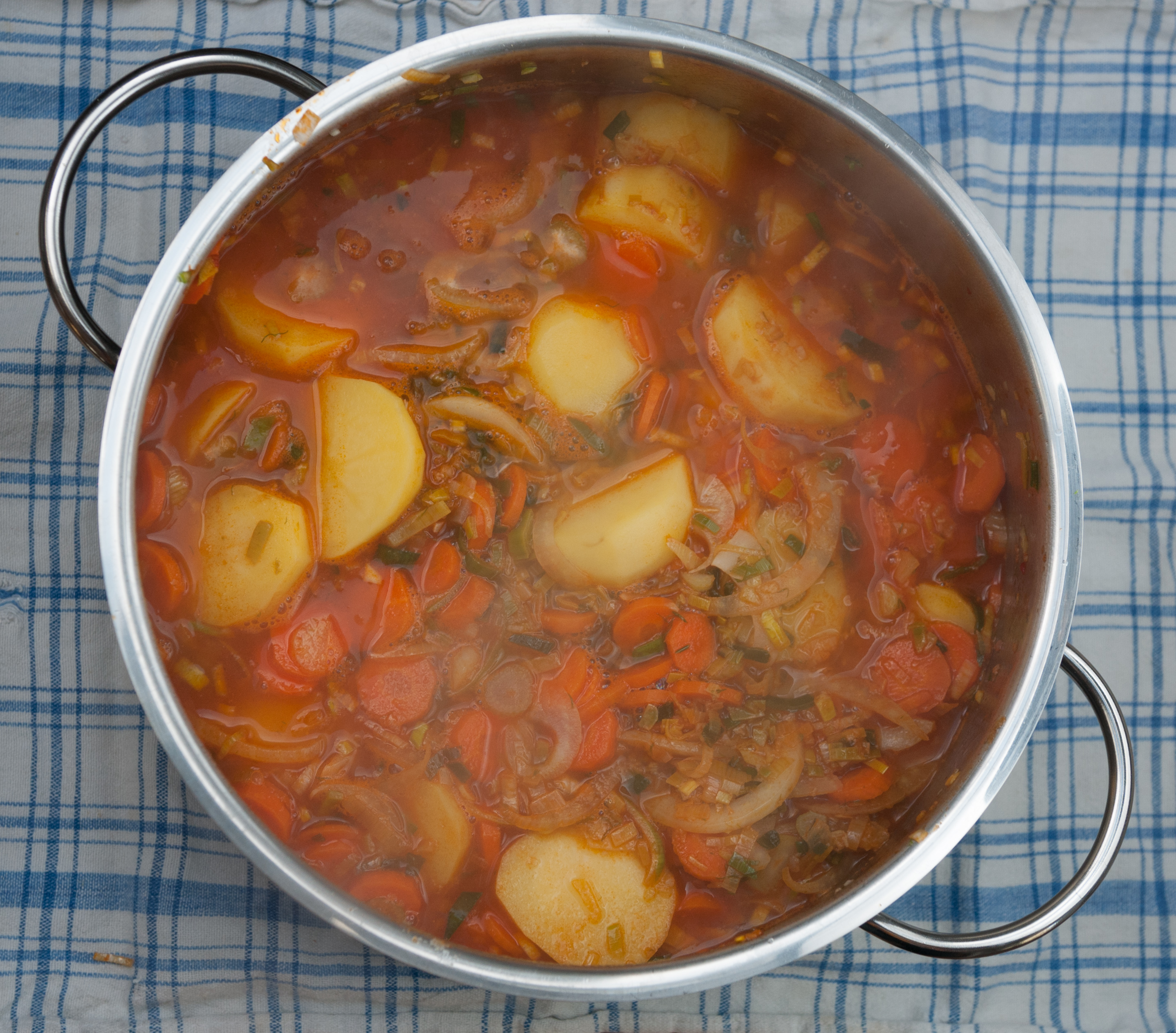
Bouillabaisse
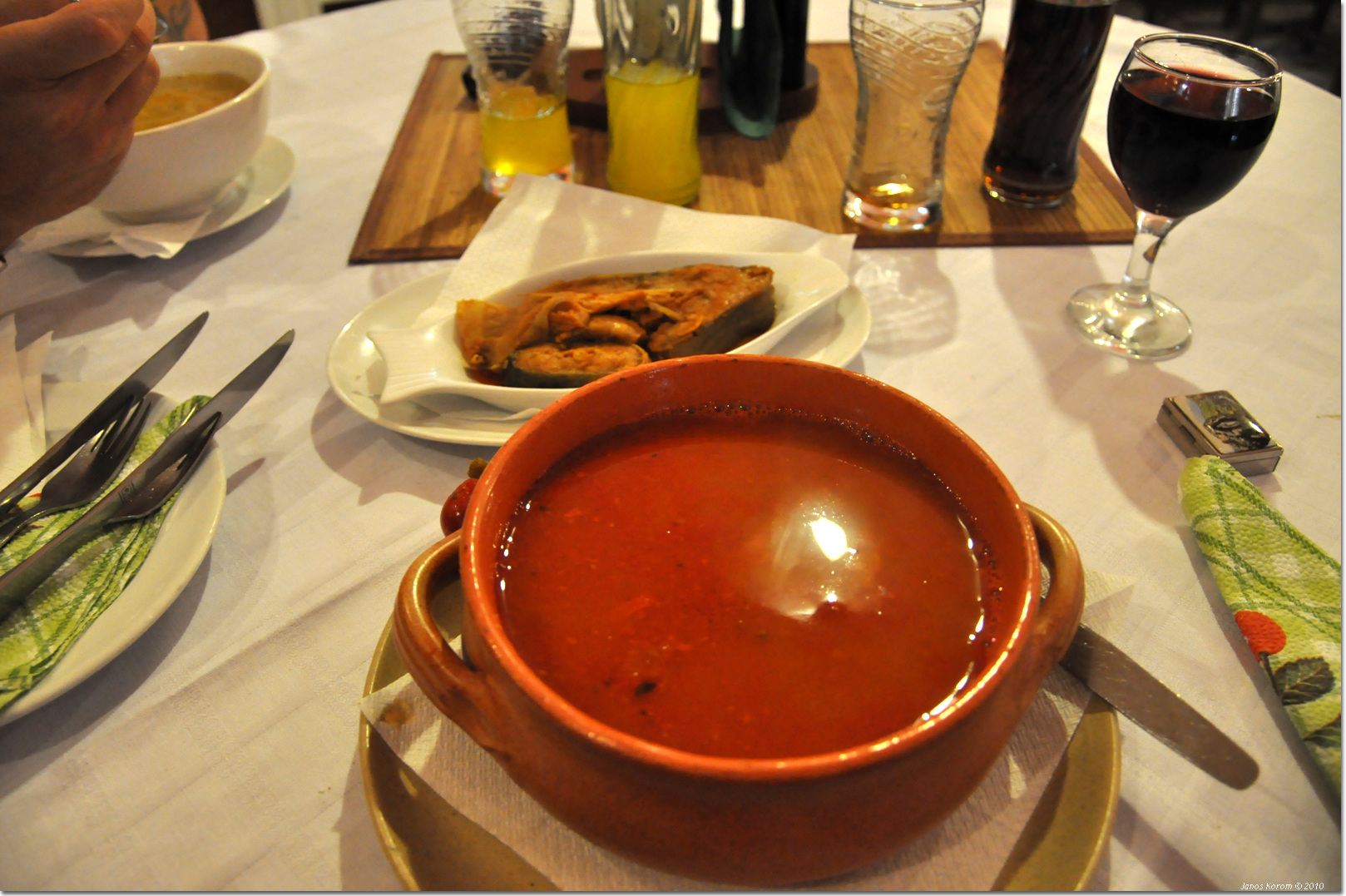
Halászlé
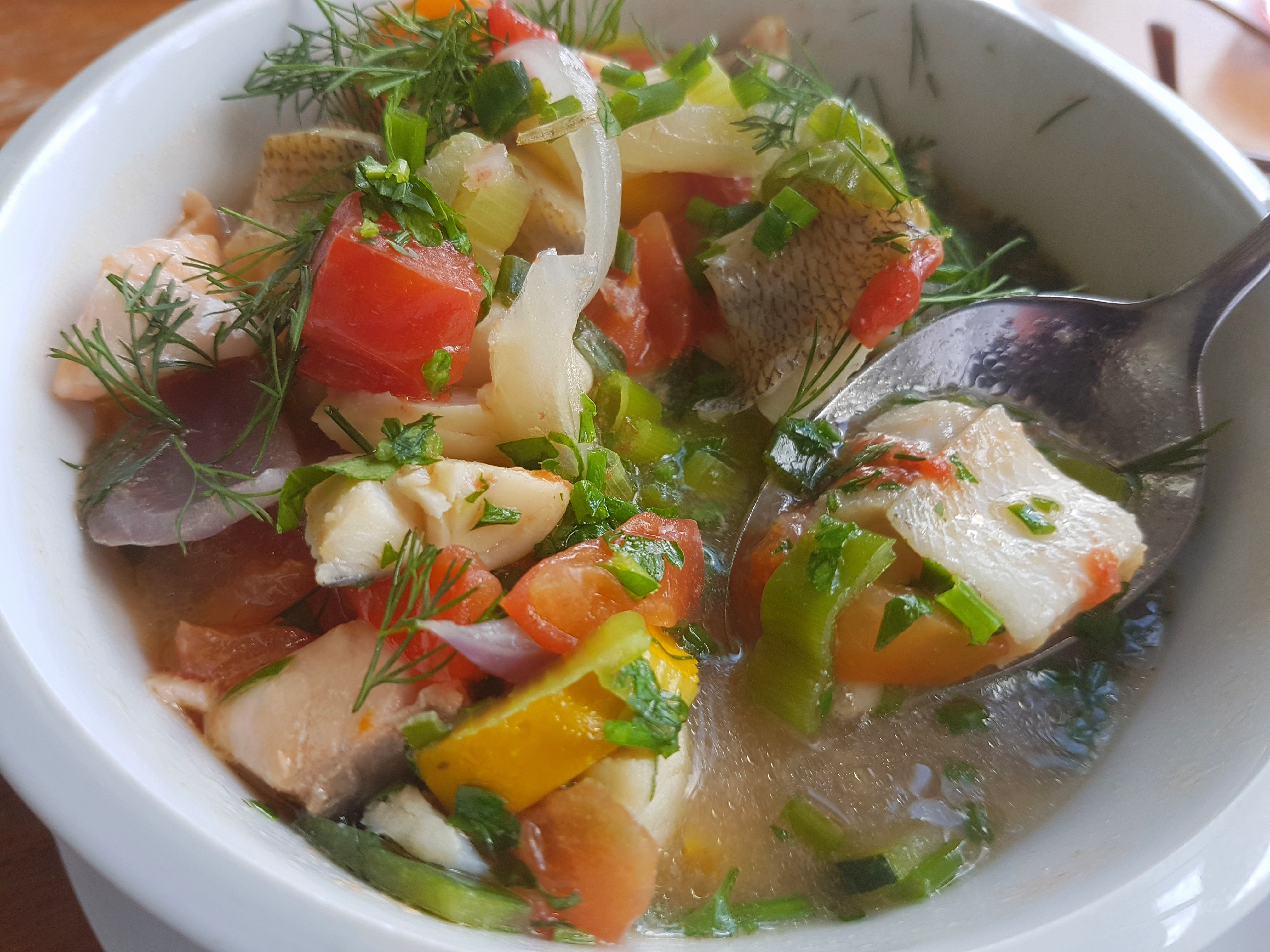
Fischtopf mit Gemüse
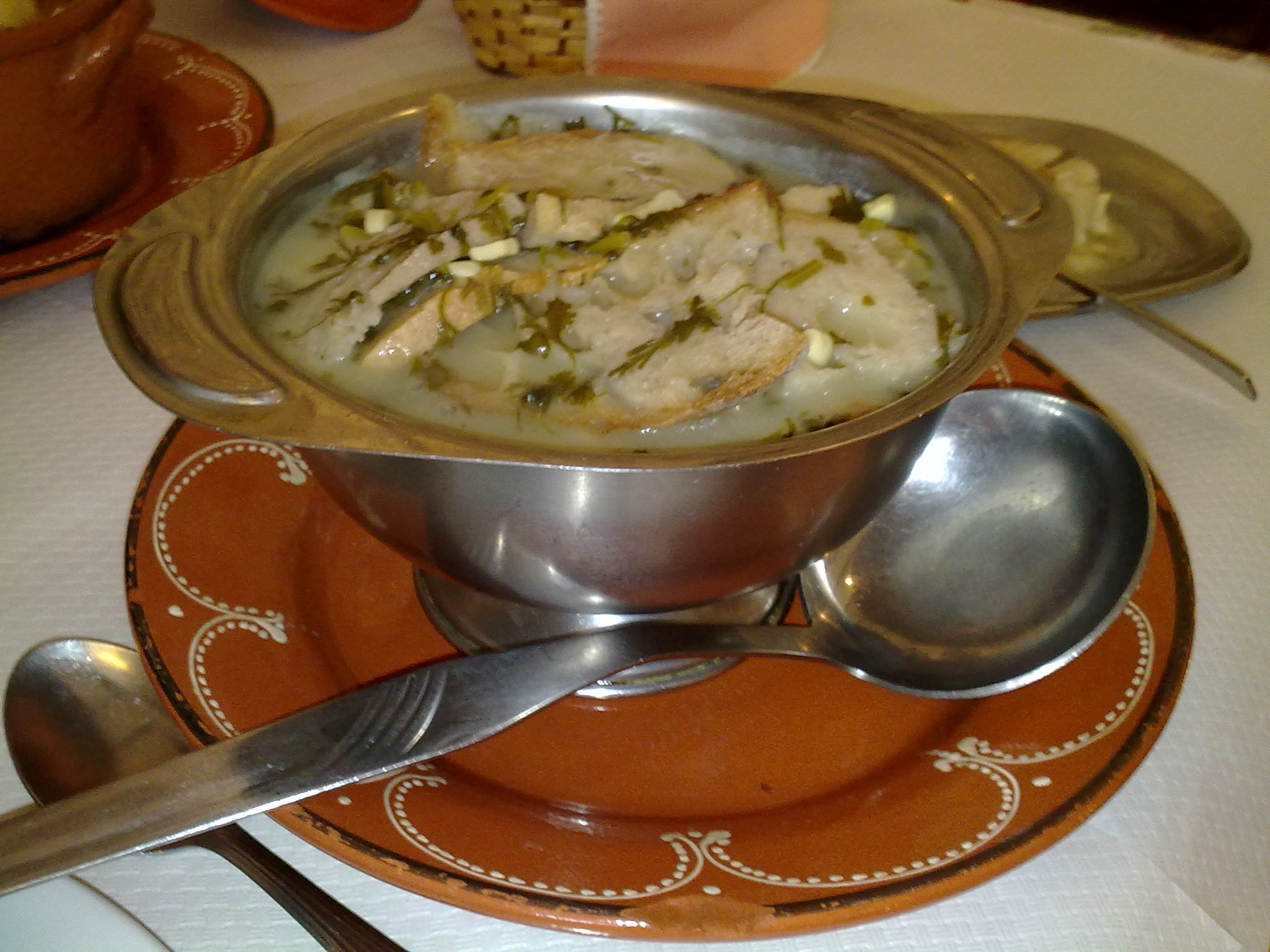
Sopa de cação mit Fisch und Weißbrot (Portugal)

## Suppen mit Brot

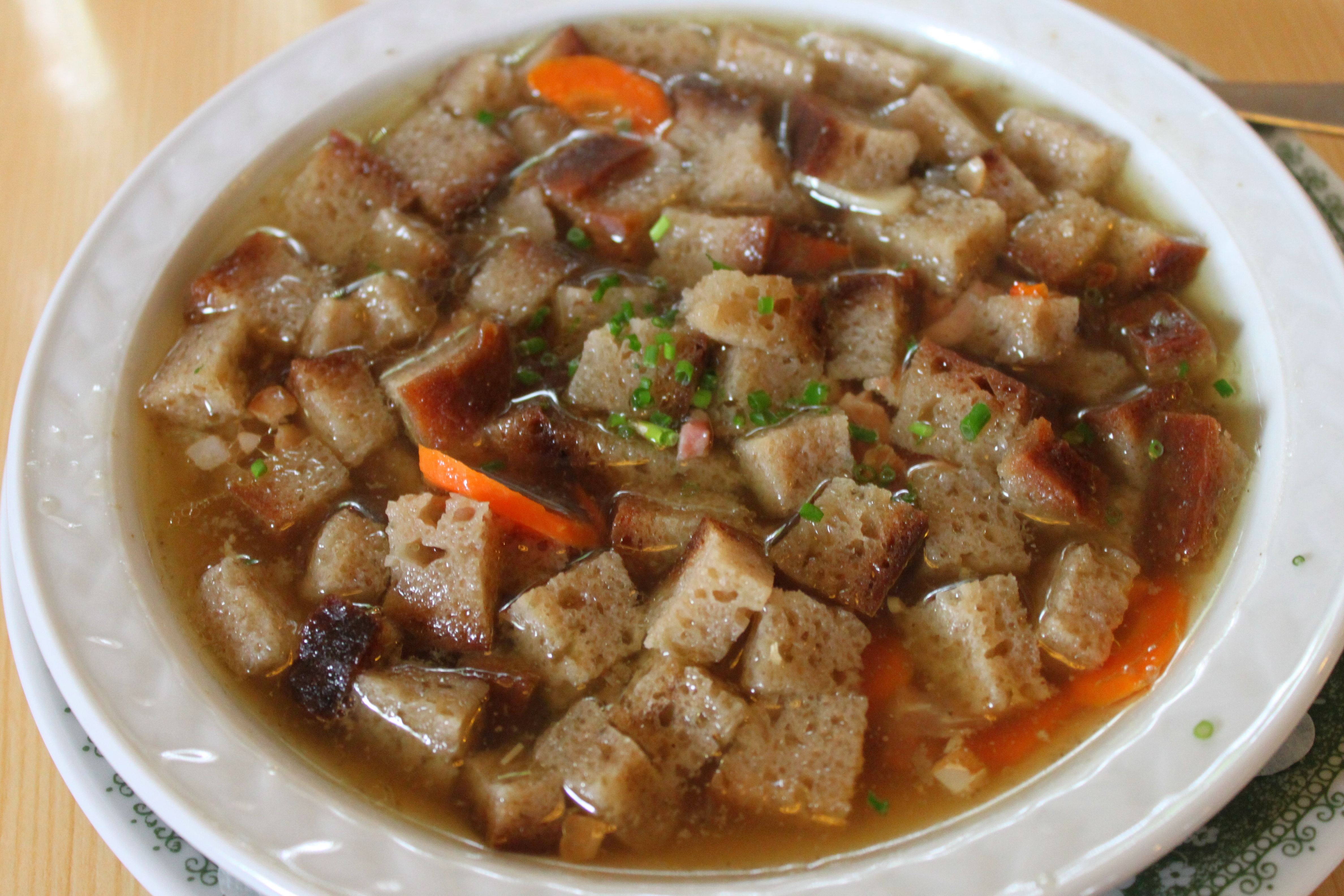
Klassische Brotsuppe mit Mischbrot
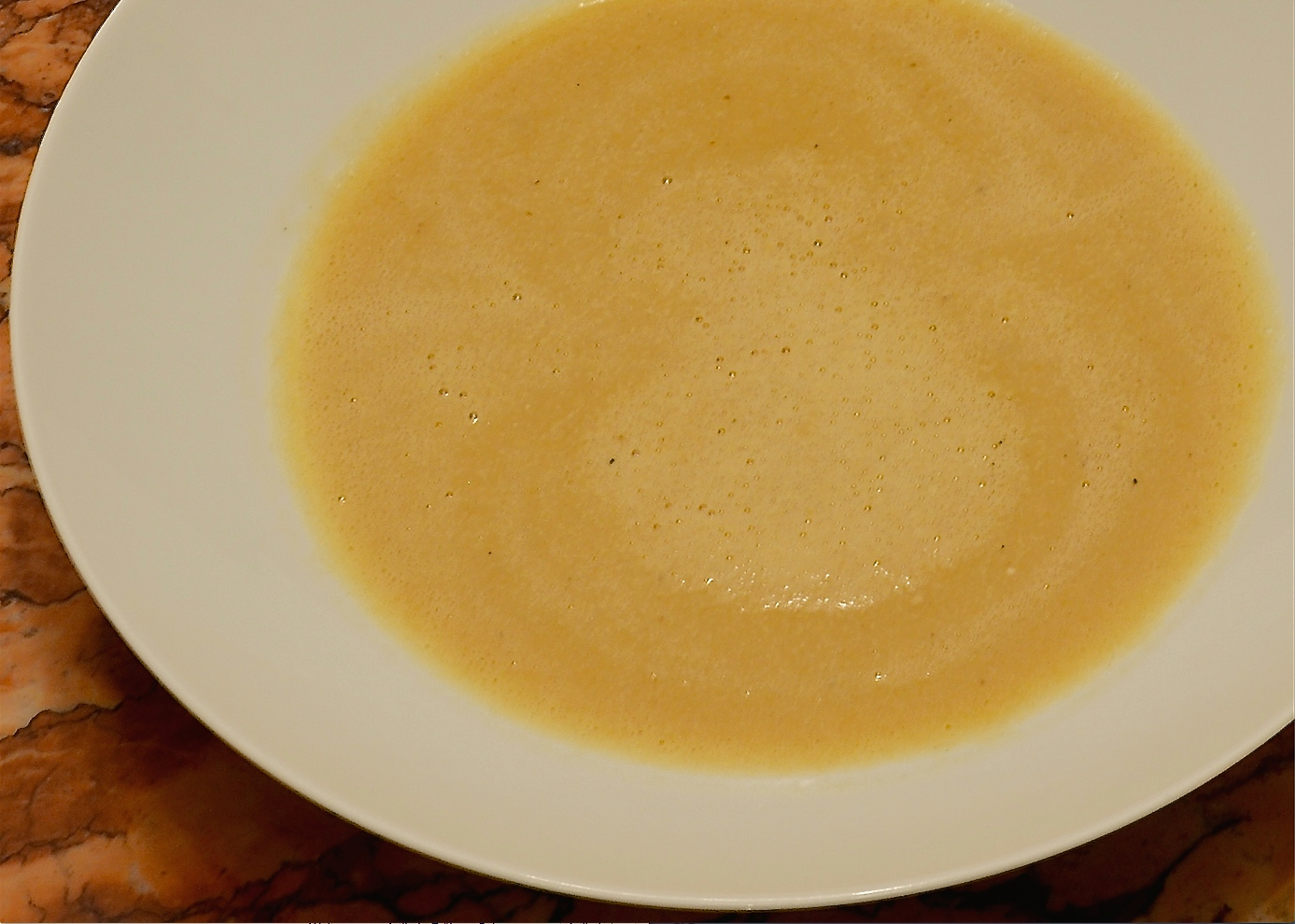
Pürierte Brotsuppe mit Schwarzbrot
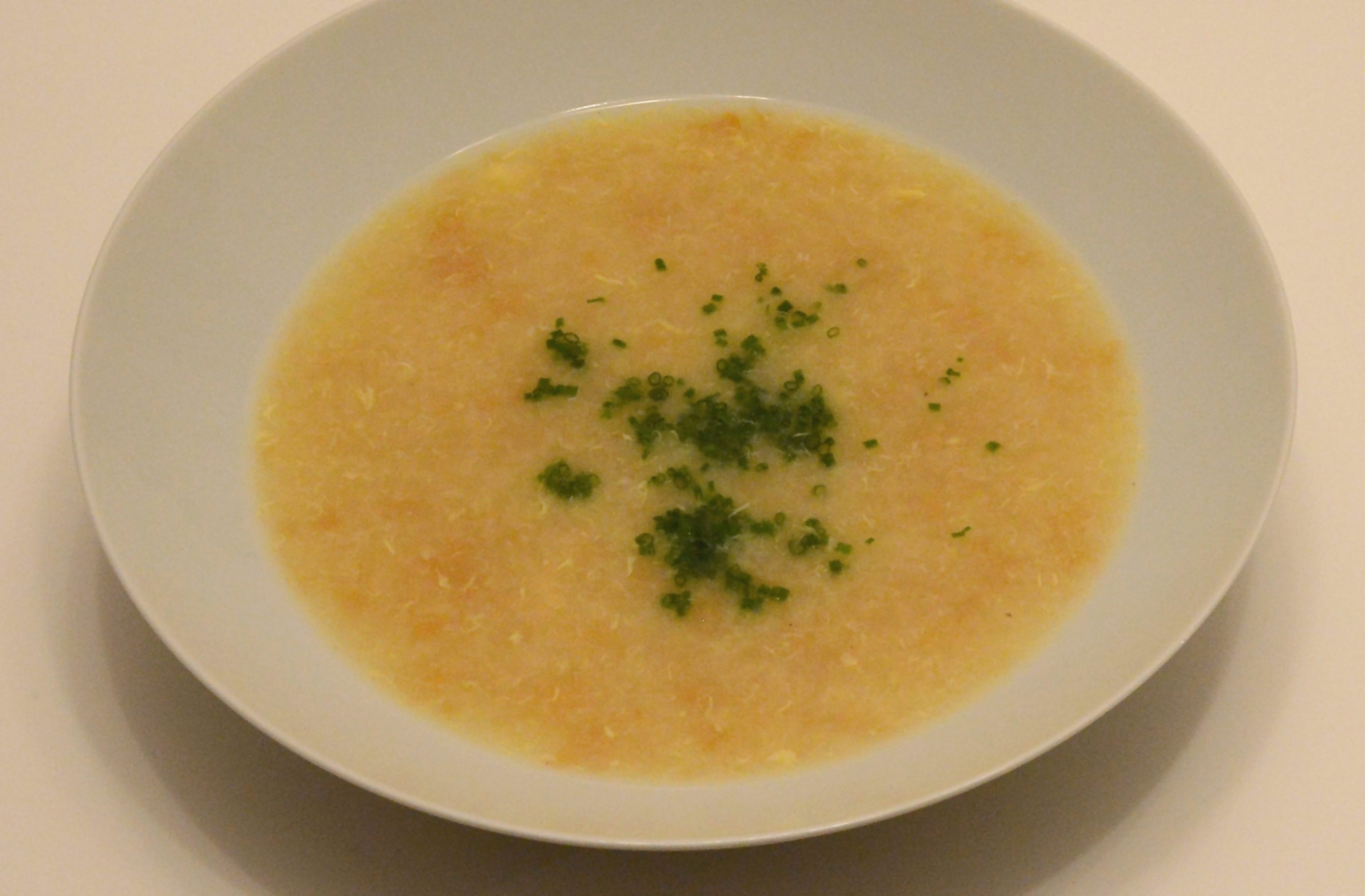
Panadelsuppe, eine Spezialität der österreichischen Küche
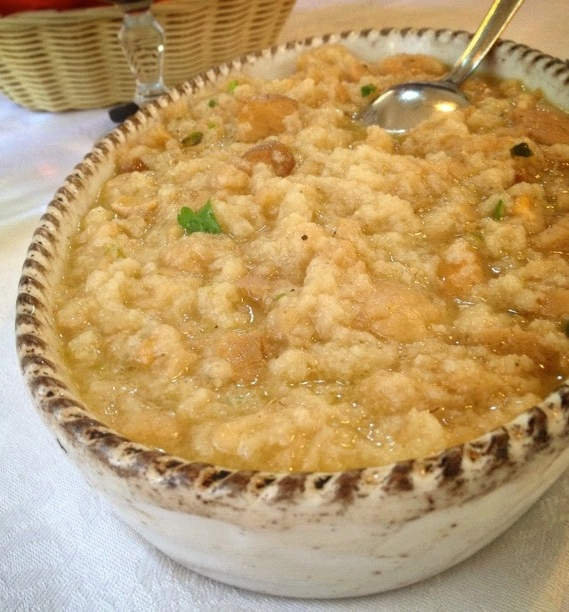
Acquacotta, eine toskanische Suppe mit Weißbrot
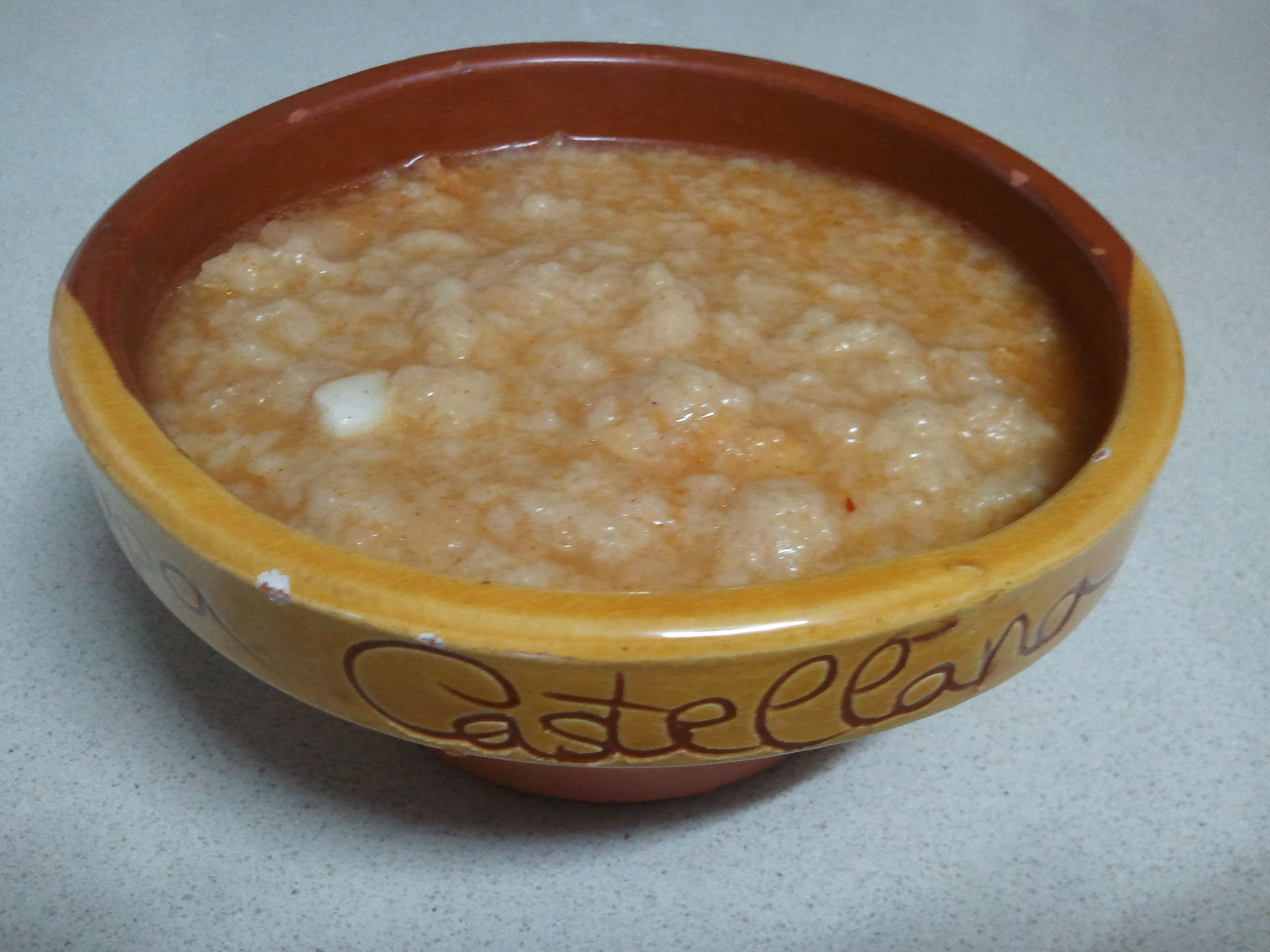
Sopa castellana, eine Knoblauch-Brot-Suppe, zählt zu den Klassikern der kastilischen Küche
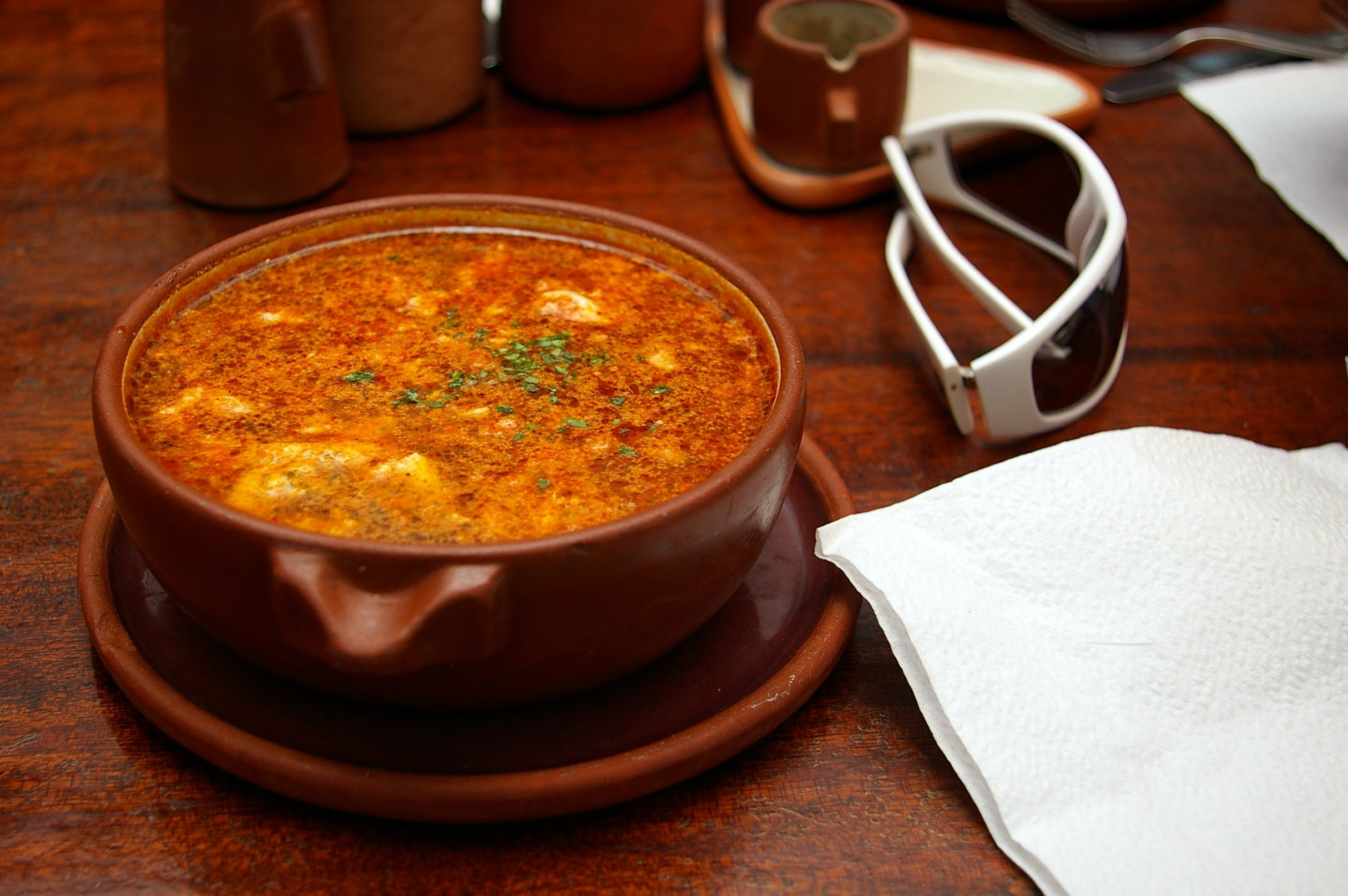
Sopa de ajo, eine Knoblauch-Brot-Suppe als Spezialität der spanischen und kubanischen Küche
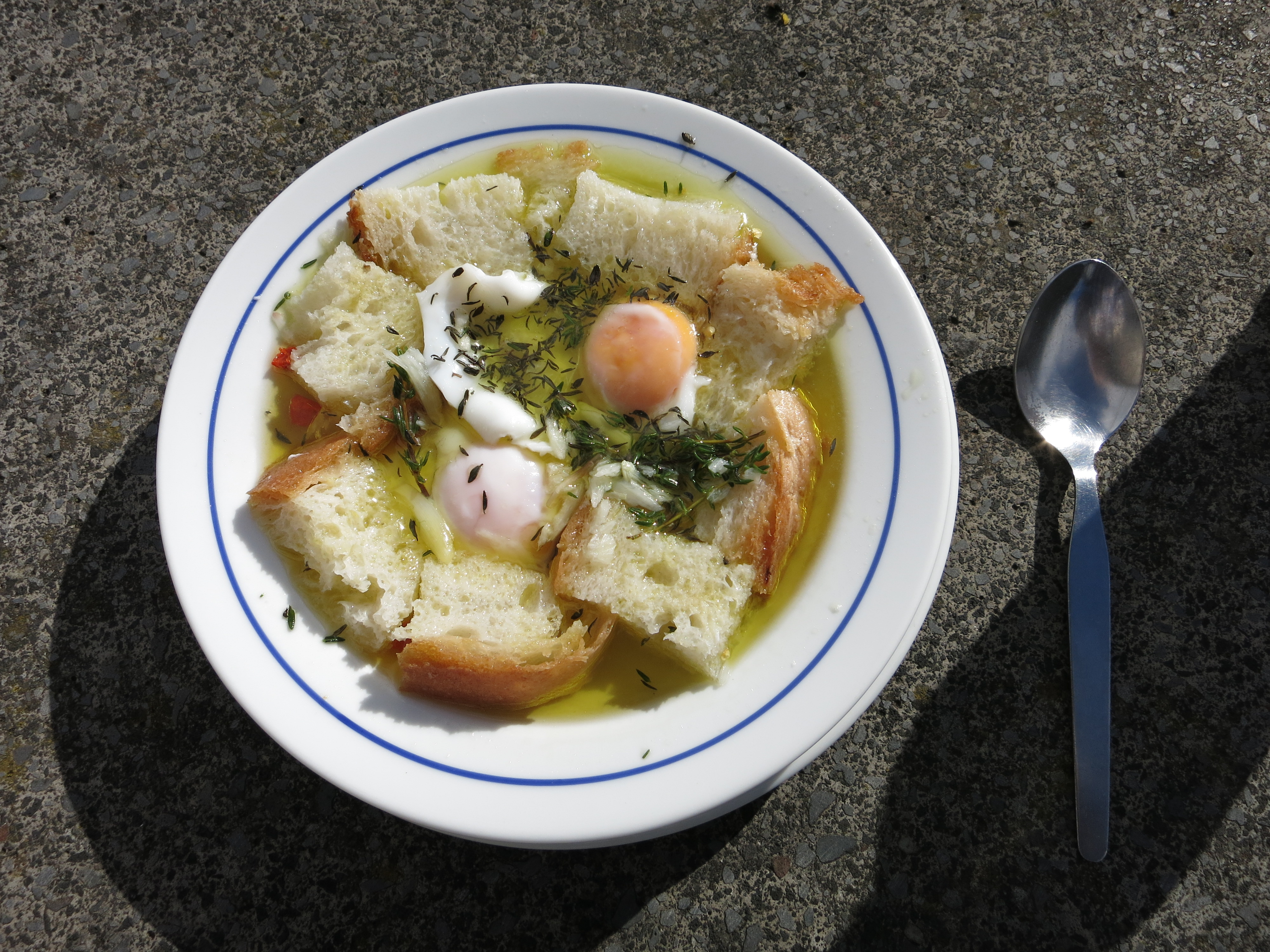
Portugiesische Açorda mit Weißbrot
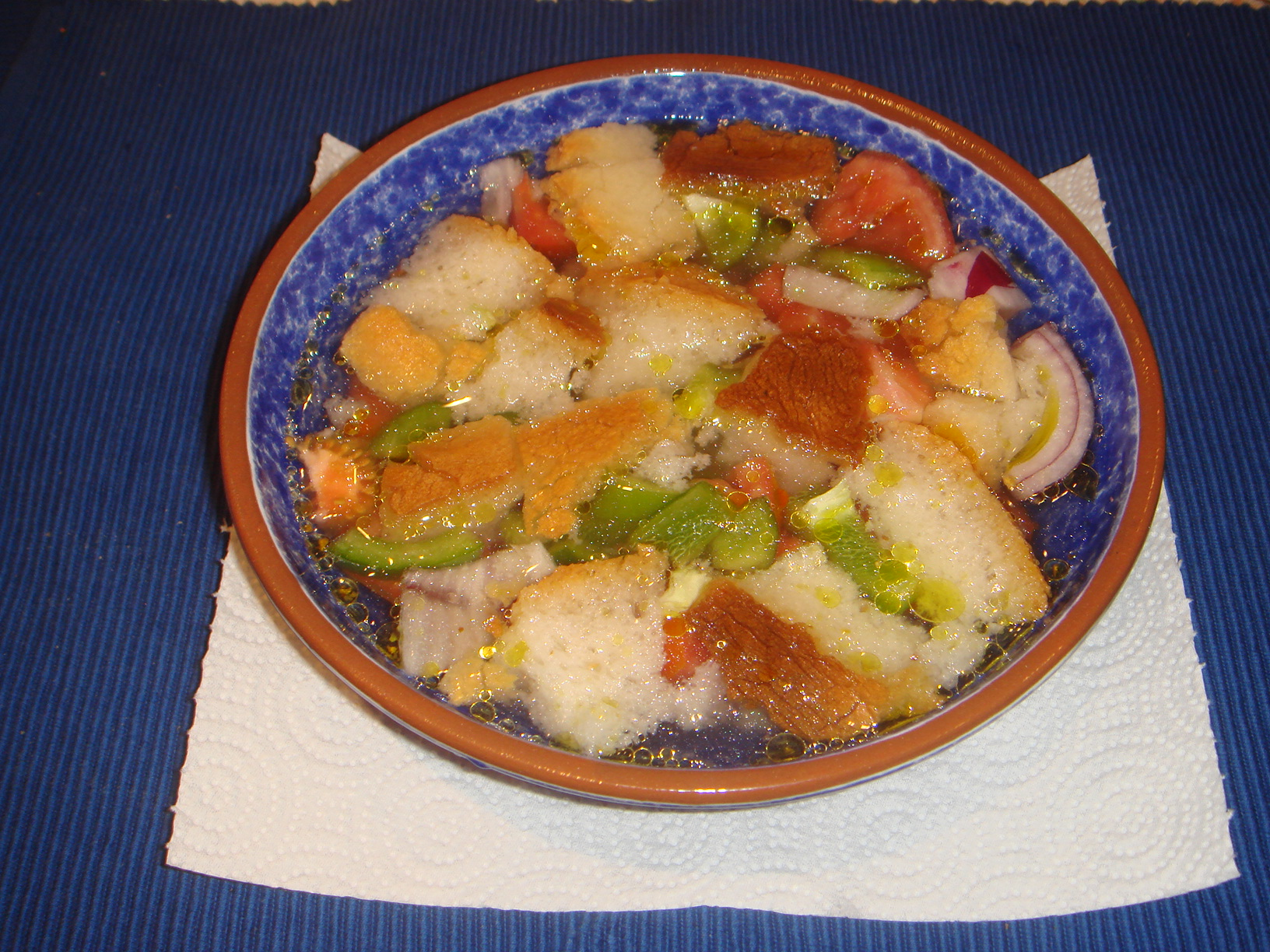
Alte kastilische Gazpacho aus der spanischen Provinz Ávila
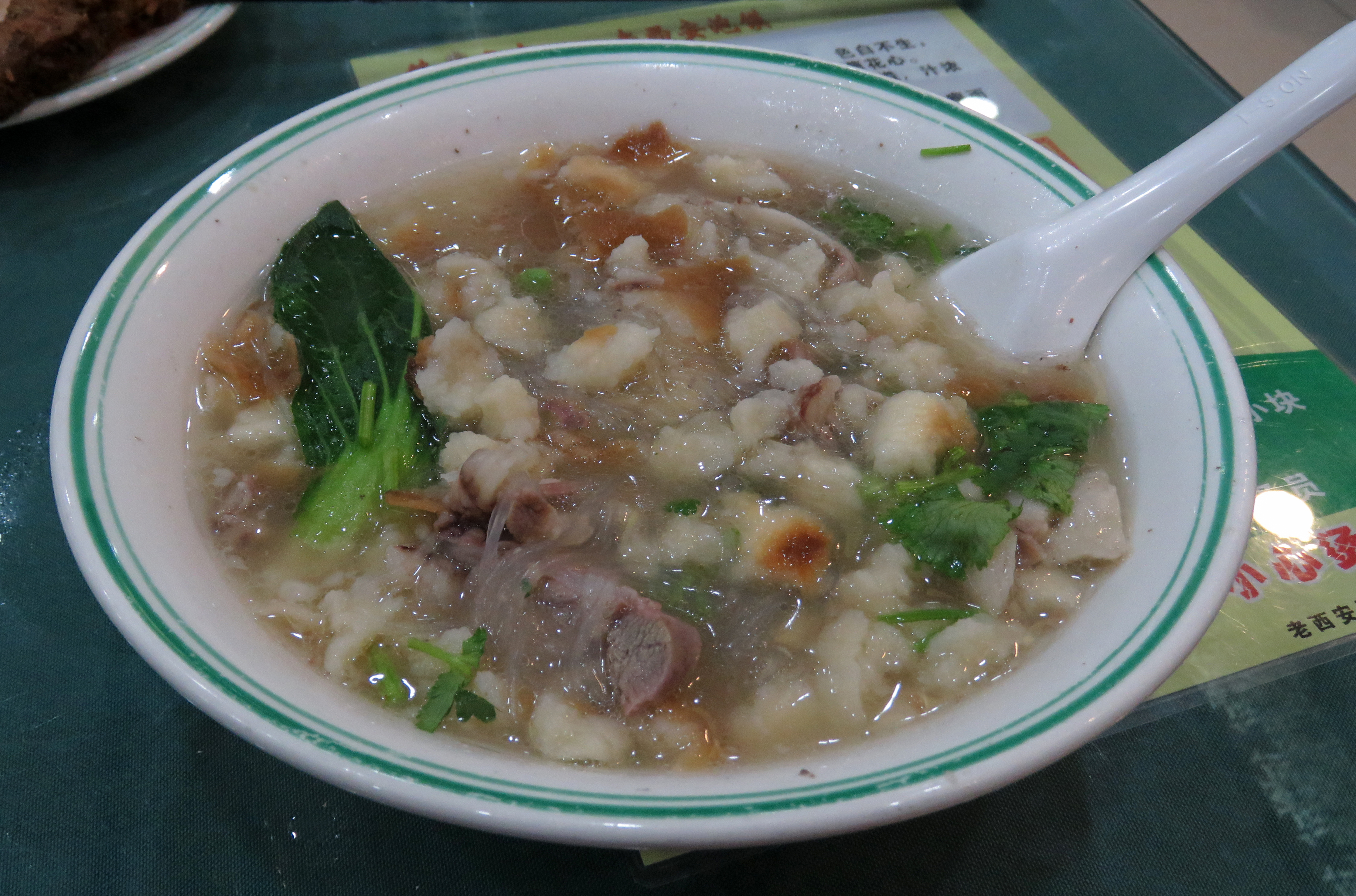
Paomo, eine Suppenspezialität mit Brot und Fleisch in der chinesischen Provinz Shaanxi
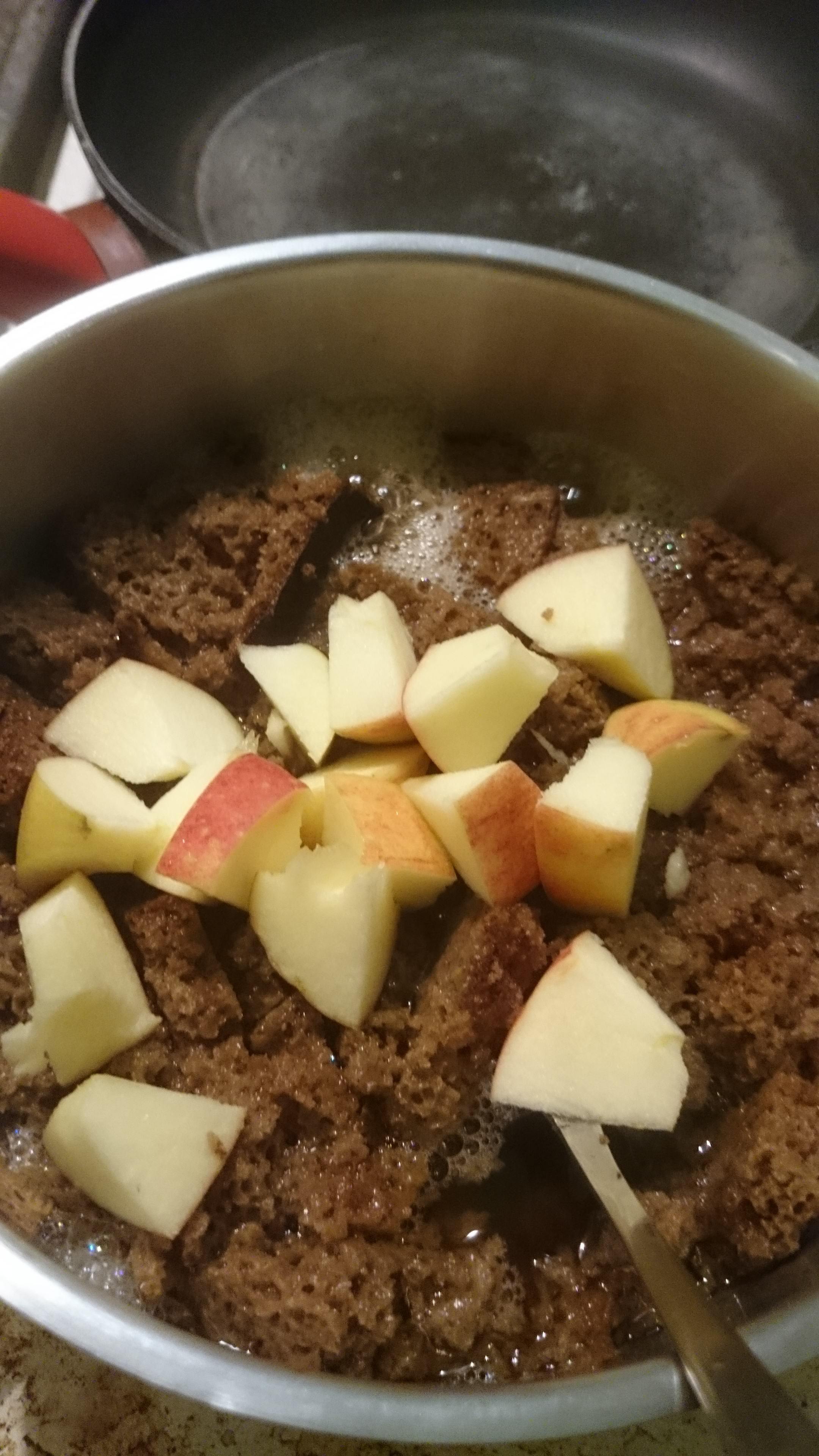
Traditionelle Leivasupp in Estland mit Roggenbrot, Rosinen, Apfelstücken und Honig
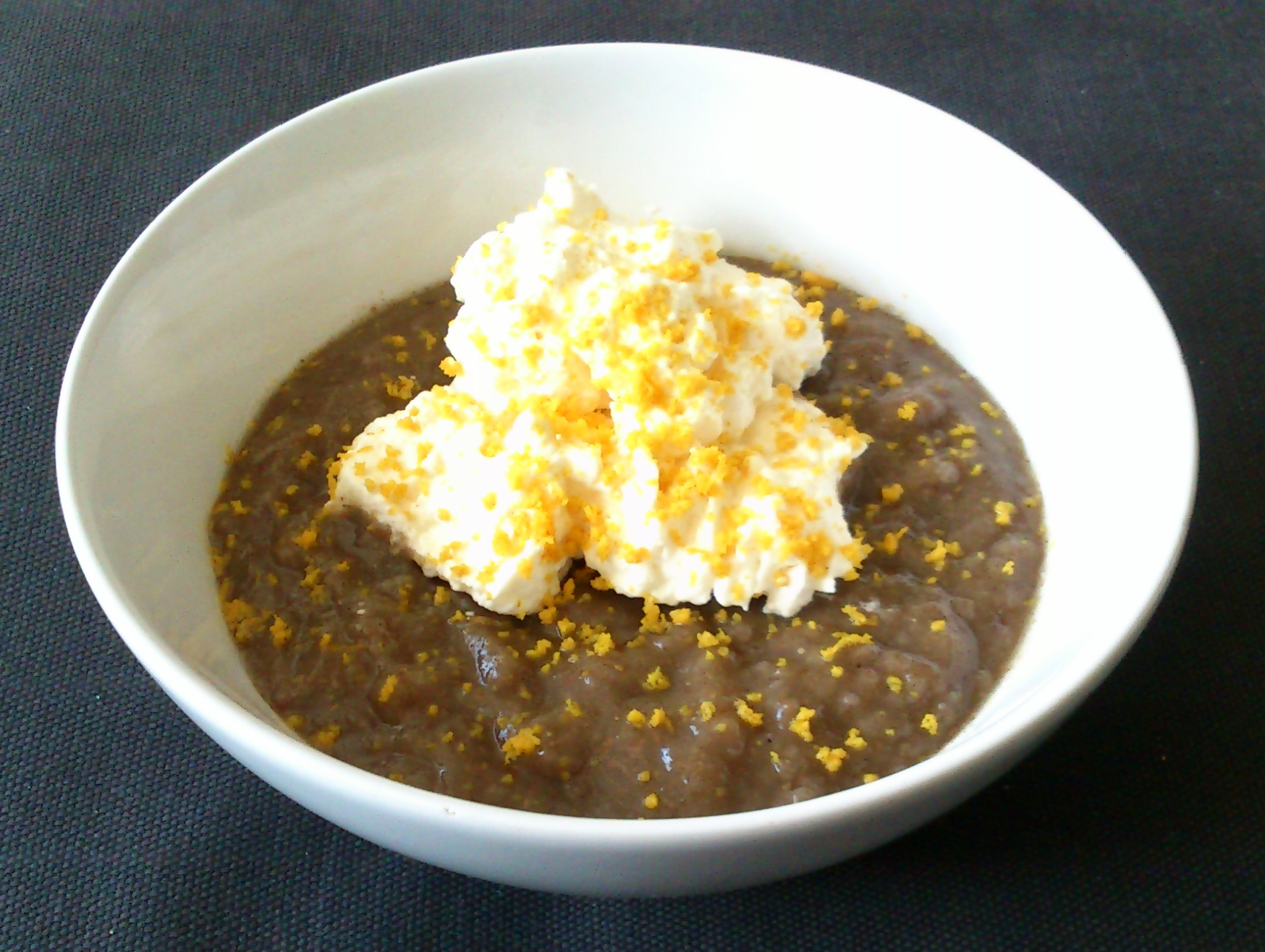
Das traditionelle dänische Gericht Øllebrød wird sowohl als Bier-Brot-Suppe als auch als Roggen-Porridge klassifiziert
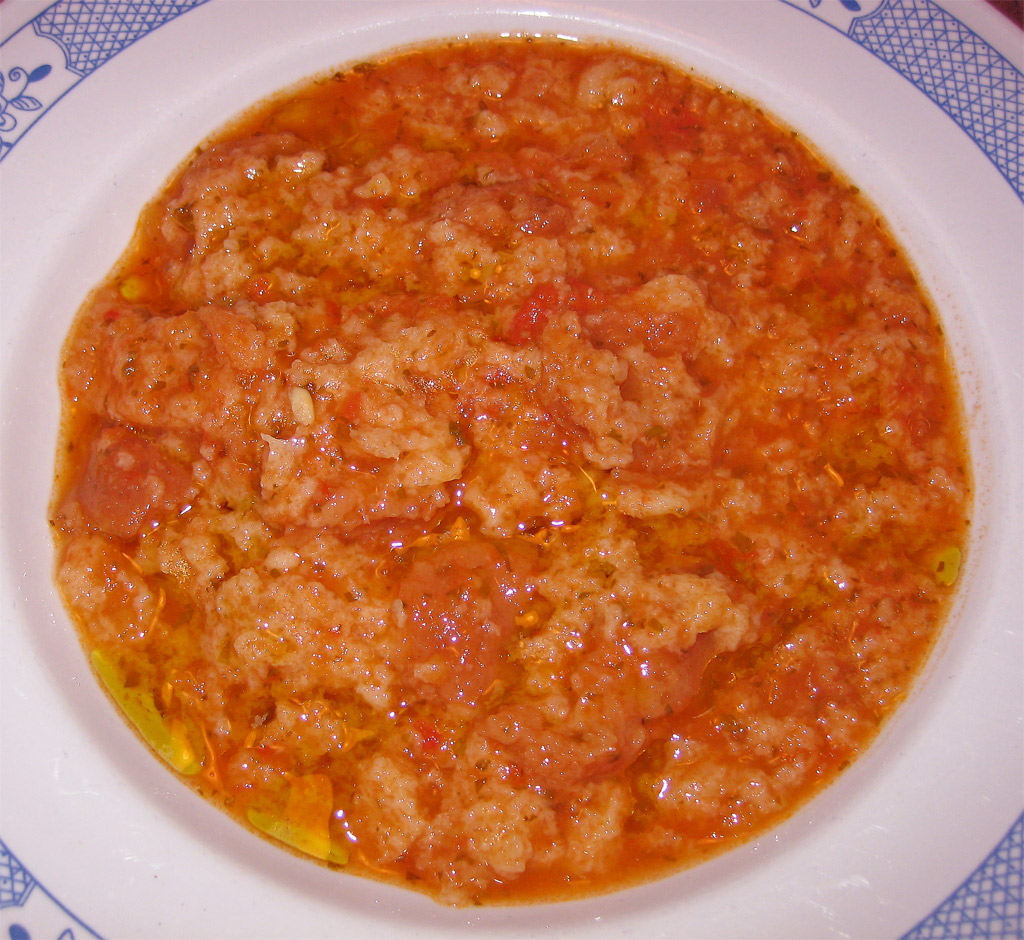
Pappa al pomodoro, eine toskanische Tomaten-Brot-Suppe
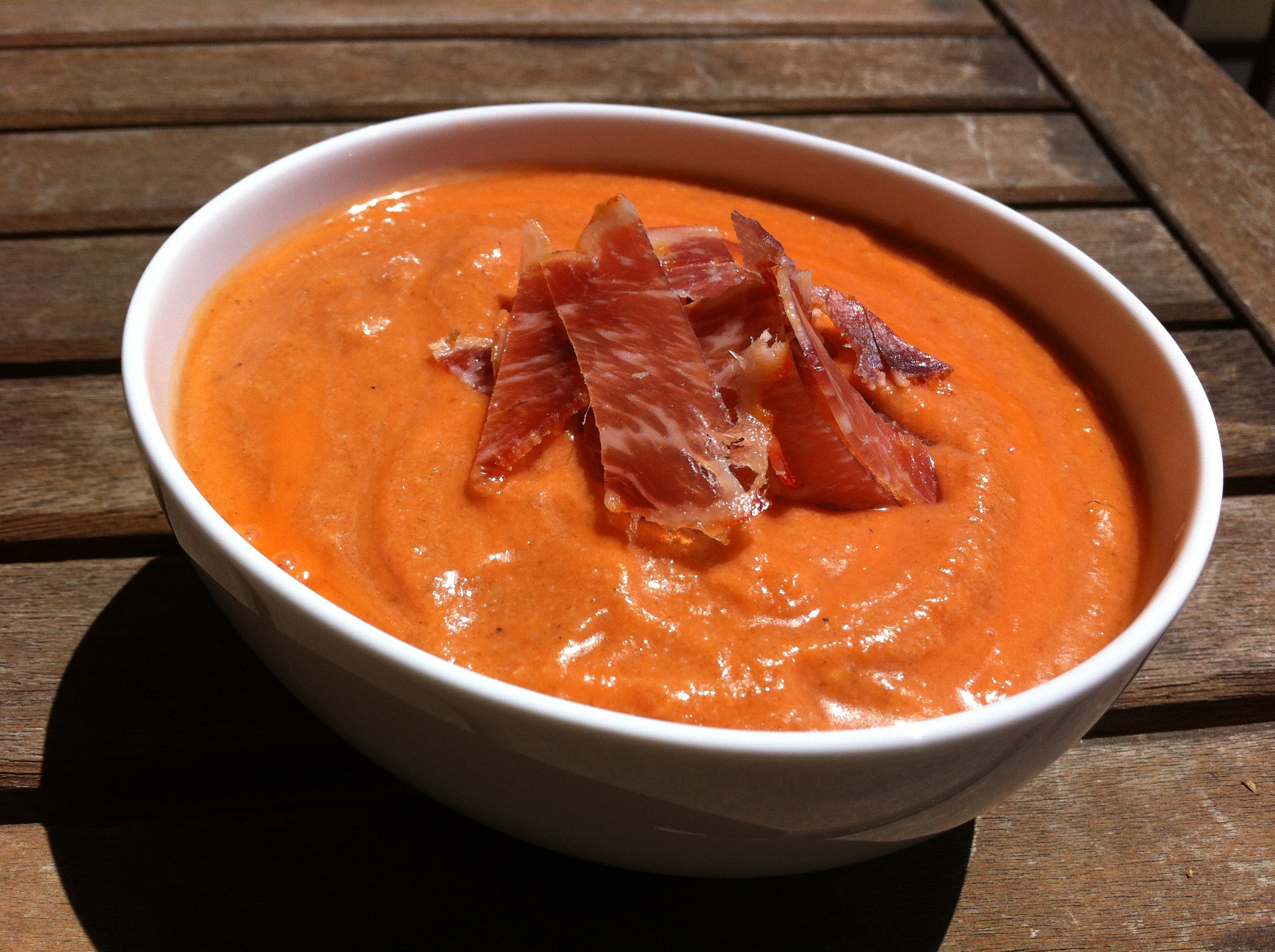
Salmorejo, eine spanische Tomaten-Brot-Suppe
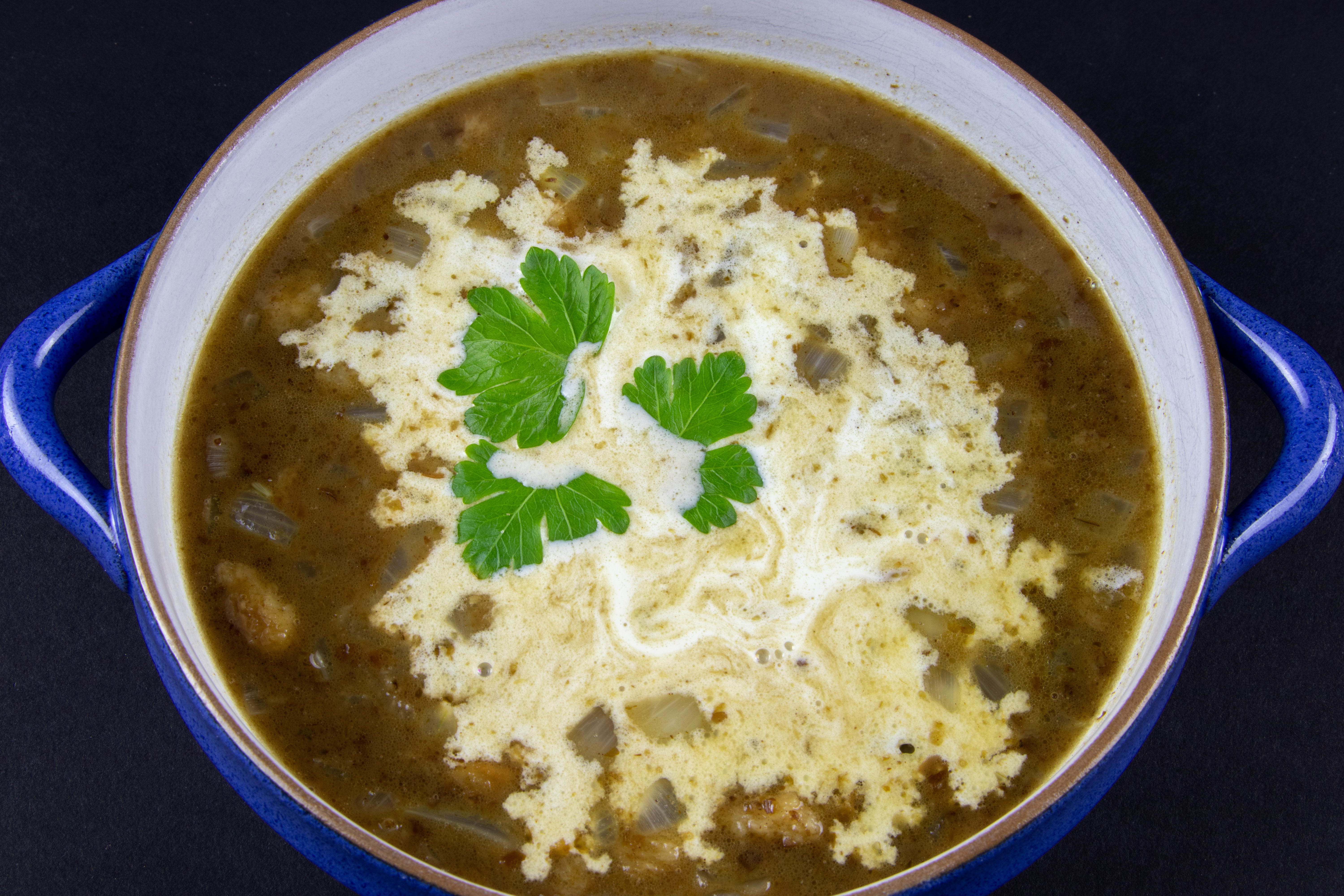
Pumpernickelsuppe, eine Spezialität der westfälischen Küche
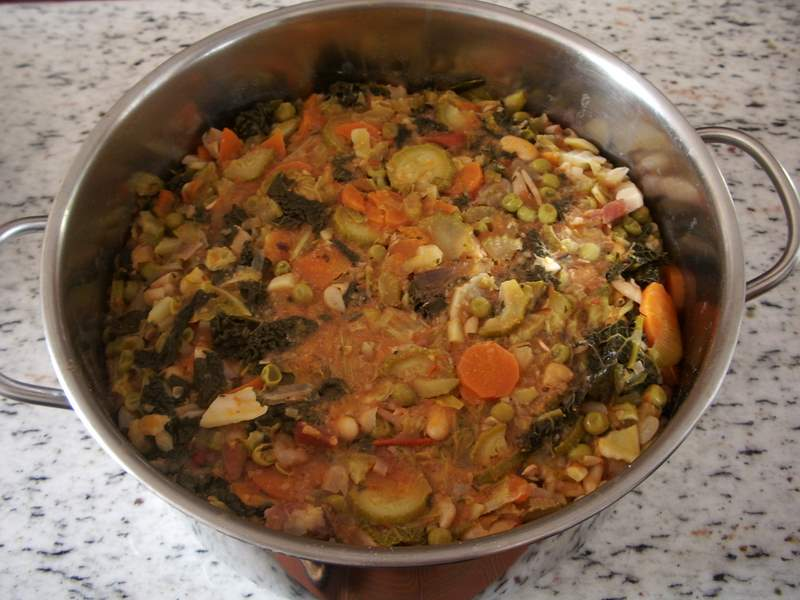
Ribollita, eine toskanische Brot- und Gemüsesuppe
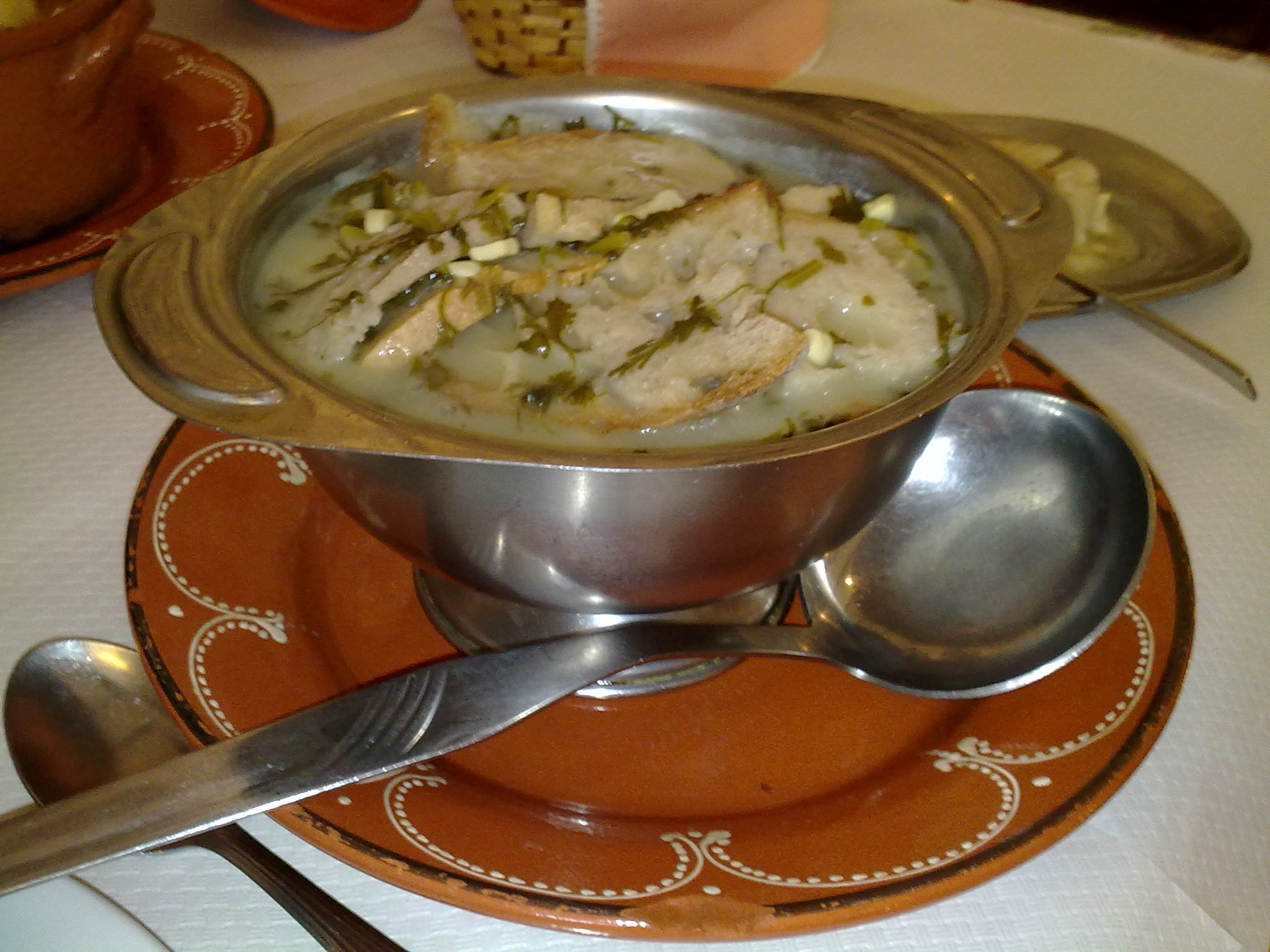
Sopa de cação, eine portugiesische Suppenspezialität mit Fisch und Weißbrot
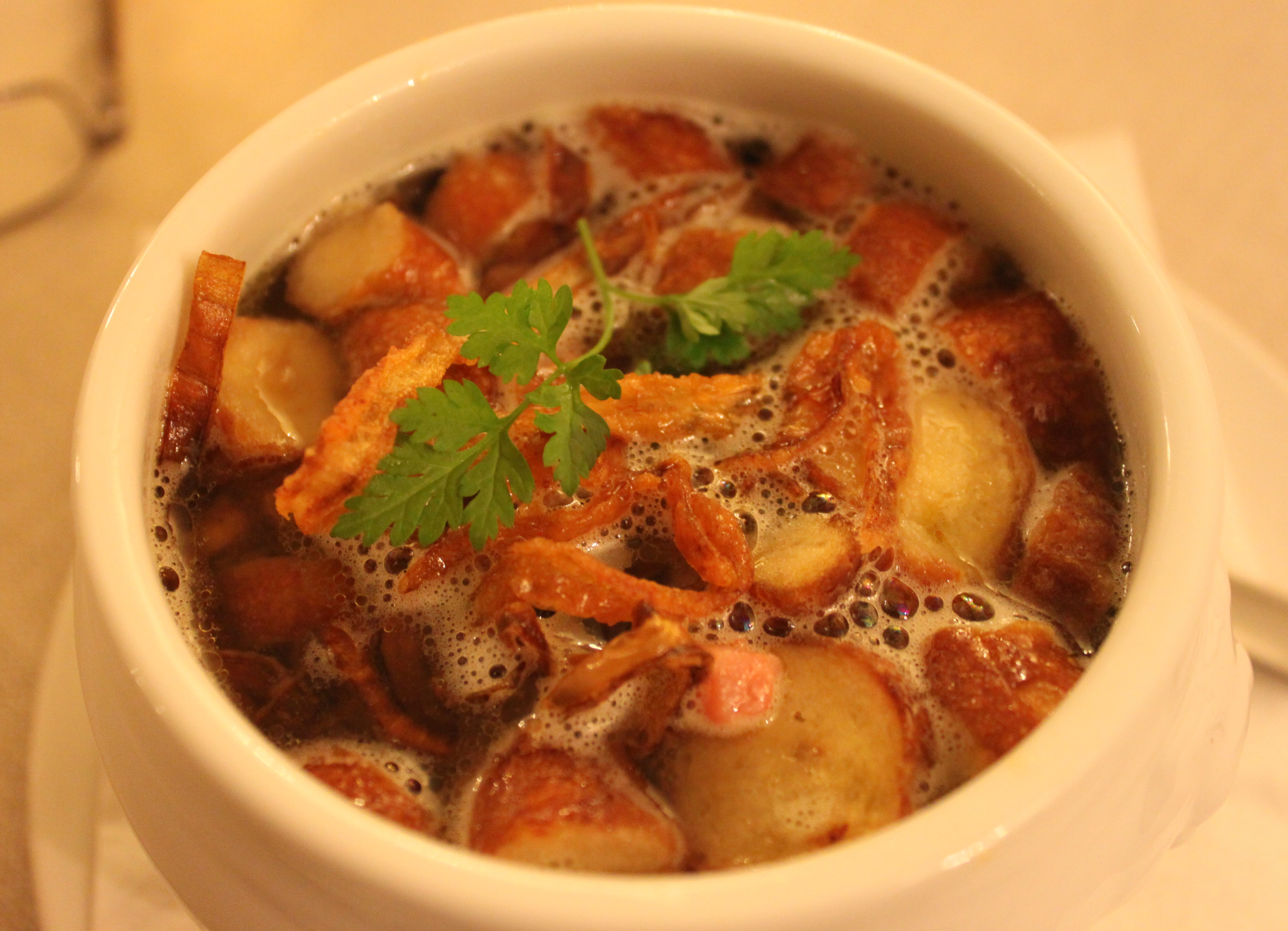
Brezensuppe, eine Spezialität der Landesküchen von Bayern, Salzburg und Tirol
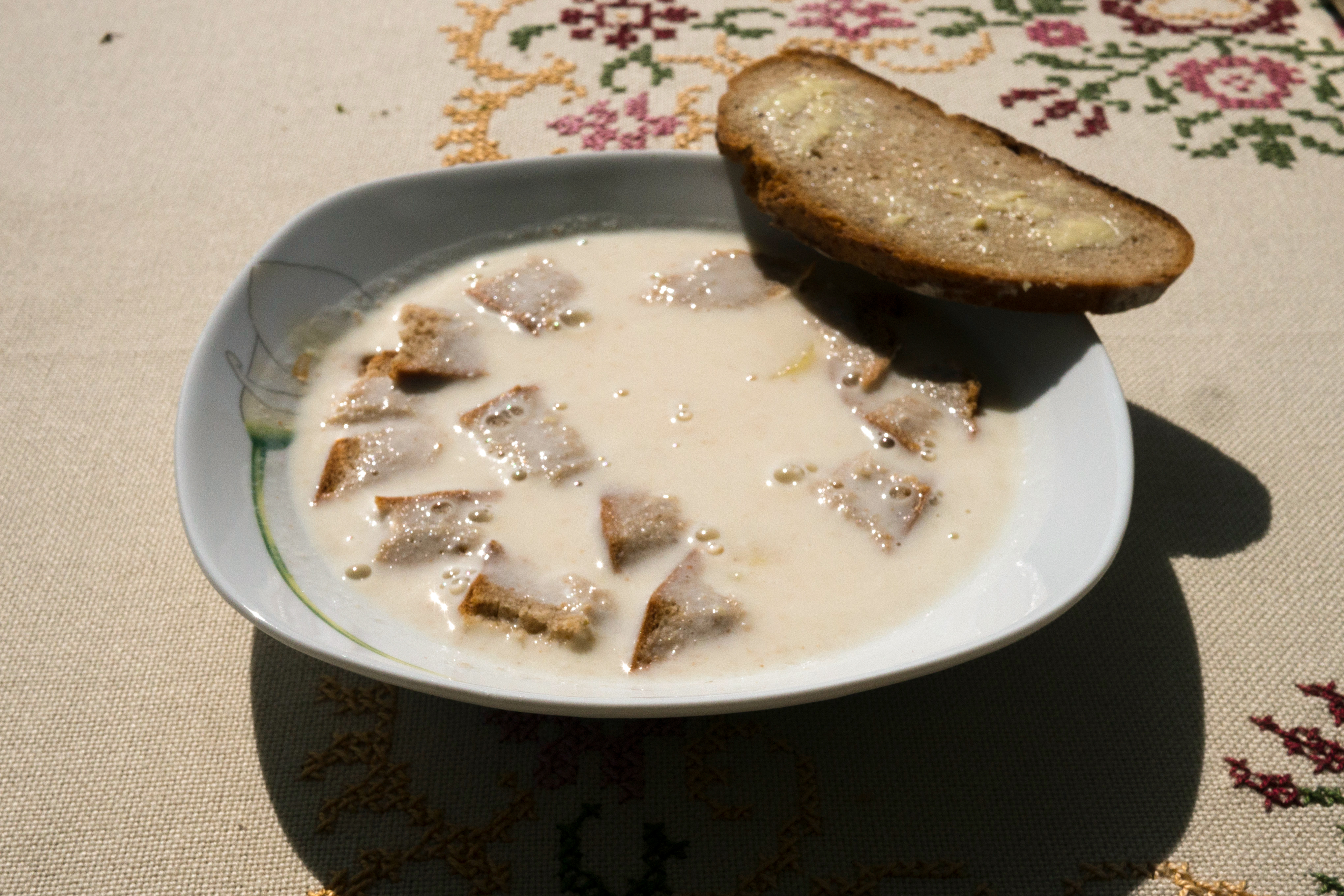
Bayrische Herbstmilchsuppe mit Brot als Suppeneinlage
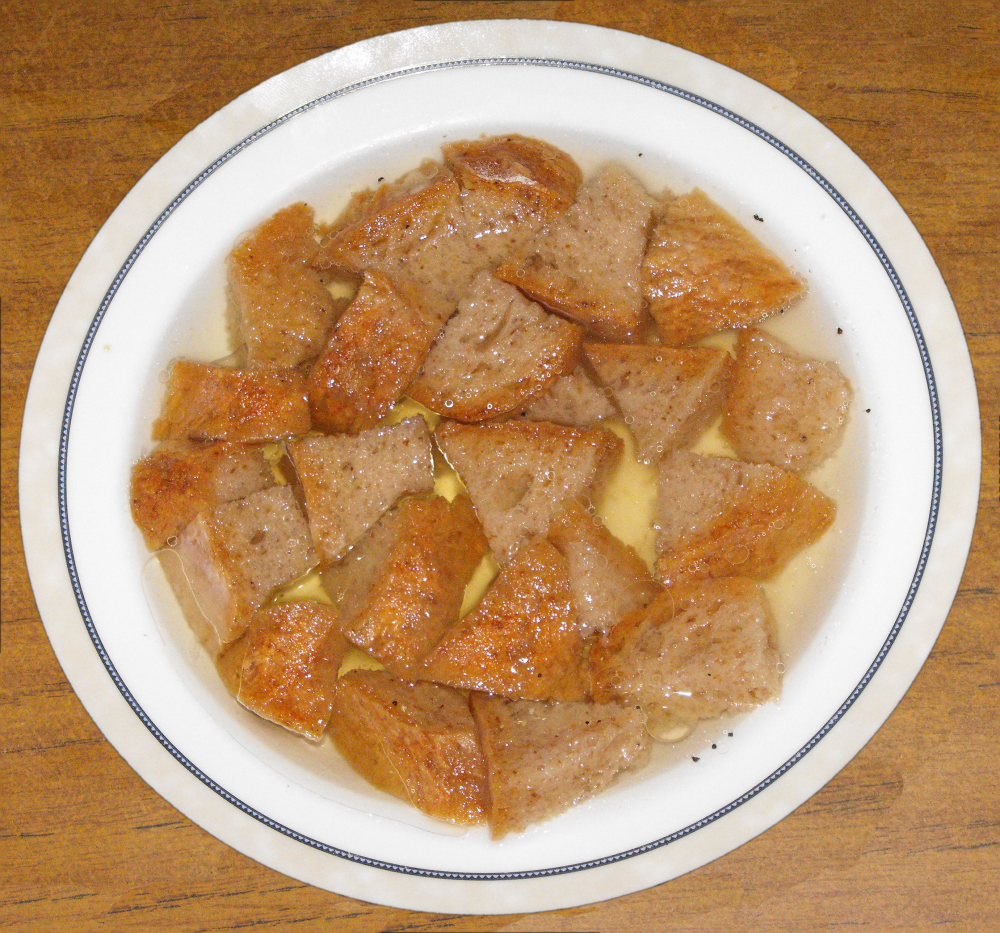
Wodzionka, eine schlesische Brotsuppe
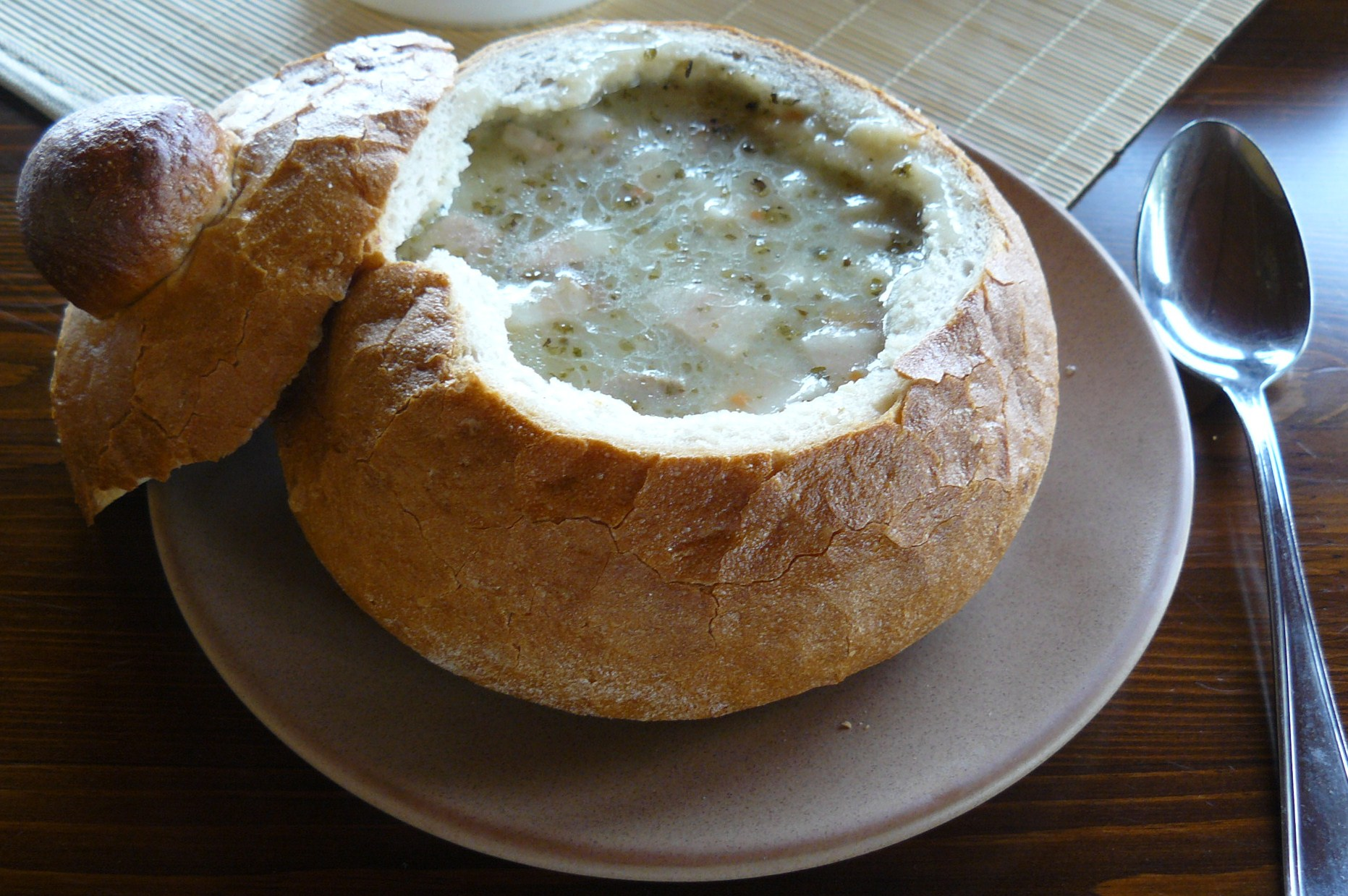
Suppe im Brotlaib (beim Inhalt des Laibs handelt es sich aber meist um keine Brotsuppe im eigentlichen Sinne)
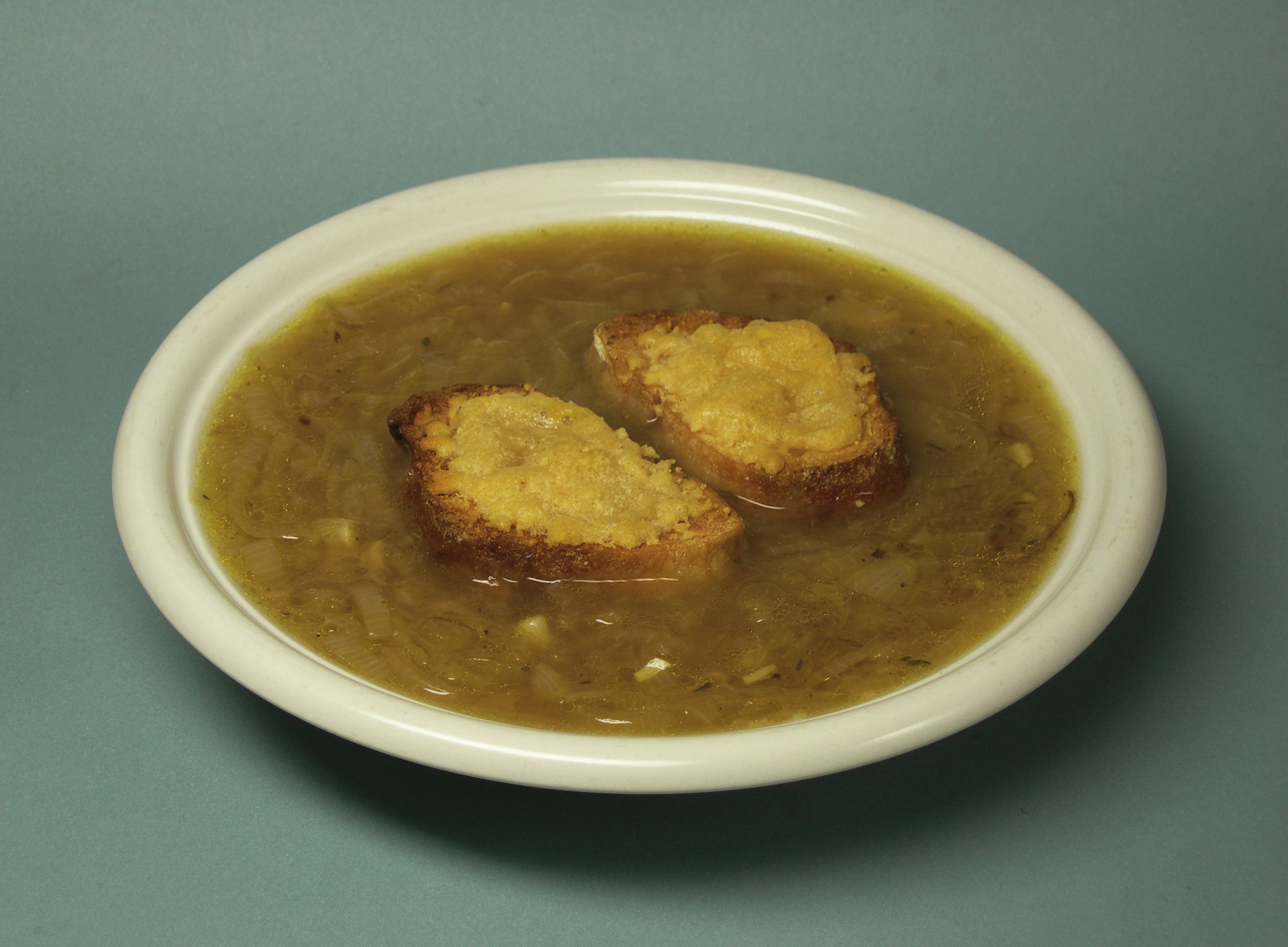
Soupe à l'oignon (Französische Zwiebelsuppe) nach Pariser Art
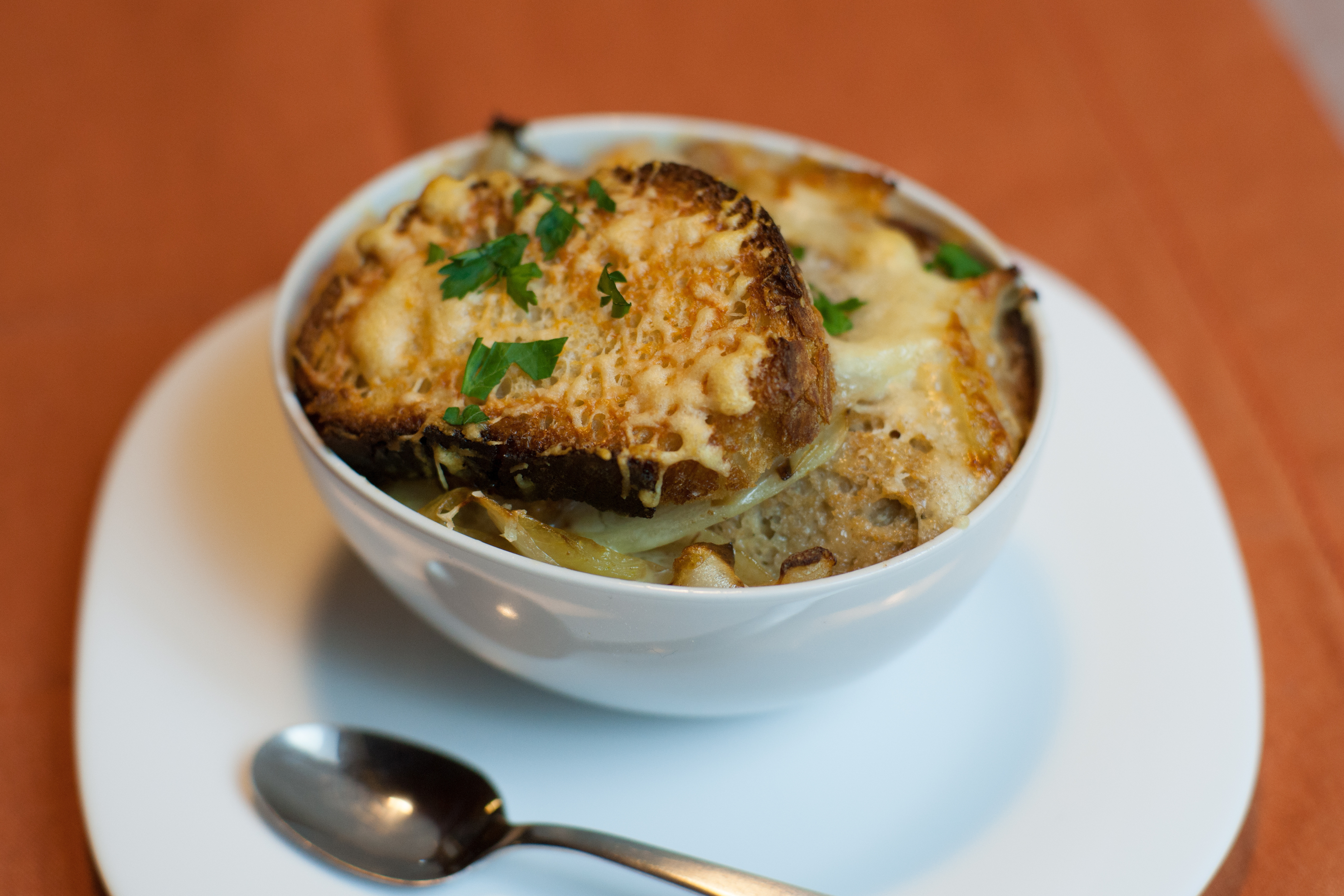
Die italienische Zuppa di cipolle entspricht der französischen Soupe à l'oignon
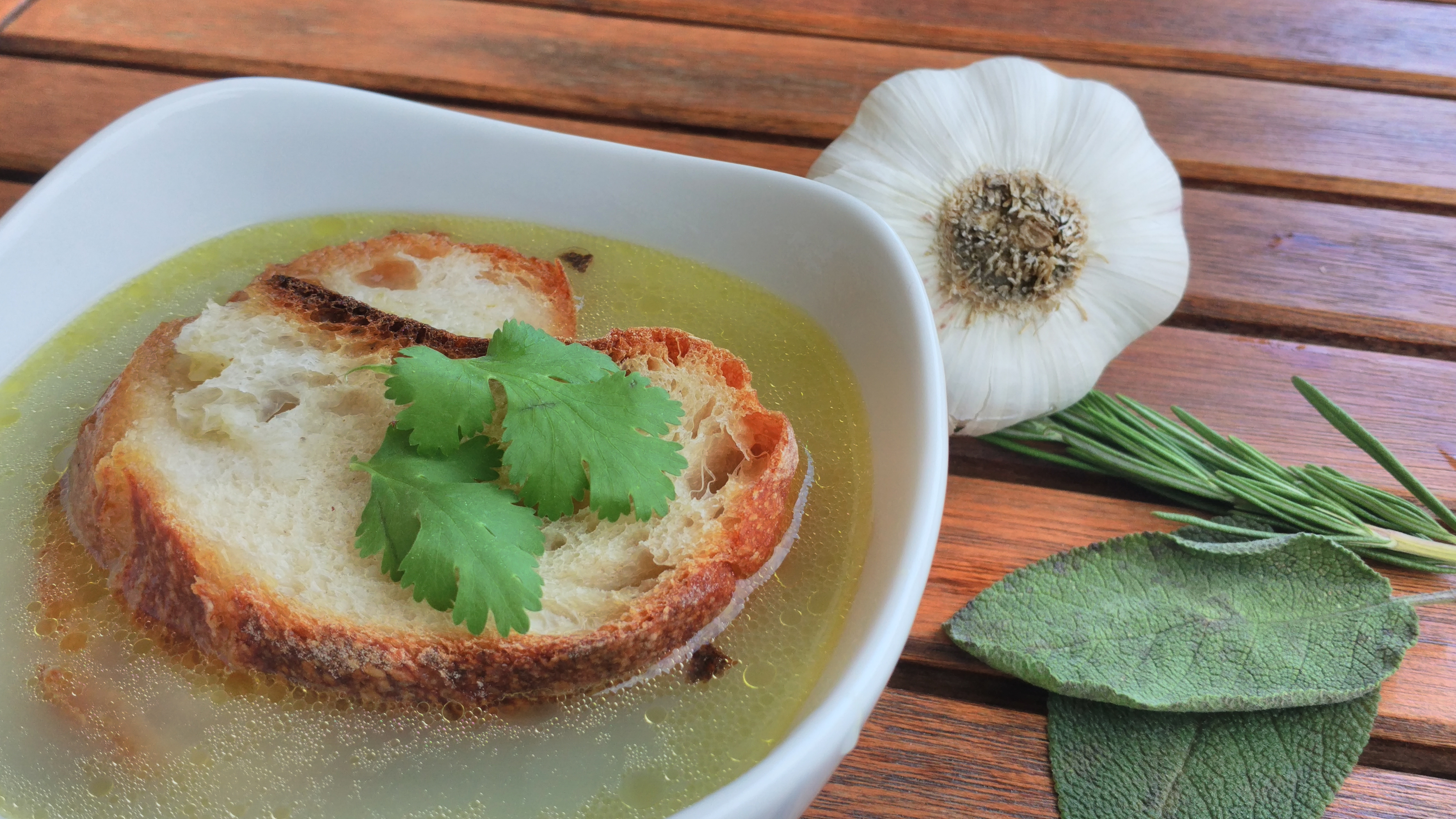
Aigo boulido

## Fruchtsuppen

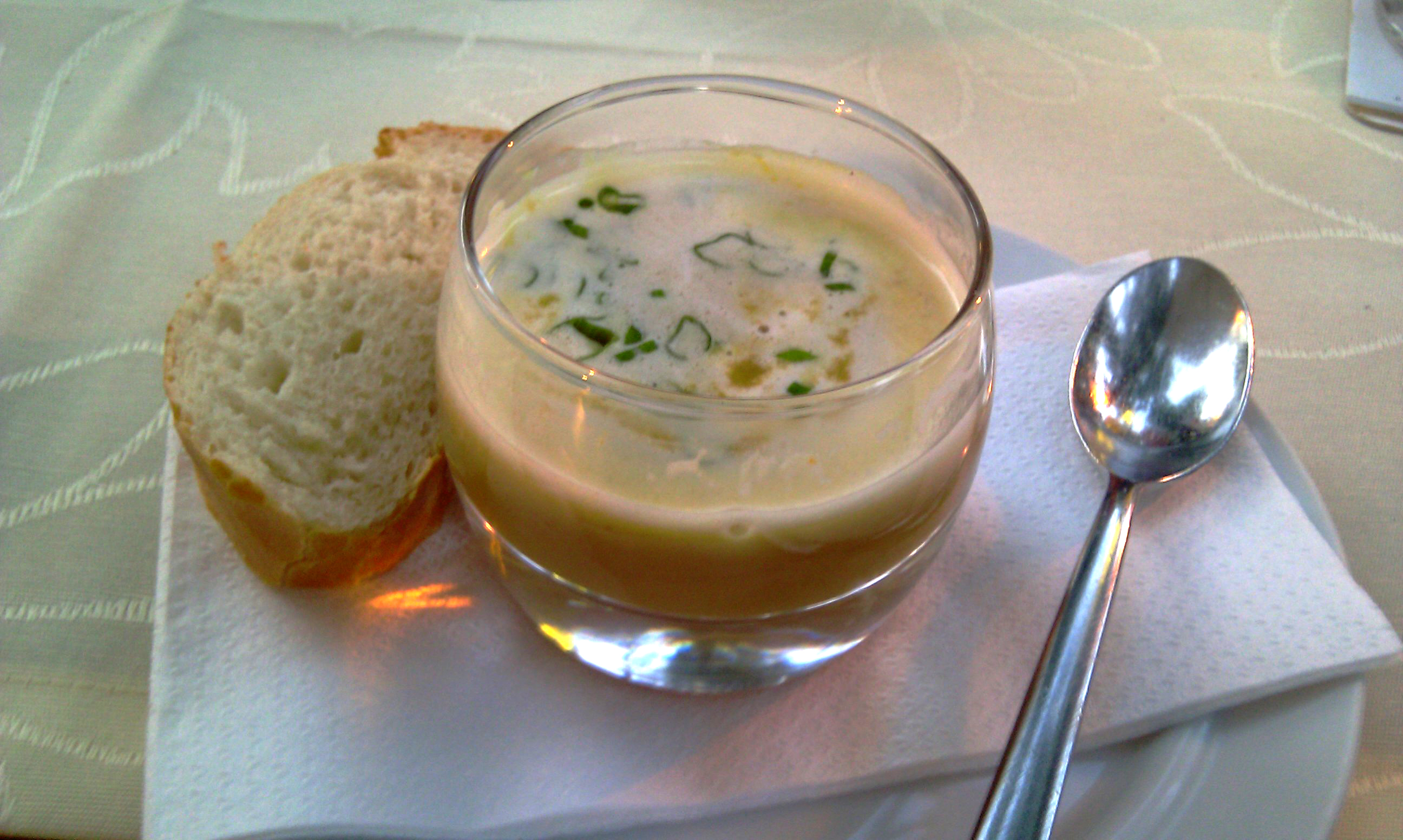
Apfelrahmsuppe
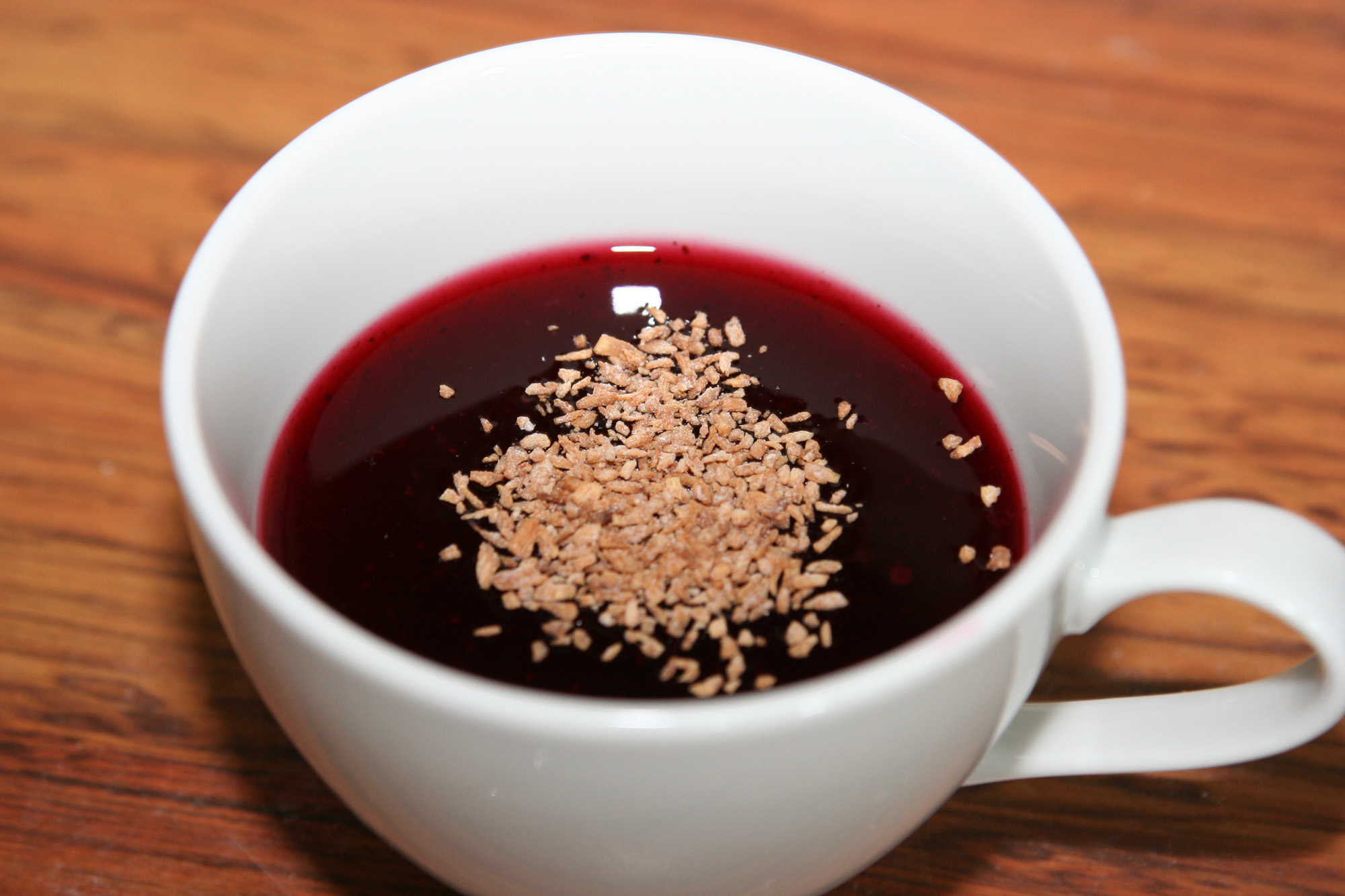
Blaubeersuppe
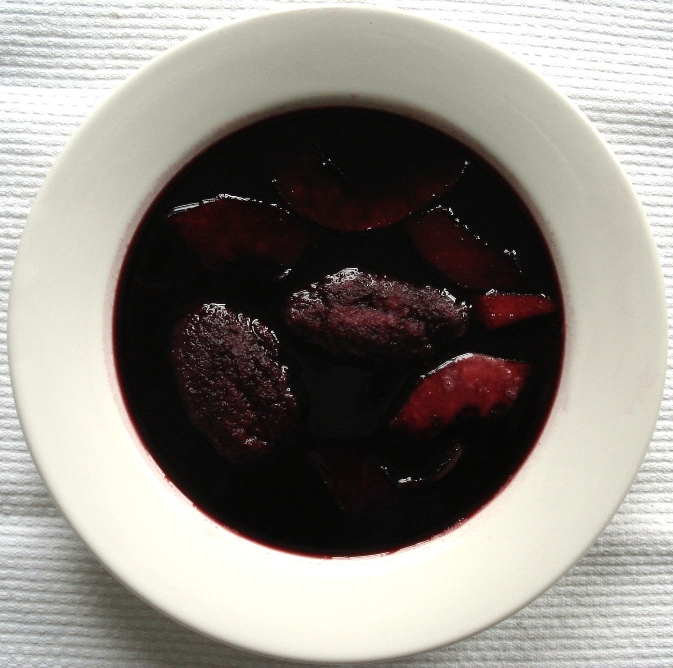
Fliederbeersuppe
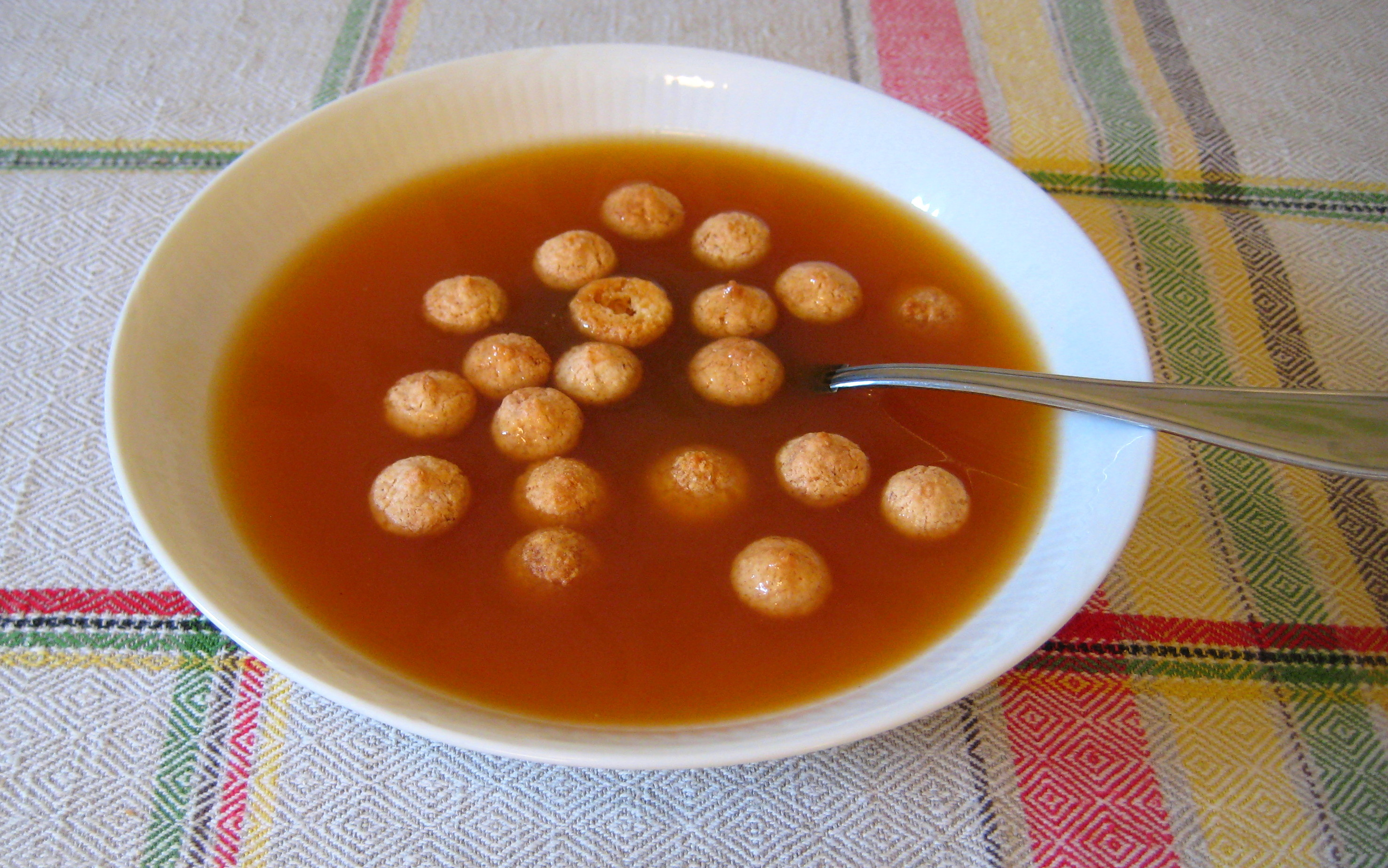
Hagebuttensuppen